# Alpen
Die Alpen sind das höchste Hochgebirge in Europa.  Sie erstrecken sich in einem 1200 Kilometer langen und zwischen 150 und 250 Kilometer breiten Bogen vom Ligurischen Meer bis zum Pannonischen Becken.

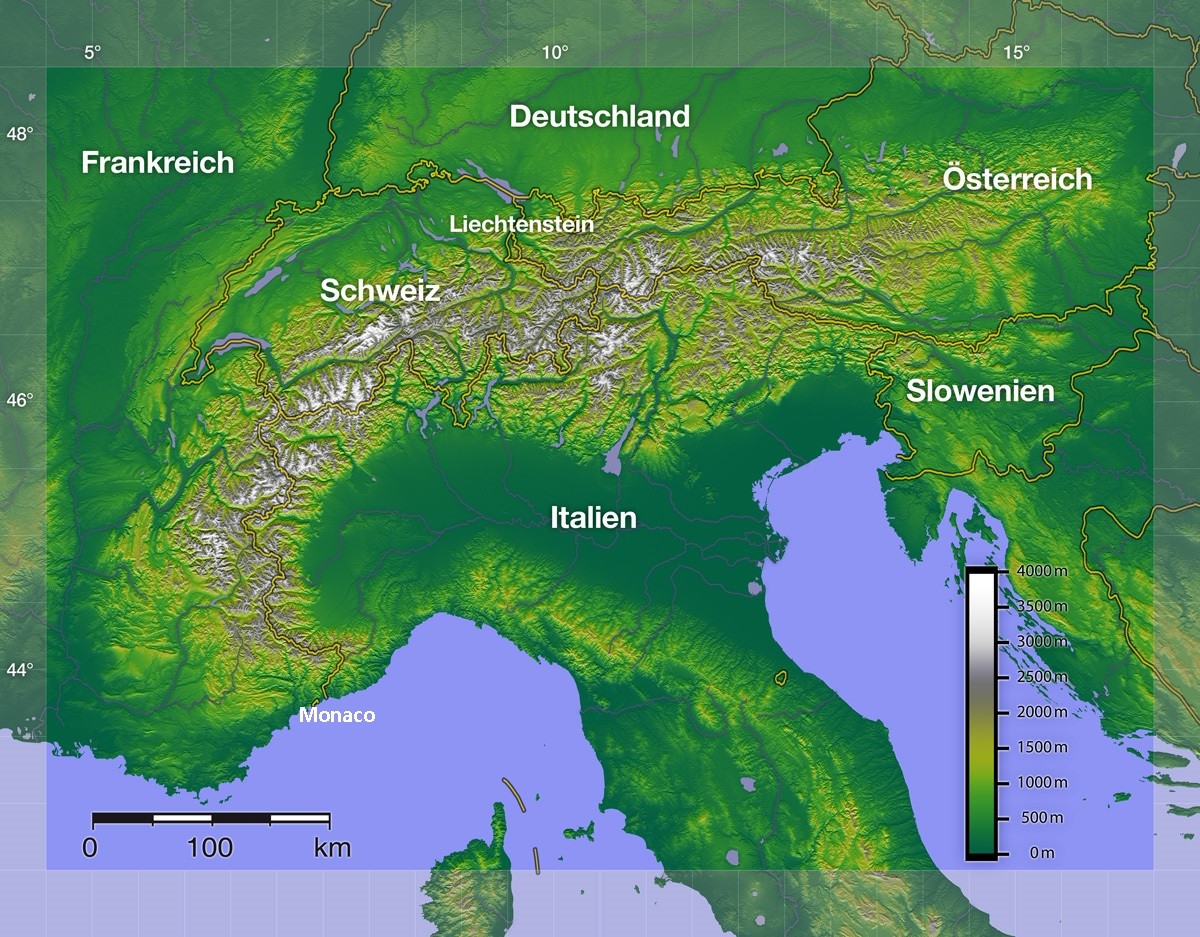
Die Alpen mit den Grenzen der Staaten

Die gesamte Alpenregion hat eine Fläche von etwa 200.000 Quadratkilometern. Sie dehnt sich etwa 750 Kilometer von West nach Ost und rund 400 Kilometer von Süd nach Nord aus und wird vom Rhonetal, dem Schweizer Mittelland, dem Oberlauf der Donau, der Kleinen Ungarischen Tiefebene, der Po-Ebene und dem Golf von Genua umgrenzt.
Der Alpenbogen schließt im Südwesten am Golf von Genua an den Apennin an, umfasst die Po-Ebene, verzweigt sich zum französischen und Schweizer Jura und endet im Osten fächerförmig vor dem westpannonischen Berg- und Hügelland. Im Nordosten an der Donau bei Wien sind die Alpen durch das Wiener Becken von den geologisch verwandten Karpaten getrennt; im Südosten gehen sie in das stark verkarstete Dinarische Gebirge über. Im Norden fallen die Alpen allmählich zum österreichischen und deutschen Alpenvorland ab. Im Süden ist der Abfall zur Po-Ebene steiler. Der Gebirgszug, zu dem die Alpen gehören, erstreckt sich vom afrikanischen Atlas bis nach Südostasien (siehe Alpidische Orogenese).
Die Alpen bestehen aus zahlreichen Gebirgsgruppen und -ketten.
Die Gipfelhöhen in den westlichen Gebirgsstöcken liegen meist zwischen 3000 und 4300 Meter über dem Meeresspiegel; in den Ostalpen sind die Berge etwas niedriger. Der höchste Gipfel der Alpen ist der Mont Blanc mit 4805 Metern. 128 Berge der Alpen sind Viertausender, etliche Berge mehr oder weniger vergletschert (siehe auch Gletscherschwund seit 1850).
Die Alpen sind eine bedeutende Klimascheide und Wasserscheide (sie entwässern zu Mittelmeer, Nordsee und Schwarzem Meer).
Sie trennen den zentralen Mittelmeerraum mit dem Etesienklima vom atlantisch beeinflussten nördlichen Mitteleuropa. Wetter und Klima am Ostrand der Alpen sind vom Kontinentalklima beeinflusst.
Der Alpenraum umfasst Gebiete der acht Alpenstaaten Frankreich, Monaco, Italien, Schweiz, Liechtenstein, Deutschland, Österreich und Slowenien. Er bildet den Lebensraum von 13 Millionen Menschen und genießt europäische Bedeutung als Erholungsraum. Ungarn hat Anteile an Mittelgebirgen, die zu den Alpen gezählt werden, beispielsweise an Günser und Ödenburger Gebirge, wird in der Regel jedoch nicht zum Alpenraum gezählt. Seit der Frühgeschichte stellen Alpentäler und -pässe auch wichtige transeuropäische Verkehrsverbindungen dar.

## Wortgeschichte
Die Alpen werden in der Literatur erst relativ spät als Gebirge benannt. Erst Hannibals Zug durch die Alpen im Jahr 218 v. Chr. brachte sie zur Kenntnis. Eine klare Definition gibt Polybios († um 120 v. Chr.), der zuverlässige Angaben zu Alpenpässen macht. Die Bezeichnungen Alpeis (Singular) und Alpēs (Plural) treten ca. 150 n. Chr. in der griechisch geschriebenen Geographie des Ptolemäus auf (z. B. Alpes Poeninae / Summo Poenius für Grosser St. Bernhard; siehe auch Peutingersche Tafel). Isidor von Sevilla bestätigt in Etymologiarum sive originum libri XX, dass die römischen Eroberer das Wort mit der Bedeutung ‚hoher Berg, Hochweide‘ von der ligurisch-keltischen Gebirgsbevölkerung übernommen haben. Gemäß der modernen Sprachwissenschaft geht das Wort Alp auf ein vorindogermanisches Wort zurück, als dessen Bedeutung „(hoher) Berg“ vermutet wird. Die spätere Wortentwicklung wurde womöglich durch eine Anlehnung an lateinisch alba „weiß“ beeinflusst.
Die heutige Wortfamilie ist vielfältig:
- Die ursprüngliche Bedeutung von Alpe ist heute noch im alemannischen Sprachraum lebendig: in Vorarlberg und Tirol als Alpe, in der Schweiz seit dem Mittelalter zu Alp verkürzt, im Schwäbischen als Alb.
- Im Bairischen wurde das Wort zu Alm verschliffen und heißt ausschließlich „Bergweide“. In dieser Bedeutung ist das Wort auch hochsprachlich etabliert und ein gleichrangiges Synonym zu Alpe.
- Reste der Bedeutung „Weide“ finden sich noch vielerorts (und nicht auf die Alpen beschränkt) auch in Flurnamen wie Alpe oder Aelpli.
- Die italienische und rätoromanische Bezeichnung alpina für einen Hochwald aus Zirbelkiefer und Legföhre entspricht ebenfalls diesem Konzept, wird aber nicht zur Deutung herangezogen.
- Als übertragener Name taucht Alpen in den Namen weiterer Gebirge auf, z. B. Apuanische Alpen, Australische Alpen, Japanische Alpen, Neuseeländische Alpen.
- Alpin bedeutet auch allgemein „gebirgig“, z. B. alpine Stufe (eine Hochgebirgsstufe), oder steht synonym für „Berg-“, z. B. alpines Klettern, Ski alpin.
- Alpid bezeichnet eine erdgeschichtliche Gebirgsbildungsphase. Der alpidische Gebirgsgürtel erstreckt sich von Europa bis Ostasien.

## Gliederung

Eine von vielen Möglichkeiten, die Alpen in Gebirgsgruppen aufzuteilen.

Versuche zur Gliederung der Alpen wurden seit Jahrhunderten auf verschiedenen Grundlagen unternommen. Grundlage solcher Gliederungen sind kulturelle und humangeografische Merkmale oder natürliche Bestandteile und Strukturen wie Orografie, Geomorphologie, Geologie, Hydrologie, Klima oder Flora und Fauna. Diese Gliederungssysteme haben zu kleinräumigen Gliederungen geführt, die in ihrer Vielfalt kaum zu überblicken sind und zahlreiche, lokal und regional unterschiedliche Bezeichnungen umfassen, die sich zum Teil überschneiden und widersprechen.
Im Laufe der Zeit haben sich vor allem in Bezug auf die geografische Gliederung des Gesamtgebirges zwei Systeme herausgebildet, die sich nur teilweise miteinander vereinbaren lassen und weiten Raum für grundlegende Missverständnisse offenlassen. Eine wesentliche Gemeinsamkeit beider Systeme ist allerdings die Dreiteilung entlang der gesamten Alpenkette in einen zentralen Teil sowie einen am Bogen äußeren (im Norden und Westen) und inneren Teil (Süden).

### Zweiteilung der Alpen
In Österreich, Südtirol und Deutschland werden die Alpen in die Haupteinheiten West- und Ostalpen unterteilt. Diese Gliederung greift die geologischen und die davon abgeleiteten geomorphologischen Unterschiede auf, die sich im Übergang von der Schweiz zu Österreich etwa an der Linie Alpenrheintal – Comer See vor allem in Bezug auf die nördliche Hälfte der Alpenkette ergeben. Verbreitet ist diese Zweiteilung sowohl im wissenschaftlichen und legislativen Kontext wie auch in der Alpenvereinseinteilung der Ostalpen (Moriggl 1924, Rev. 1984), oder der SOIUSA (Suddivisione Orografica Internazionale Unificata del Sistema Alpino, Marazzi 2005).

### Dreiteilung der Alpen

Erste italienische und französische, dreiteilige Aufteilung der Alpen von 1924

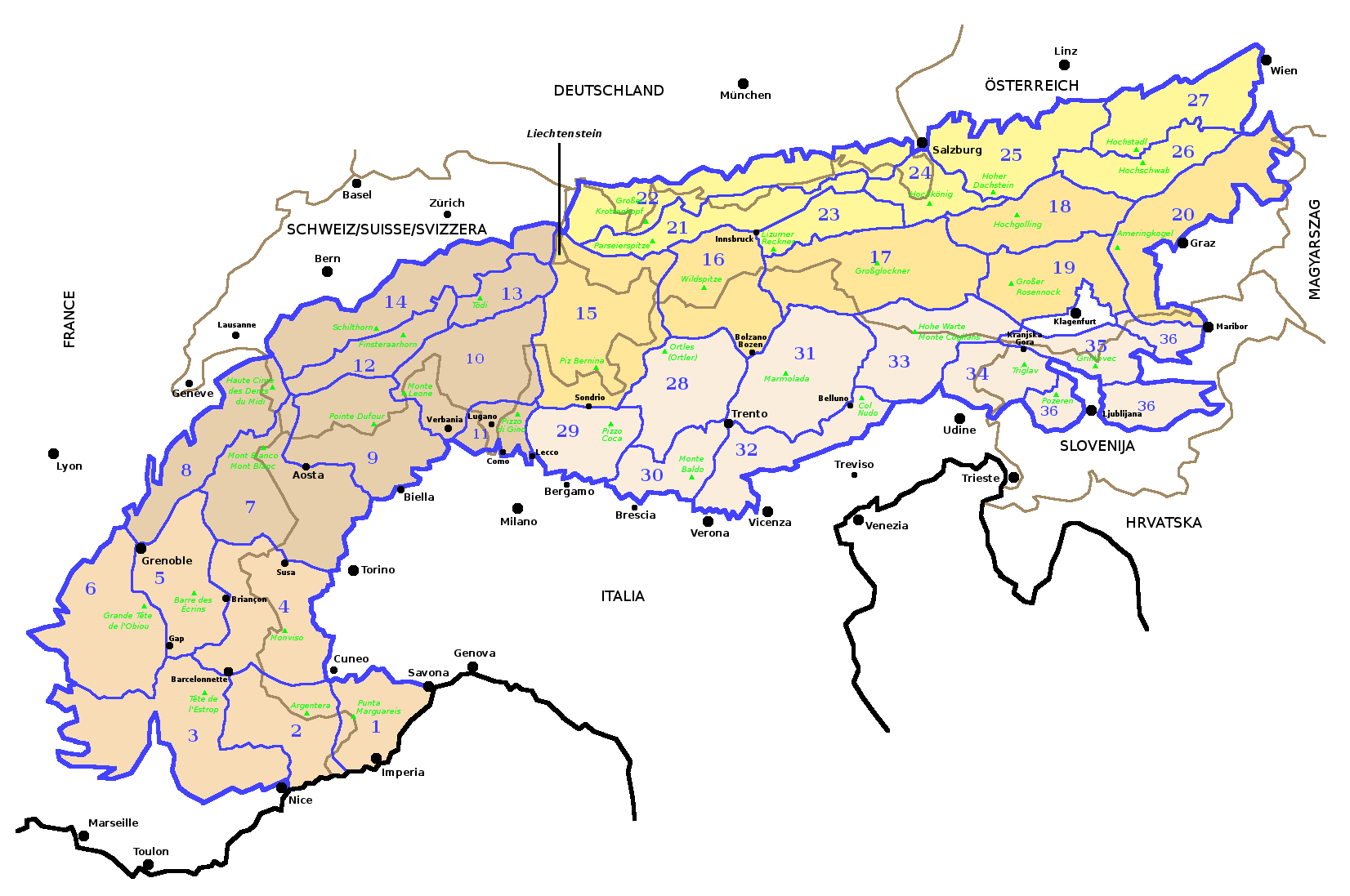
36 Abschnitte der zweiteiligen Einteilung nach SOIUSA, 2005

In Italien und Frankreich gibt es eine traditionelle einheitliche Dreigliederung der Alpen in West-, Zentral- und Ostalpen, die Partizione delle Alpi (1924), die weniger auf geologischen Kriterien, sondern auf historischer geografischer Übereinkunft beruht. Nach der in Frankreich und Italien angewandten geografischen Gliederung beginnen die Westalpen am Mittelmeer und reichen bis zur Linie Aostatal – Mont Blanc, die Zentralalpen liegen zwischen Aostatal / Mont Blanc und Brennerpass und die Ostalpen ziehen vom Brennerpass bis nach Slowenien.
Diese Dreiteilung findet sich auch in der Einteilung der Schweizer Alpen nach SAC, die die Zentralalpen in diesem Sinne großteils abdeckt.

### Andere Gliederungen
Genauso vielfältig sind die Gliederungen, die auf Klima, Vegetation oder die Besiedelung der Alpen eingehen:
- von außen nach innen drei Regionen: Alpenvorland, Voralpen und inneralpine Region
- die topografische Grobgliederung in mittelgebirgige Randzonen und die Hochalpen mit Gipfelhöhen über 1500 m
- die biogeografisch definierten Höhengürtel der Alpen: die alpinen Tallagen einschließlich der Hügellandstufe (bis etwa 700–900 m), die Gebirgsstufe bis zur oberen Waldgrenze (1500–2000 m), die Hochgebirgsstufe oder Alpinstufe bis zur Schneegrenze (2000–3100 m) und darüber in die Nivalstufe mit den Gletscherregionen.

Typische Bergformen der großen Alpenteile
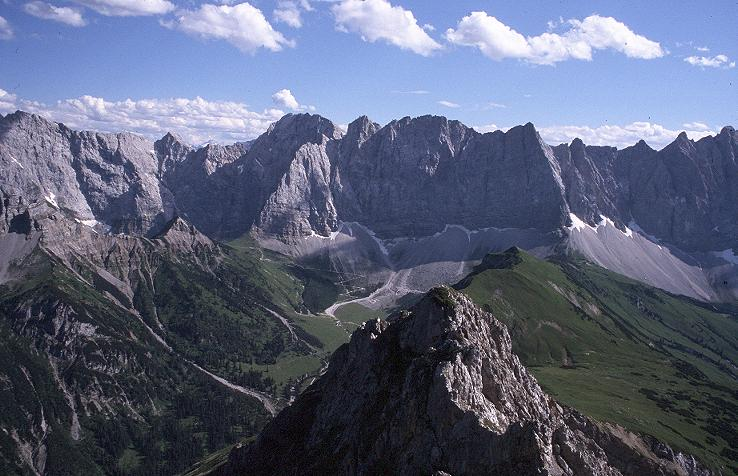
Nördliche Ostalpen (Nordalpen): Karwendel-Hauptkette
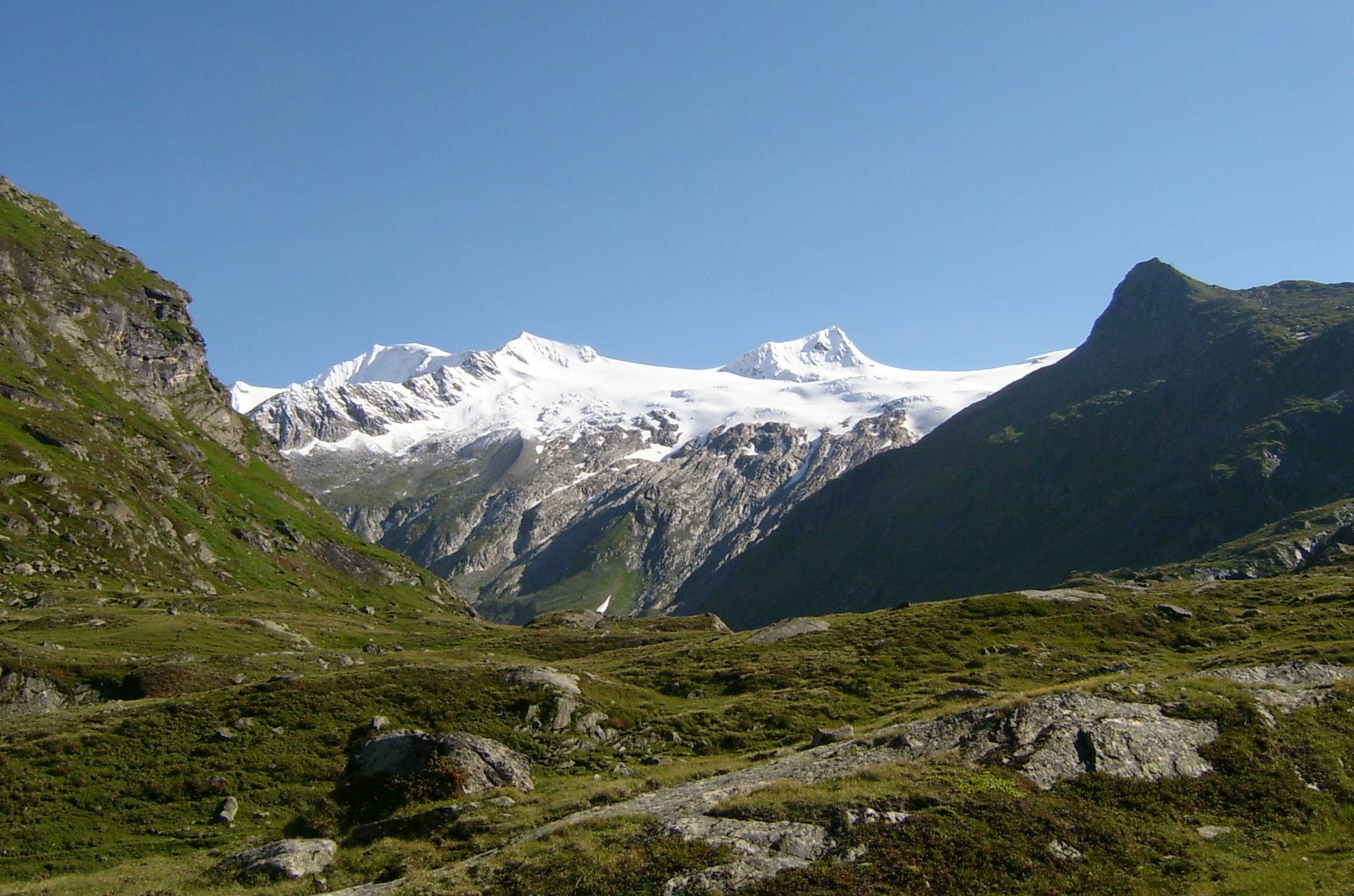
Zentrale Ostalpen (Zentralalpen): Großvenediger
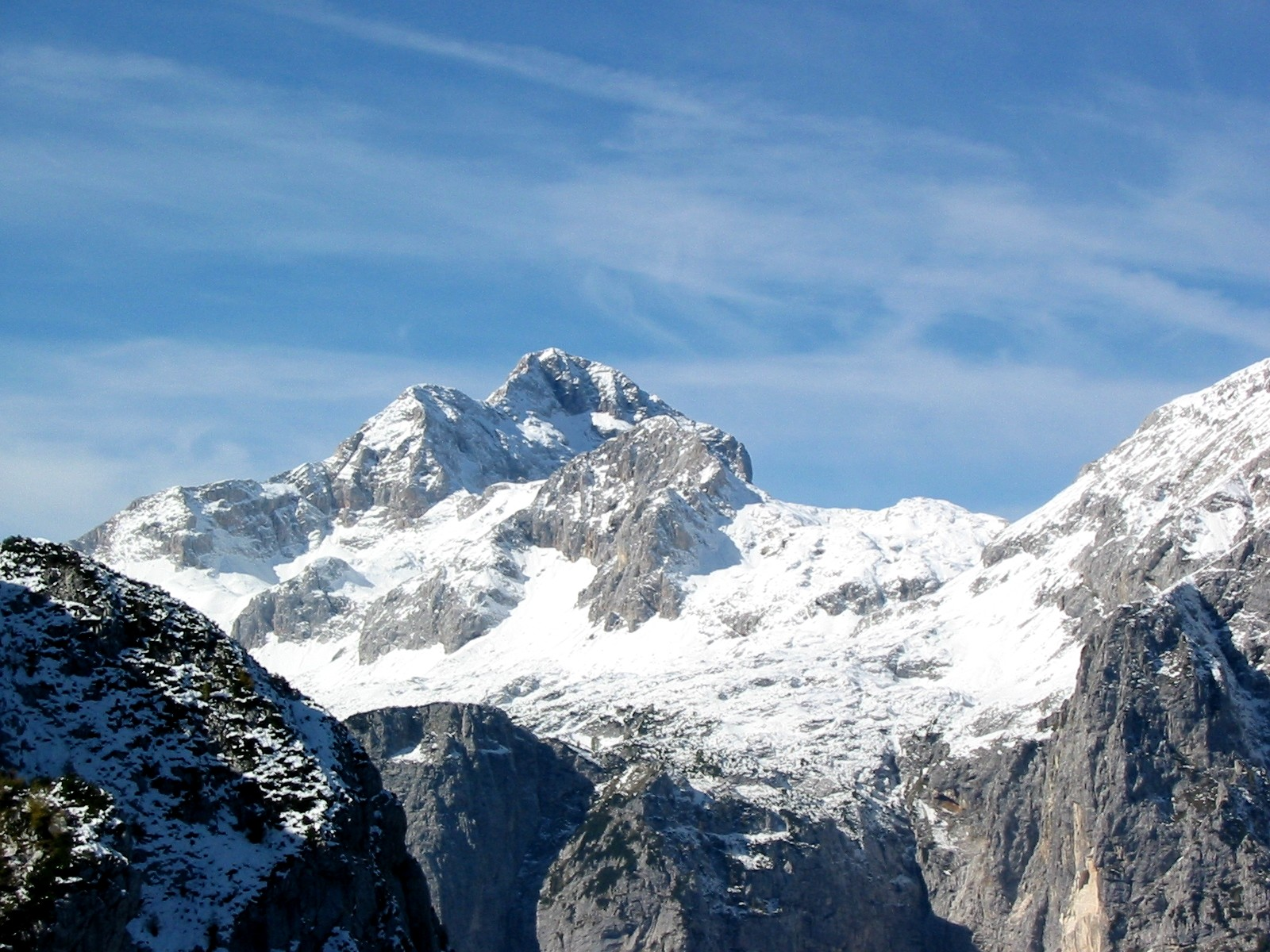
Südliche Ostalpen (Südalpen): Triglav
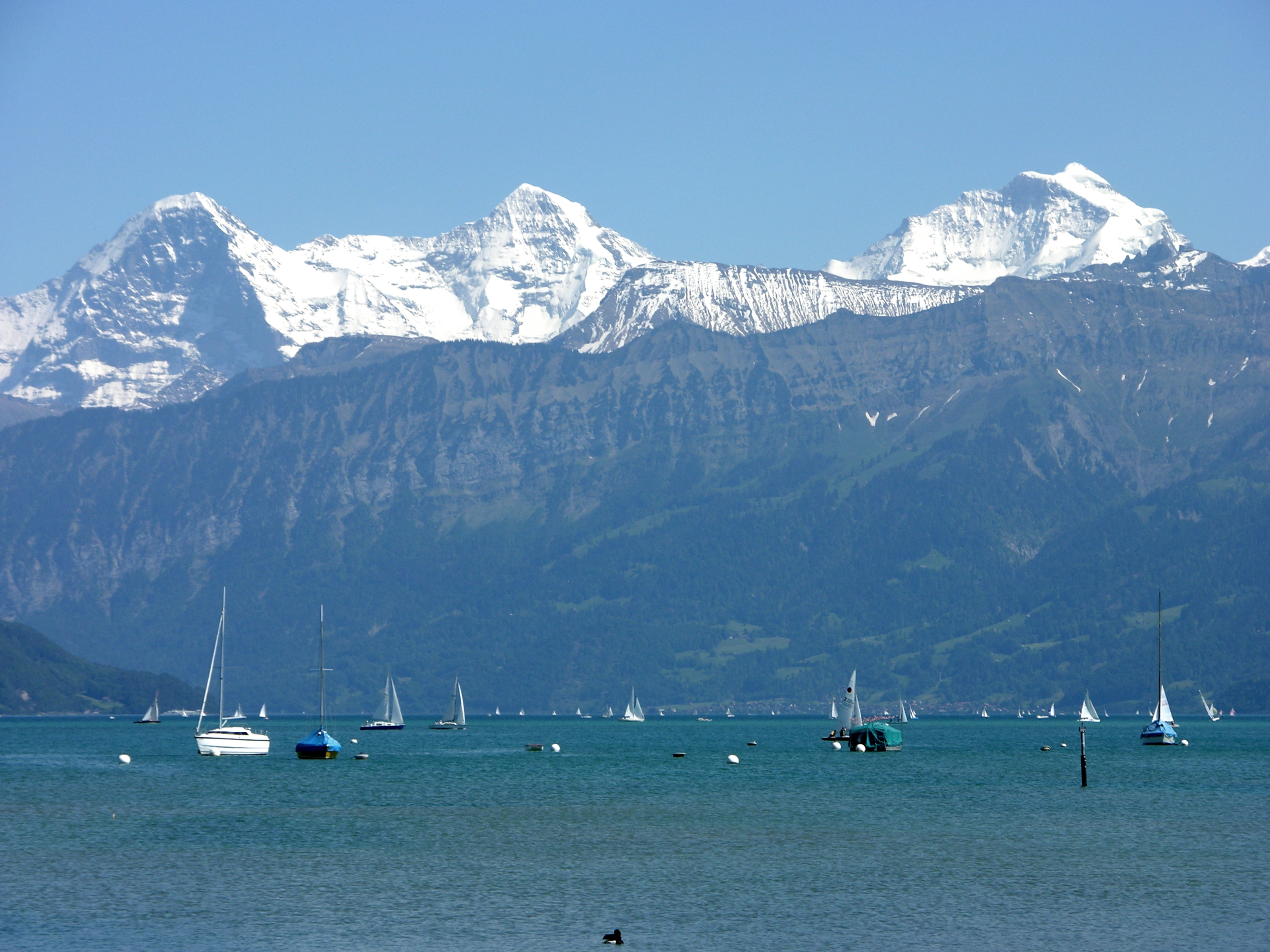
Nordöstliche Westalpen (Zentralalpen): Eiger, Mönch, Jungfrau
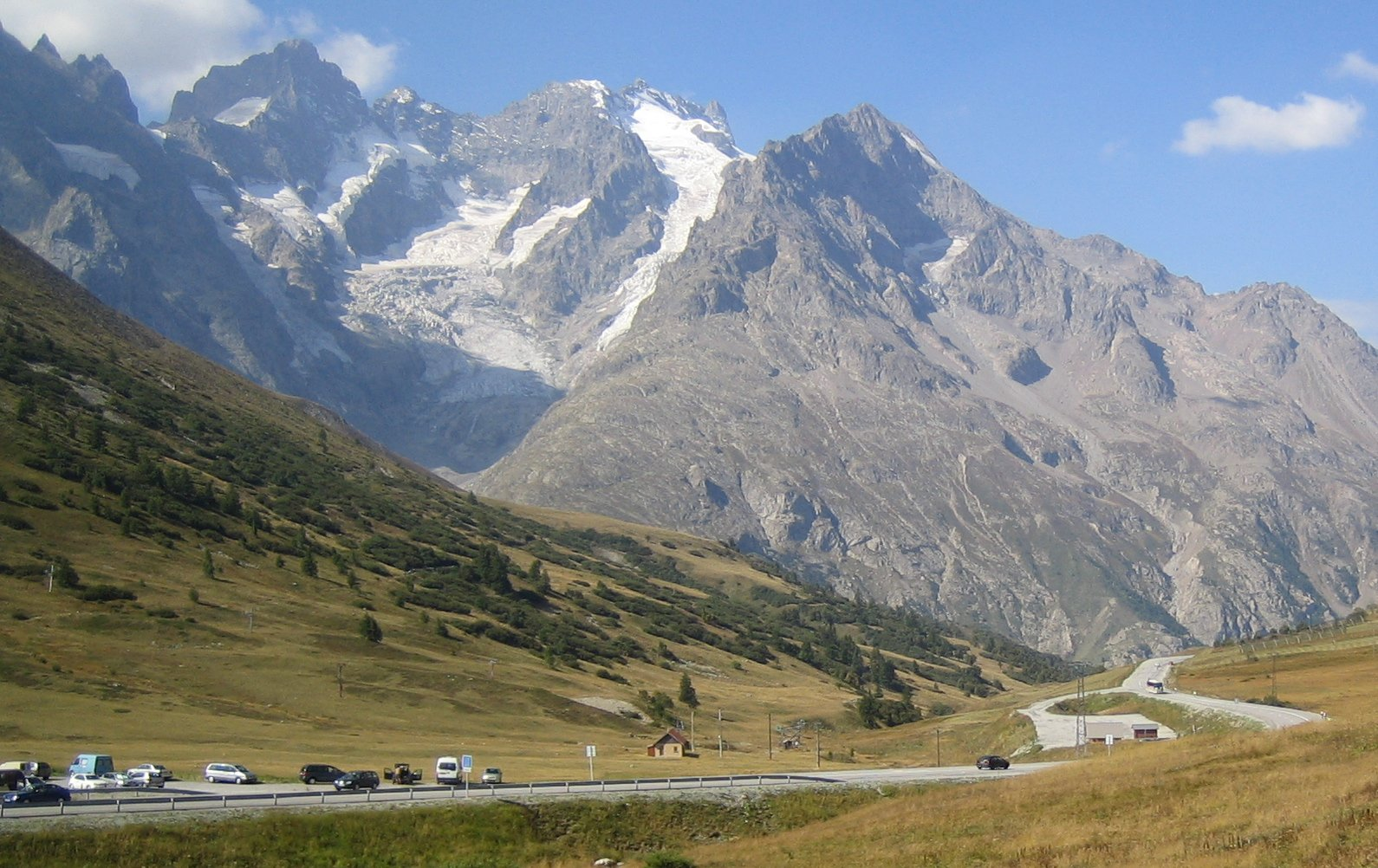
Mittlere Westalpen: La Meije
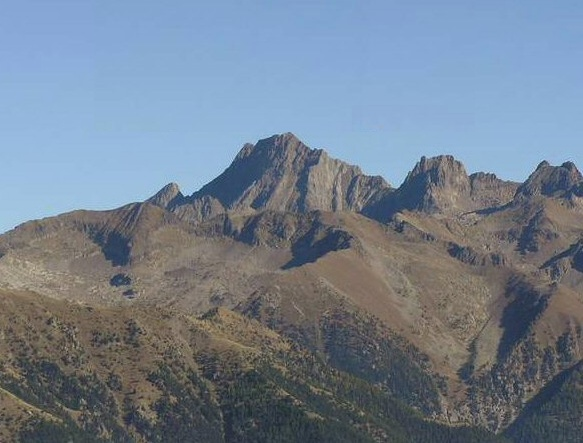
Südwestliche Westalpen: Monte Argentera

## Gebirgszüge und Gebirgsgruppen

### Ostalpen

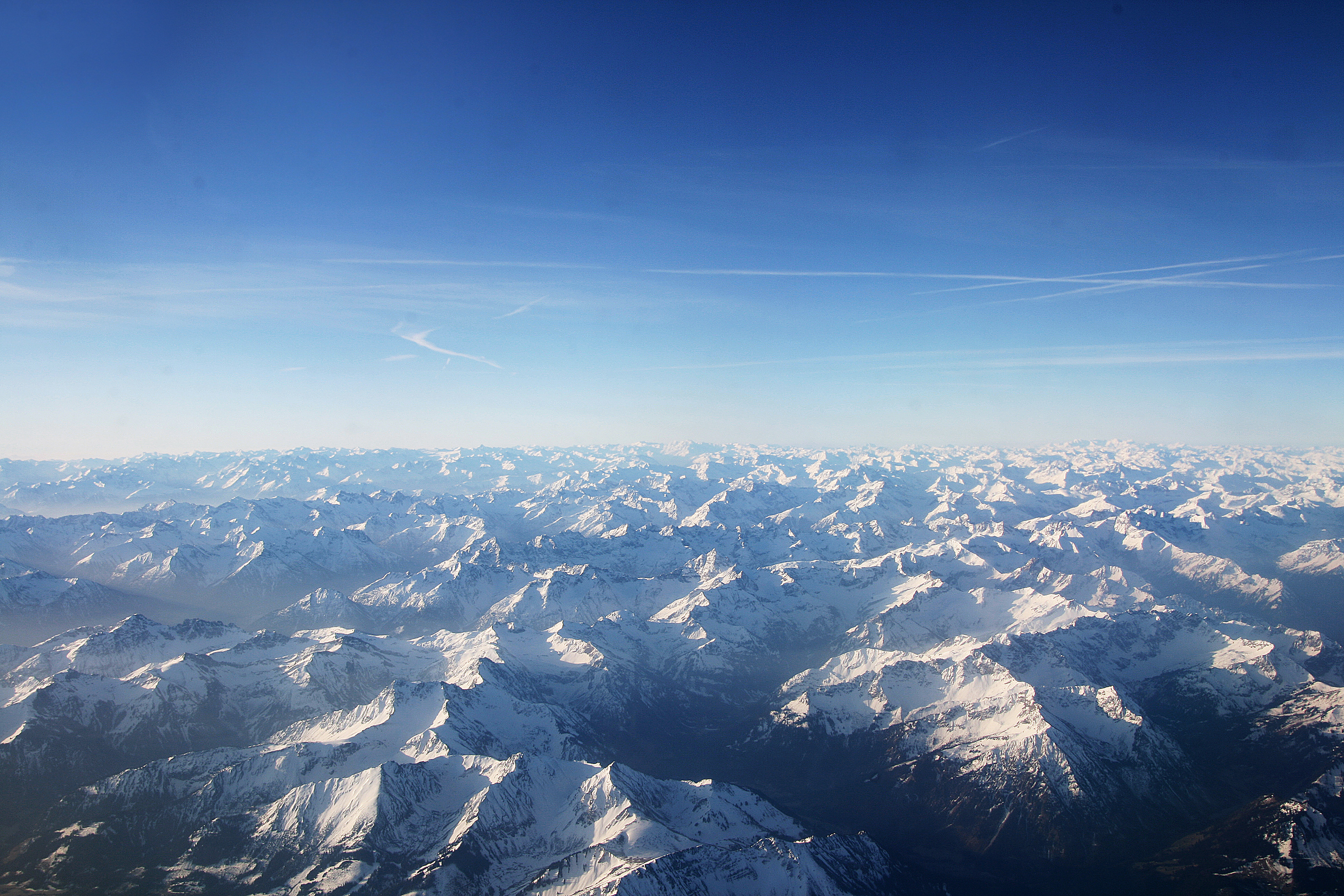
Luftaufnahme der westlichen Nordalpen, im Hintergrund der Westen der Zentralen Ostalpen

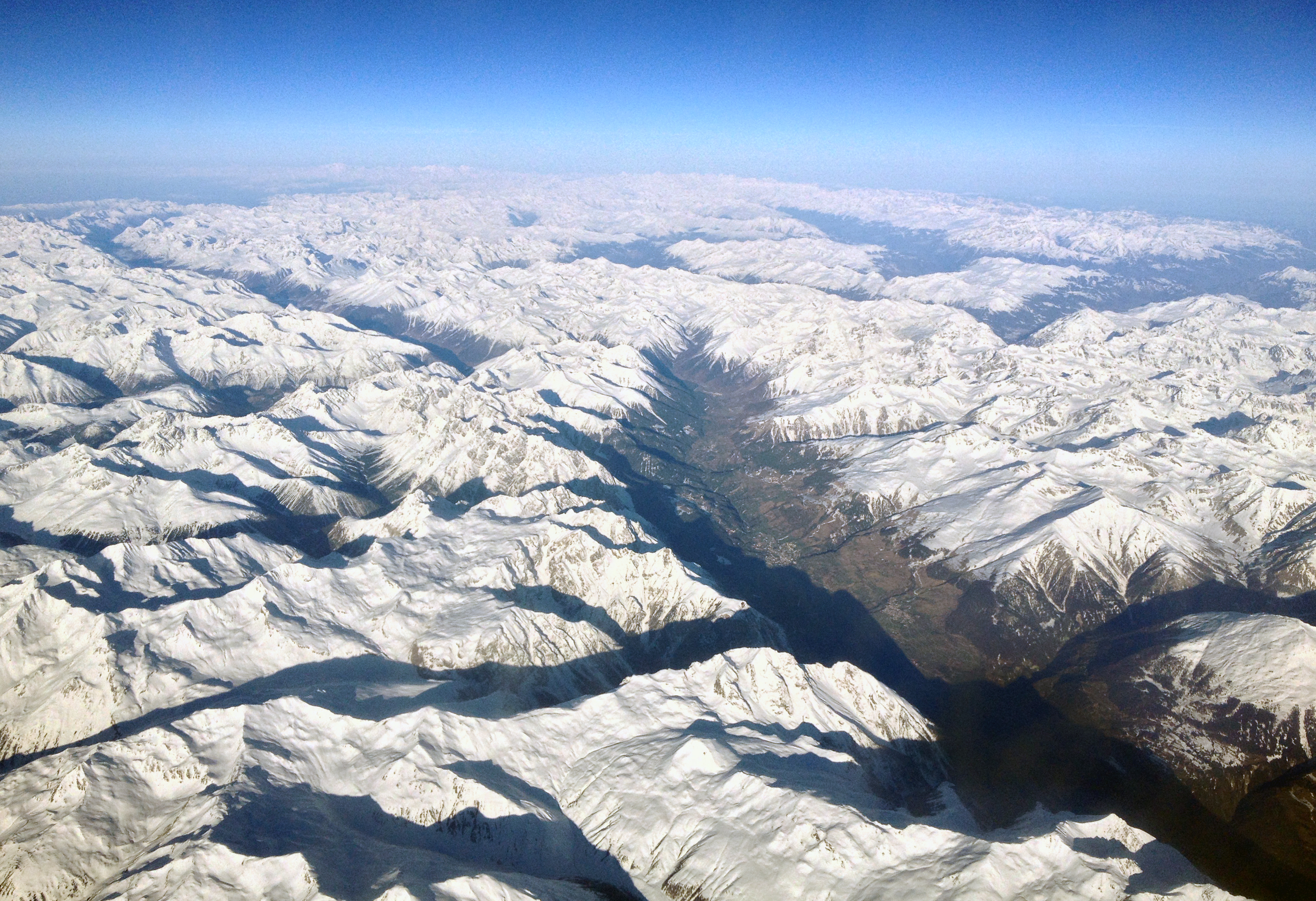
Südwesten der Zentralen Ostalpen (Engadin), im Hintergrund die östlichen Westalpen

Die Ostalpen erstrecken sich von schweizerischem Gebiet über ganz Österreich (von Vorarlberg bis zum Burgenland) und italienische Alpenprovinzen (von der Provinz Sondrio über das Trentino und Südtirol bis Friaul) bis nach Slowenien. Die Alpengebiete Deutschlands und das Staatsgebiet Liechtensteins gehören zu den Ostalpen. Höchster Gipfel und ihr einziger Viertausender ist der Piz Bernina (4049 m) im Schweizer Kanton Graubünden.
Sie werden durch die großen Längstalfurchen in drei Einheiten zerlegt:
- Die Nordalpen teilen sich in Subalpine Molasse, Flyschzone, Nördliche Kalkalpen, Schieferalpen und Grauwackenzone. Nördlich schließt das bayerische und österreichische Alpenvorland an. Vorherrschend ist hier der Kontrast zwischen den gerundeten Formen der Sandsteine gegen die schroffen Wände der Kalkalpen.
- Die Zentralalpen sind reich an Quellen, Bächen und Karseen, im Westen gibt es mehrere Gletscher. Sie bestehen aus Granit, Gneis und Glimmerschiefer und bilden deshalb weitspannige Berggewölbe mit überwiegend gerundeten Formen.
- In den Südalpen bilden die Südlichen Kalkalpen den Hauptteil, mit schroffen Zinnen, Türmen und Stöcken. Das tief zerschnittene Bozener Porphyrplateau geht im Norden in die kristallinen Sarntaler Alpen über. Im Süden verläuft nur eine schmale Voralpenzone und bildet mit dem südlichen Alpenvorland den Übergang zur Poebene.

### Westalpen
Die Westalpen sind der Teil der Alpen, der westlich der Linie Bodensee – Rhein – Splügenpass – Comer See liegt. Sie schließen nördlich des Golfs von Genua an den Apennin an und umfassen in weitem Bogen nach Westen die Po-Ebene.
Folgende Länder haben Anteil an den Westalpen:
- Monaco
- Frankreich. Höchster Berg Frankreichs und der Alpen ist der Mont Blanc (4805 m).
- Italien. Als höchster Berg Italiens gilt gemeinhin der Mont Blanc de Courmayeur (4748 m), ein Nebengipfel des Mont Blanc. Aus italienischer Sicht verläuft die Grenze allerdings über den Hauptgipfel (vgl. Grenzverlauf auf dem Mont Blanc).
- Schweiz. Höchster Berg der Schweiz ist die Dufourspitze (4634 m) im Monte-Rosa-Massiv der Walliser Alpen.

Die Westalpen sind höher als die Ostalpen; ihre zentrale Kette ist kürzer und stark gebogen. In den Westalpen gibt es 81 Viertausender (laut Definition der UIAA). Hier finden sich auch die höchsten Pässe der Alpen. Der Col de l’Iseran in Savoyen ist mit 2764 m der höchste Alpenpass.

#### Einheiten der Westalpen

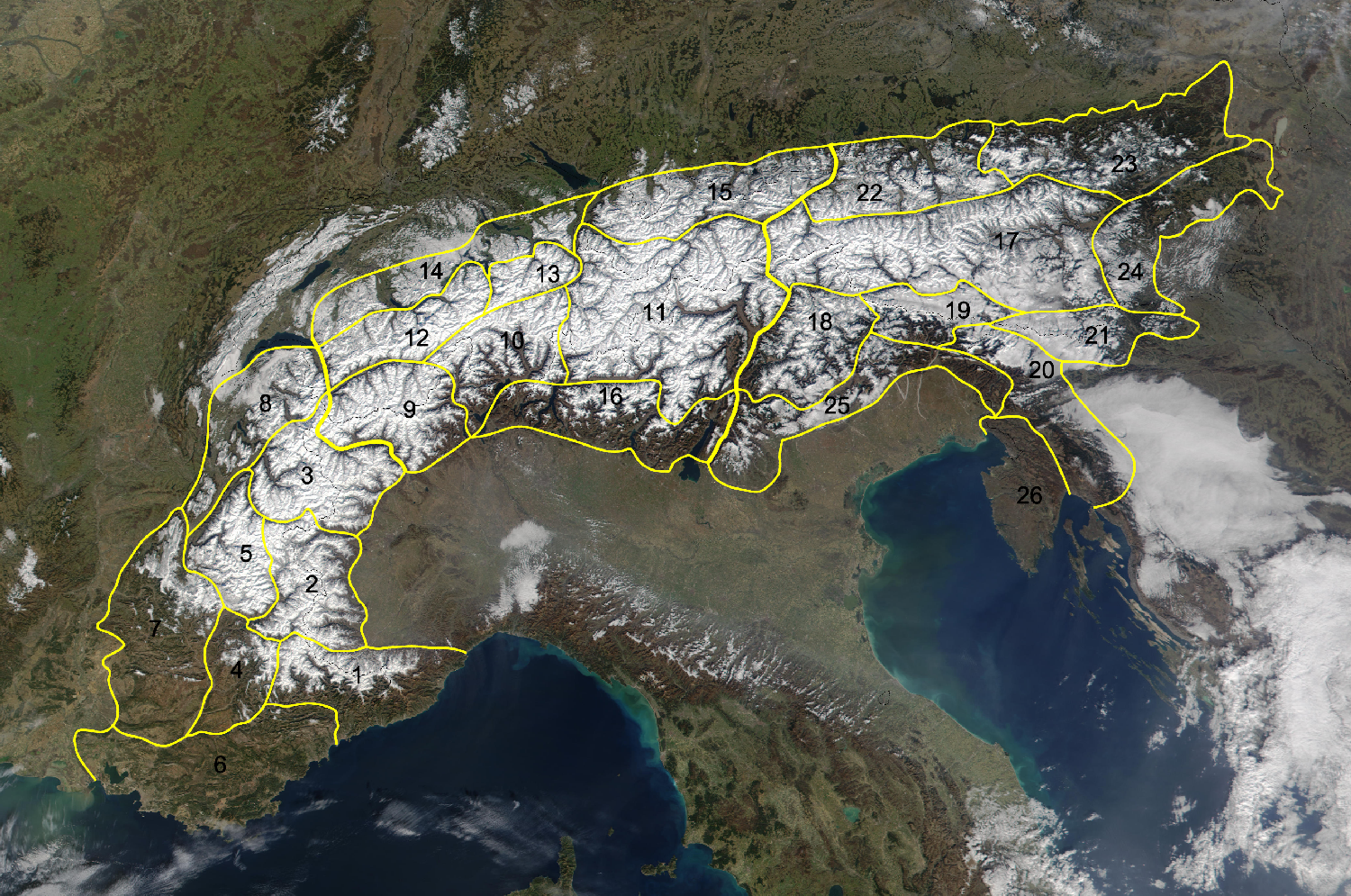
Italienische/Französische Alpengliederung

Eine Reihe kristalliner Zentralmassive wird durch im Streichen des Gebirges teils langanhaltende Täler mehr oder weniger scharf von einer Gneiszone im Süden sowie einer Kalkzone im Westen und Norden
abgetrennt. Ebenso wie in den Ostalpen lässt sich somit eine grobe Dreigliederung der Westalpen in Nord-Süd- oder Nordwest-Südost-Richtung vornehmen. Nach Westen und Norden bildet eine Kalkzone schroffe Wände und Zinnen gegen das jeweilige Vorland. Die Kette der voneinander isolierten Zentralmassive weist die höchsten Berge der Alpen auf, hier sind weite Berggewölbe und hohe Stöcke von oft bizarrer Form ausgebildet. Aufgrund ihrer Höhe sind viele Massive vergletschert, mit dem Aletschgletscher in den Berner Alpen ist hier der längste Gletscher der Alpen. Die Gebirge der Gneiszone fallen mit großen Höhenunterschieden zur Po-Ebene ab. Nach Norden fallen die zentralen Westalpen zum Schweizer Mittelland ab, im Westen sinken die provencalischen Ketten unter die jungen Ablagerungen des Rhônetals.
Folgende Großeinheiten der Westalpen lassen sich unterscheiden:
| Kalkzone                                                                                     | Zentralmassive                                                                               | Gneiszone                                                                            |
| -------------------------------------------------------------------------------------------- | -------------------------------------------------------------------------------------------- | ------------------------------------------------------------------------------------ |
| - Provenzalische Voralpen - Dauphiné-Alpen - Savoyer Voralpen - Berner Alpen - Glarner Alpen | - Mercantour - Pelvoux - Belledonne - Grandes Rousses - Mont Blanc - Aar- und Gotthardmassiv | - Seealpen - Cottische Alpen - Grajische Alpen - Walliser Alpen - Lombardische Alpen |

In der Schweiz werden die im Landesgebiet liegenden Alpen auch in Alpennordflanke, westliche und östliche Zentralalpen sowie die im Tessin liegenden Südalpen unterteilt (→ Schweizer Alpen).

## Geologie
Die Alpen sind ein geologisch junges Faltengebirge mit entsprechend charakteristischem Deckenbau.

### Geologische Großeinheiten
Im Laufe der geologischen Erforschung hat sich eine Einteilung der Alpen in mehrere Großeinheiten eingebürgert, welche sich durch jeweils eigene Gesteinsabfolgen und Herkunftsgebiete auszeichnen. Von Norden nach Süden werden folgende Einheiten unterschieden:
| - Das Helvetikum (in der Karte  ) ist vor allem im Westalpenbogen aufgeschlossen. An der Nordgrenze der Ostalpen sind Gesteine des Helvetikums nur in schmalen und begrenzten Vorkommen zu finden. - Das Penninikum ( ) ist in den Westalpen weit verbreitet. In den Ostalpen tritt es nur räumlich begrenzt in tektonischen Fenstern (z. B. Engadiner Fenster, Tauernfenster ) und als schmaler Streifen (Flyschzone), nördlich der Nördlichen Kalkalpen, zu Tage. - Das Ostalpin (Austroalpin  ) bildet, wie der Name verrät, den überwiegenden Teil des östlichen Alpenbogens. Es gliedert sich in das nur an einigen Stellen zutage tretende Unterostalpin mit u. a. Teilen der Zentralalpen und das flächenanteilig dominierende Oberostalpin mit u. a. den Nördlichen Kalkalpen, der Grauwackenzone und dem Drauzug. Das Kristallin des Zentralalpins, ebenfalls dem Oberostalpin zugerechnet, wird durch die Grauwackenzone von den Nördlichen Kalkalpen und durch die Periadriatische Naht, eine Hauptstörung der Alpen, vom überwiegenden Teil der „Südlichen Kalkalpen“ getrennt. Im Gegensatz zu den Westalpen enthalten die Ostalpen keine autochthonen Kristallinmassive – das Kristallin des Ostalpins ist durchweg ortsfremd. In den Westalpen sind an verschiedenen Stellen nur eng begrenzte Reste von ostalpinen Gesteinen aufgeschlossen (Vareser Alpen und als Deckenreste in der Umgebung des Matterhorns). - Das Südalpin ( ) findet sich südlich der Periadriatischen Naht als Bergamasker Alpen, Dolomiten usw. bis zu den dinarischen Decken. |
| vergrößern und Informationen zum Bild anzeigenGeologische Skizze der Alpen mit den Bezeichnungen der größeren Untereinheiten. |

Die großen Einheiten werden in eine Vielzahl von Untereinheiten gegliedert. Die geologischen Zuordnungen weichen mancherorts von den primär orographischen Gebirgsgruppen ab, da die großen Längstalzüge der Alpen zwar vorrangig den Gesteinsgrenzen oder den tektonischen Bruch- und Verwerfungslinien folgen, aber stellenweise diese Zonen auch durchschneiden.

### Entstehung der Alpen
Die geologische Auffaltung der Alpen als mehrstufiger Prozess begann vor etwa 135 Millionen Jahren an der Wende von der Jura- zur Kreidezeit, hatte die letzte wichtige Phase vor etwa 30 bis 35 Millionen Jahren im Tertiär, hält aber in abgemilderter Form noch weiter an. Aus plattentektonischer Sicht gehören die Alpen zu den jungen Deckengebirgen der alpidischen Gebirgsbildung, zu denen auch der Kaukasus und der Himalaya gezählt werden. Die intensive geologische Forschung des vergangenen Jahrhunderts führte zur Vorstellung einer Einengung eines ehemals über 1000 km breiten Ozeans mit Kontinentalrändern, Tiefseebecken und mittelozeanischem Rücken auf die weniger als 100 km Breite der heutigen Alpen.

#### Plattentektonische Abläufe

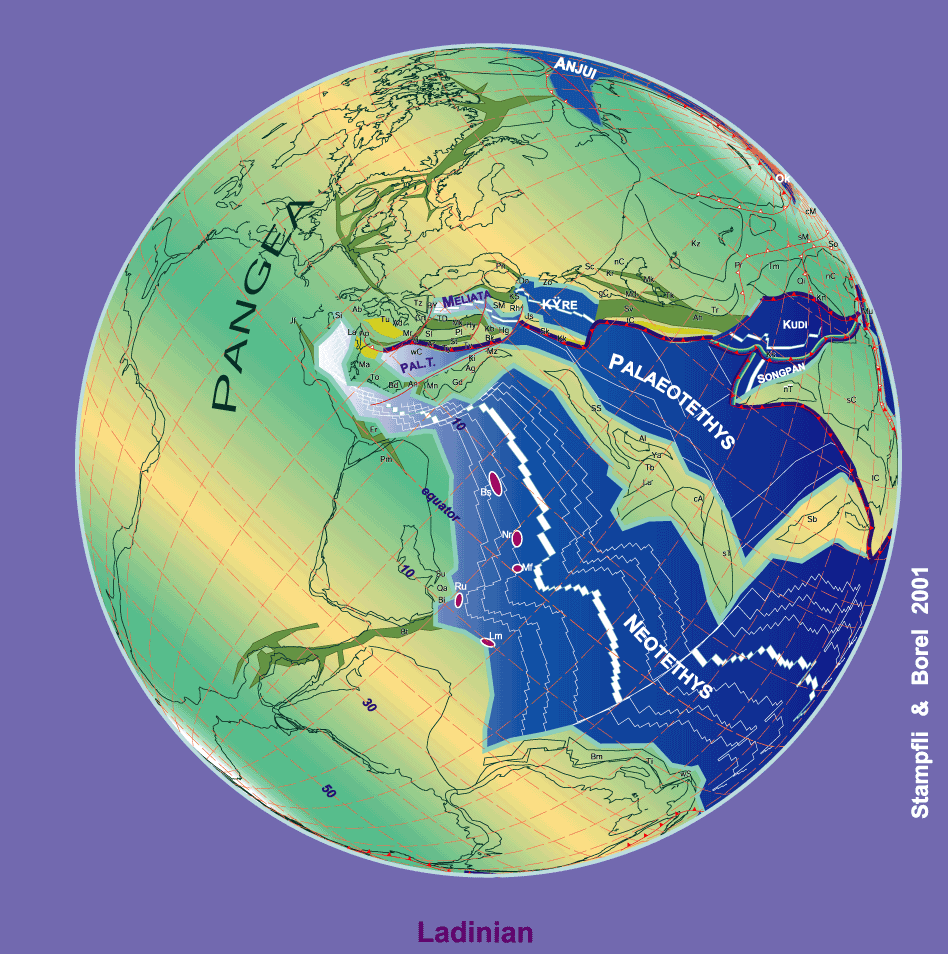
Plattentektonische Rekonstruktion: vor etwa 230 Mio. Jahren. Der spätere Alpenraum etwas links oberhalb der Mitte

Im Mittelmeerraum kann die Gebirgsbildung auf die stetige Öffnung des Atlantiks zurückgeführt werden. Dadurch wurde der afrikanische Kontinent aus Pangaea herausgebrochen und in einer Drehbewegung gegen Europa gedrückt. Dazwischen befand sich die Adriatische Platte, die von zwei Ozeanarmen umschlossen wurde, welche vom Atlantik bis zur Tethys reichten. Am Südrand der kontinentalen Kruste Europas entstanden die Gesteine des Helvetikums. Südlich davon entstanden das Nord- und Mittelpenninikum im nördlichen der beiden Meeresarme um die Adriatische Platte. Noch weiter südlich davon befand sich die Adriatische Platte mit dem Ost- und Südalpin.
Mit der Öffnung des Nordatlantik im mittleren Dogger nach paläomagnetischen Daten vor etwa 170 Millionen Jahren begann in der Paratethys nördlich der adriatischen Platte die Bildung des Südpenninikums aus ozeanischer Kruste. Zur selben Zeit fanden im Ablagerungsbereich des Ostalpins die ersten gebirgsbildenden Prozesse statt, die schließlich zur Stapelung der oberostalpinen Decken führten. Während der Kreide setzte sich durch die Öffnung des Südatlantiks (vor etwa 125 Millionen Jahren) die Subduktion und Akkretion des Südpenninikums an das Ostalpin in Gang (Altalpidische Gebirgsbildung oder Eoalpine Orogonese genannt). Der penninische Ozean begann sich durch diese Prozesse wieder zu schließen.
Ab dem Eozän vor etwa 53 Millionen Jahren führte Afrika eine direkt nordgerichtete Bewegung aus und trieb so die adriatische Platte wie einen Sporn in den südlichen Bereich von Europa hinein. Die Kollision und damit die erste große kompressive Gebirgsbildungsphase dauerte nur etwa 5 Millionen Jahre vom Obereozän bis zum Unteroligozän (Jungalpidische Gebirgsbildung oder pyrenäische Phase). Dabei wurde das Ost- und Südalpin auf das Mittelpenninikum überschoben, und Bereiche verdünnter Kruste wurden unterschoben. Mit der weiteren Kollision wurden das Nordpenninikum und schließlich das Helvetikum überfahren, bis die Struktur des alpinen Deckengebäudes im Pliozän vollendet war. Diese Einengung führte mit Überschiebungsweiten von mehreren hundert Kilometern zum heutigen Deckenbau der Alpen. Im Maximum der alpidischen Orogenese wuchs das Gebirge um etwa 5 mm pro Jahr in die Höhe. Sie ist auch heute noch nicht zum Stillstand gekommen, da die Kontinentalplatten sich weiterhin mit etwa 5 cm pro Jahr aufeinander zubewegen.

#### Sedimentationsgeschichte

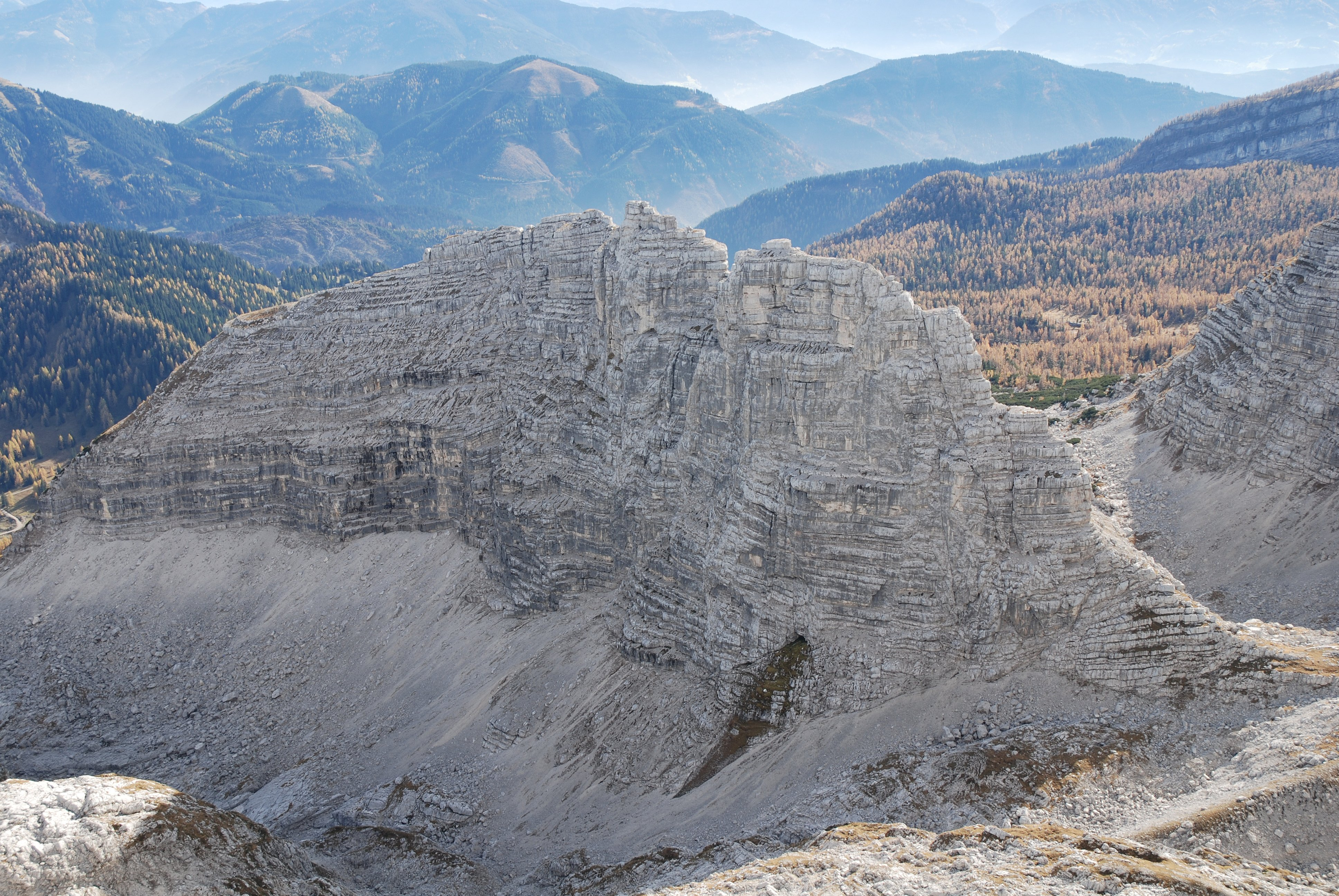
Gebankter Dachsteinkalk des Ramesch, Warscheneckgruppe

Im Paläozoikum entstand durch die Bildung von Pangaea ein gefalteter Sockel aus Graniten, Gneisen und anderen Gesteinsarten; zum Teil wurden diese in den Alpenfaltungen später wieder mit in die gebirgsbildenden Prozesse einbezogen. Seit der Trias brach der Superkontinent auseinander, und an den Kontinentalrändern der Adriatischen Platte im Süden und der europäischen Platte im Norden begann eine marine Sedimentation. In der Untertrias entstanden im Ablagerungsraum der Ostalpen am Nord- und Ostrand der Adriatischen Platte salzführende Schichten (Werfener Schichten), die auf arides Klima schließen lassen. Im weiteren Verlauf der Trias lagerten sich hier die Kalksteine der ostalpinen Decken ab (Alpine Trias), die im Wesentlichen die heutigen Kalkalpen ausmachen. Im Gebiet der späteren helvetischen Decken wurden am Südrand der europäischen Platte in dieser Zeit vor allem Sand- und Tonsteine abgelagert (Germanische Trias).
In der Jura- und Kreidezeit kamen im Raum der Tethys an den Rändern des europäischen Kontinents und der Adriatischen Platte vielfach Kalke und Dolomite zur Ablagerung. In den sich dazwischen bildenden Meeresräumen kam es zur Bildung von tonigen Tiefseesedimenten, die mit untermeerischem Vulkanismus vergesellschaftet waren. Die Sedimentmächtigkeiten aus dieser Zeit sind sehr unterschiedlich und wechselten oft abrupt über kurze Entfernungen. Nach dem Beginn der Subduktion des Mittelpenninikums unter das Ostalpin begann vor dem Akkretionskeil die Bildung von Flysch. Auf dem Rücken des nach Norden wandernden Deckenstapels drang das „Gosaumeer“ in Becken der entstehenden Ostalpen ein und lagerte fossilreiche Mergel und Sandsteine der Gosauschichten (Kreidezeit) ab.

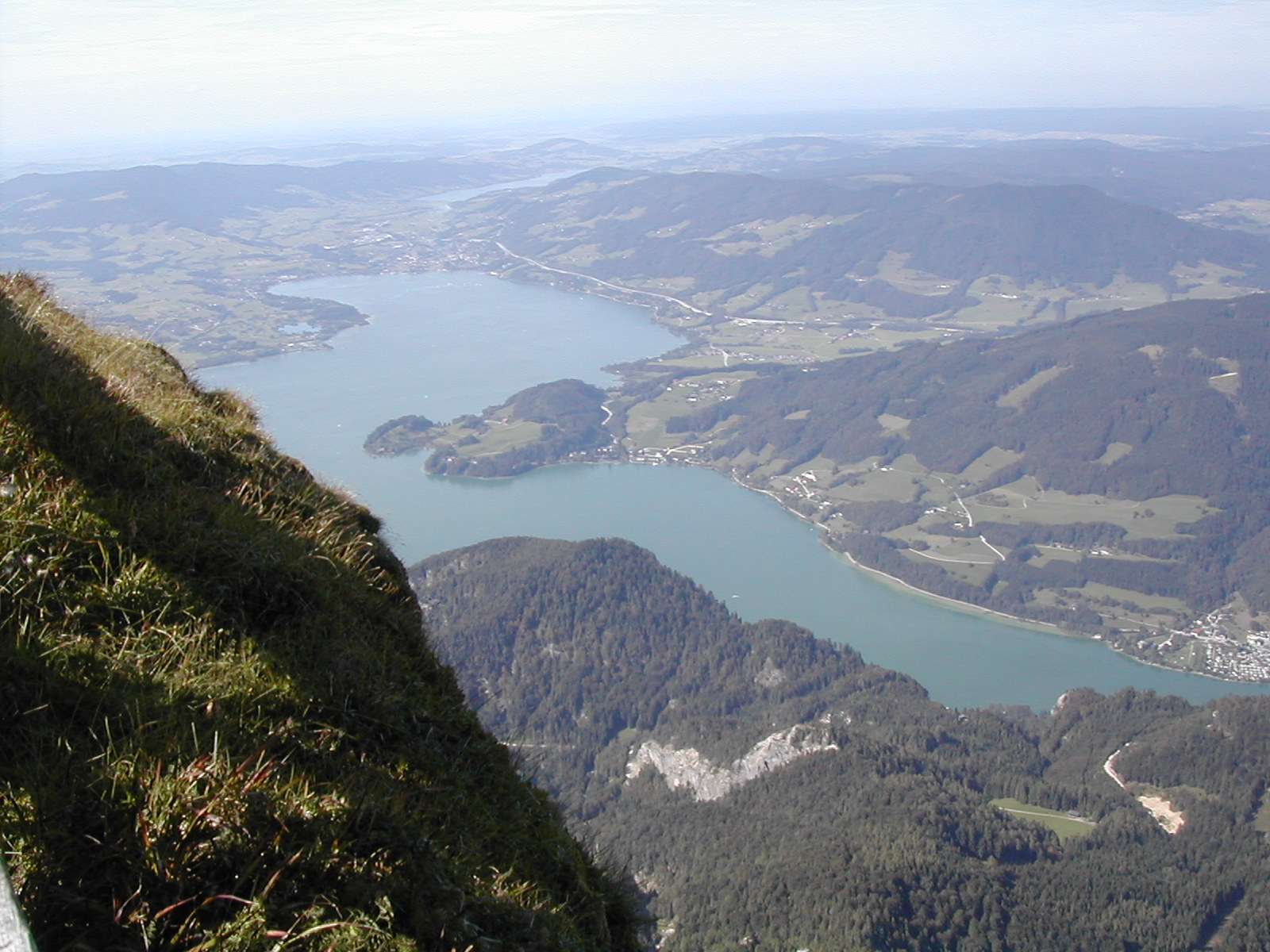
Blick nach Norden auf die schmale Zone der Flyschberge um den Mondsee und das Alpenvorland

Mit dem Einsetzen der Kollision mit dem europäischen Kontinent und der darauf folgenden vollständigen Heraushebung des Gebirgskörpers über den Meeresspiegel unterlagen Teile davon verstärkt der Abtragung. Eine Sedimentation fand nur noch in den vorgelagerten Randzonen statt. Hier entstanden weiterhin Flyschablagerungen (Kreide – Alttertiär), die im weiteren Verlauf in zunehmendem Maße vom Gebirgskörper überfahren wurden. Nach der Ausbildung eines nur noch schmalen Randmeeres ging die Flyschsedimentation in die Ablagerung der Molasse über, tonig-sandige Sedimente aus dem Alpenkörper, die später vom Flysch randlich überschoben und zum Teil in Faltung mit einbezogen werden.

#### Anhaltende Hebung und Ausformung
Zum Hochgebirge wurden die Alpen durch Hebung des gefalteten Gebirgskörpers, die bis in die Gegenwart anhält. Durch den isostatischen Ausgleich in der Kruste hob sich das Gebirge, dessen Erosion ab dem Unter-Oligozän das nördlich gelegene Molassebecken füllte. Der gebirgsbildende Druck dauert bis heute an, der Wuchs in die Höhe beträgt jedoch nur etwa 1 mm pro Jahr. Horizontale Erdkrustenbewegungen können jedoch regional etwas größer sein, etwa in Bebengebieten.
Die heutige Gebirgsform erhielten die Alpen durch Erosion, vor allem durch die abtragende Tätigkeit der Gletscher während der Glaziale des andauernden Eiszeitalters.
Das erdgeschichtlich jugendliche Alter der Alpen wird sichtbar an den schroffen Felswänden, den scharfen Graten und an den tiefen und steilen Tälern mit unausgeglichenem Gefälle. Das Wechselspiel von Hebung und Abtragung (durch Gletscher, Flüsse, Frost, Sonne) mit der Lagerung und Widerstandsfähigkeit der Schichten formt bis heute die Alpen. Durch die Modellierung (modellierende Überformung) in den Kaltzeiten prägten die Gletscher das Bild und schufen neue Oberflächenstrukturen, wie Grate und Kare durch periglaziale Verwitterungen und Glazialerosion; nach Zurückweichen des Eises bildeten sich Seen und Endmoränen.

### Gesteinsabhängige Oberflächenformen

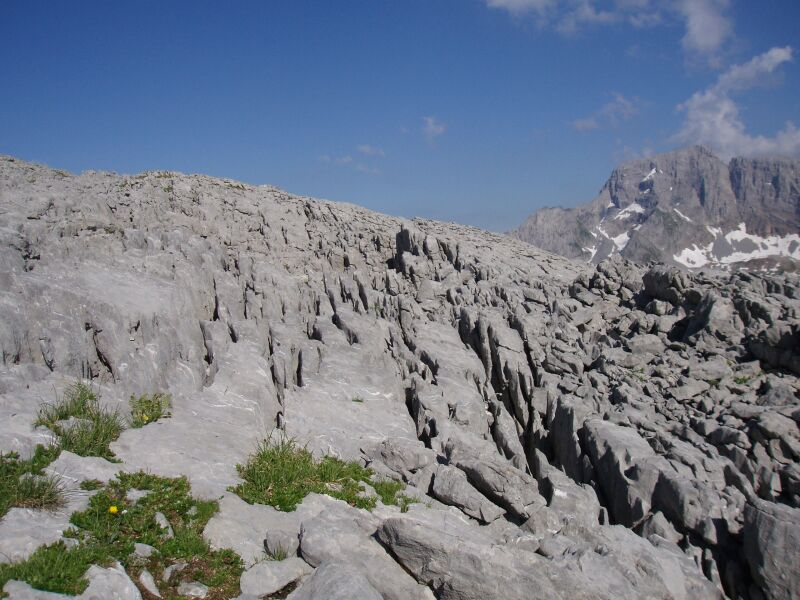
Karrenfelder auf der Silberen (Kanton Schwyz)

Die Oberflächenform und andere geomorphologische Gegebenheiten sind von den Gesteinen der jeweiligen Gebirgseinheiten abhängig. Im Kalk entstehen Karsterscheinungen. Wasserundurchlässiger Dolomit ist stark zertalt, mit brüchigen Felsbildungen und Schutthalden aus feinem Grus. In den harten Gneisen und Granitgneisen bildet sich wegen der großen Abstände der Klüftung bei der Verwitterung meist grobes Blockwerk, das ausgedehnte Blockschutthalden bilden kann. Aufgrund der für Granit charakteristischen Wollsackverwitterung sind an vielen Stellen bizarre Felsbildungen zu beobachten.
Die Schichtenfolge der Gesteinseinheiten bedingt das Auftreten weiterer geomorphologischer Erscheinungen. An der Basis der mächtigen Kalkabfolgen wie etwa der der Nördlichen Kalkalpen und der helvetischen Gebirge befinden sich oft Quellhorizonte (Karstquellen) über undurchlässigen Schiefern. Auch Bereiche mit undurchlässigen Glimmerschiefern unter Granit und Gneis mit ihren meist großen, gut wasserdurchlässigen Spalten sind reich an Quellen, Bächen und Karseen. Die in den Nördlichen Kalkalpen vorhandenen Salz- und Gipslager machen sich in der Oberflächengestaltung ähnlich wie bei Kalkgesteinen durch Karstphänomene bemerkbar.

## Klima

### Merkmale

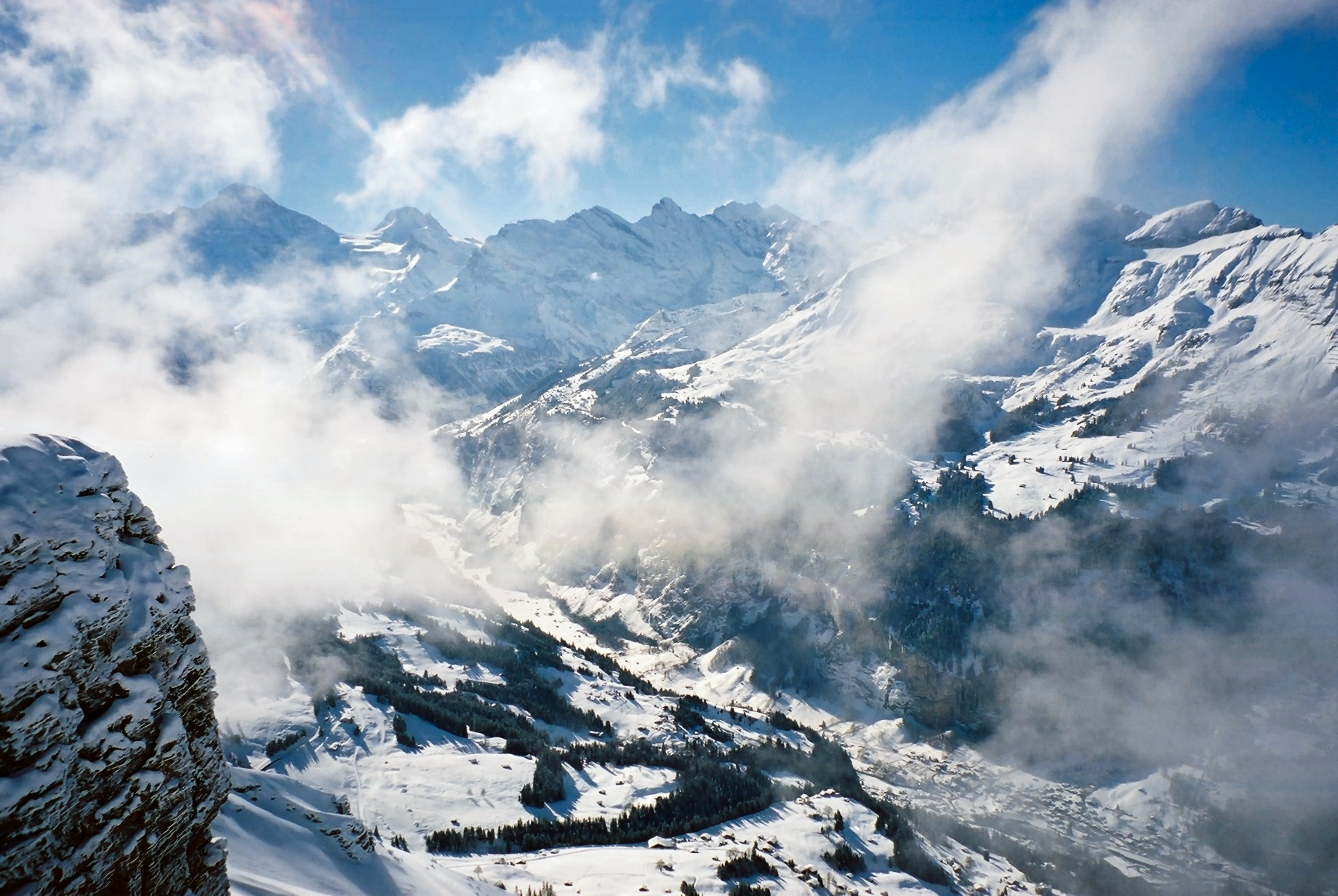
Lauterbrunnental

Die Alpen sind eine der wichtigsten Klimascheiden Europas und trennen das atlantische Seeklima im Westen, das Kontinentalklima im Osten und das mediterrane Klima im Süden. Das Klima und das Wettergeschehen in den Alpen sind (auch wegen des starken Reliefs) kleinräumig.
Die wichtigsten klimatischen Einflüsse sind Westwinde mit milden, feuchten Luftmassen vom Atlantik, kalte Polarluft von Norden, trockene kontinentale Luftmassen aus Osten (kalt im Winter, heiß im Sommer) und warme mediterrane Luft von Süden, die jeweils typische Staulagen ausbilden.
Besondere Winde sind der Föhn, ein warmer Fallwind (primär bei einer Südstaulage als Südföhn, seltener auch in der anderen Richtung als Nordföhn) und der Mistral im Rhonetal.
Die direkte Sonneneinstrahlung ist wegen der geringeren Dichte der Atmosphäre in den Höhenlagen höher; zugleich ist die diffuse Strahlung geringer. Das erhöht den Unterschied zwischen sonn- und schattseitigen Hängen.

### Klimaregionen
Die genannten Klimaprovinzen in Kursivschrift beziehen sich auf die österreichische Einteilung:
- Die zentralen Alpen werden durch die unterschiedlichen Gebirgsklimate der Höhenstufen bestimmt (Alpines Klima). Typisch sind kurze, relativ kühle Sommer und lange schneereiche Winter. Die inneralpinen Täler und Becken (Wallis, Vinschgau, Kärnten) liegen im Regenschatten und sind daher trocken (oft unter 800 mm pro Jahr). Im Winter stellt sich besonders in Beckenlagen (Lungau, Klagenfurter Becken) die Temperaturumkehr ein (Inversionswetterlage): in tiefen Lagen bilden sich durch Windstille Kaltluftseen, so dass es hier kälter ist als in mittleren Höhenlagen.
- Weite Teile der Nordalpen ähneln in ihrem thermischen Jahresgang dem angrenzenden Flachland, mit Ausnahme der Abnahme der mittleren Jahrestemperatur (um 0,50 bis 0,65 °C je 100 m Höhenzunahme). Die Niederschlagsmaxima werden im Sommer erreicht. Die den Westwinden ausgesetzten Randzonen der Alpen erhalten vielfach 2000 bis 3000 mm Niederschlag pro Jahr (Mitteleuropäisches Übergangsklima).
- Die südlichen Alpenteile sind vom mediterranen Klima beeinflusst. Dies führt im Vergleich zu Mitteleuropa zu milden Wintern und heißen Sommern und zu einer Verlagerung der Niederschlagsmaxima Richtung Frühjahr und Sommer; mit den charakteristischen, nur bei Starkregenereignissen wasserführenden Trockenflusstälern (Torrentes der Italienischen Tiefebene) und ausgeprägter Schluchtenbildung (Gorges Südfrankreichs, Sočatal mit 2500 m Profil).
- Der Ostrand der Alpen hat sommertrockenes kontinentales Klima (Pannonisches Klima), gegen Süden zunehmend wieder feuchter (Illyrisches Klima)

### Folgen der globalen Erwärmung in den Alpen

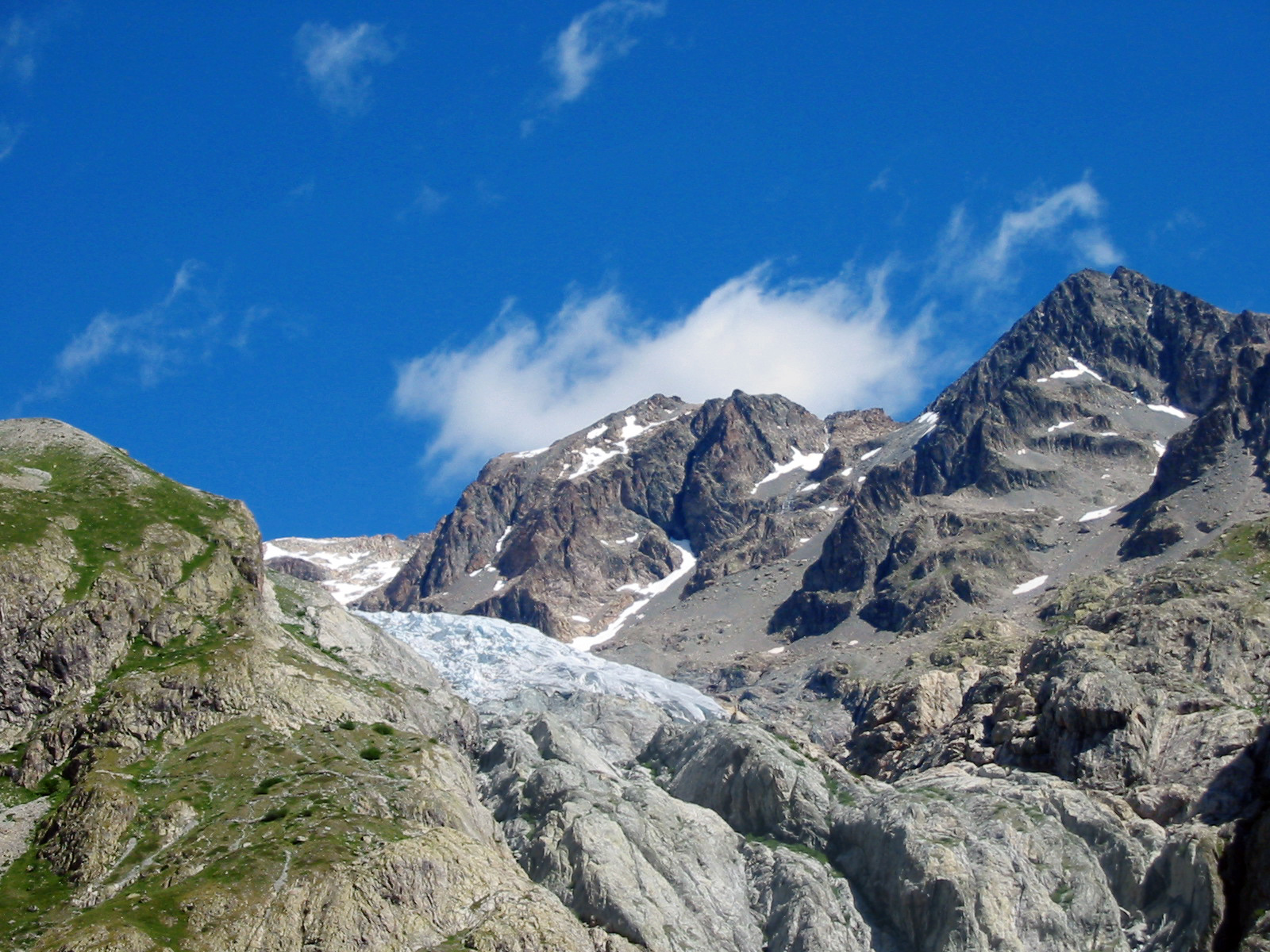
Gletscher im Rückzug

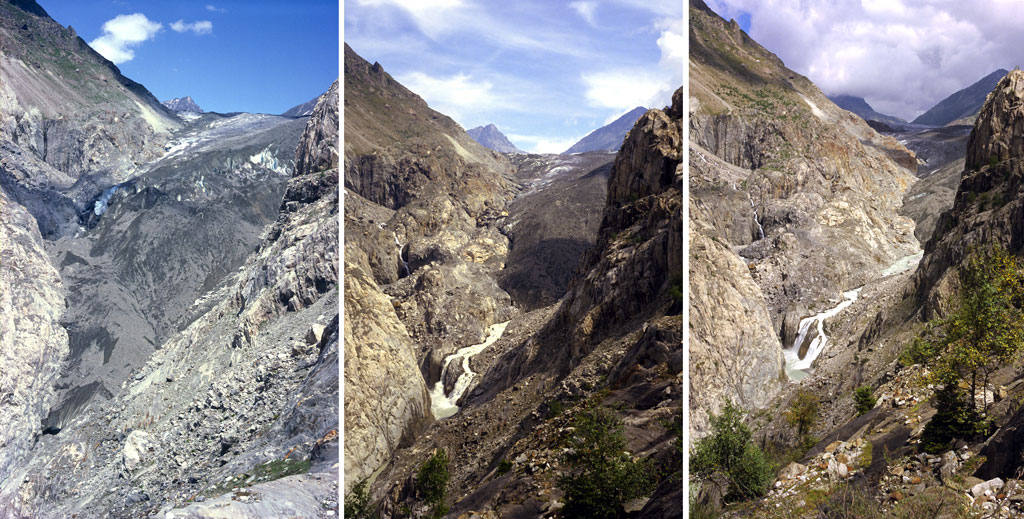
Der Große Aletschgletscher 1979 (links), 1991 (Mitte) und 2002 (rechts)

Aufgrund des Klimawandels schmelzen die Gletscher drastisch ab. Klimaschwankungen sind nicht unbekannt, und Gletscher sind ein Klimaarchiv. Gletscher ziehen sich heute schneller zurück, als es früher der Fall war. Laut Messungen verloren die Gletscher seit Beginn der Industrialisierung bis 1980 ein Drittel ihrer Fläche und die Hälfte ihrer Masse. Seit 1980 sind zusätzliche 20 bis 30 Prozent des Eisvolumens abgetaut (siehe Gletscherschwund seit 1850). Auch Schneehöhen und Schneebedeckung gehen tendenziell zurück, besonders auf der Alpensüdseite.
Zentrale Aspekte, die mit dem Phänomen Klimawandel in Zusammenhang gebracht werden, sind:

#### Auftauen des Permafrosts, höhere Niederschlagsmengen
Vordergründig ist zwar die auffallende Gletscherschmelze, die durch Abschmelzen von Gletschern und Schneefeldern Felsen weniger abstützt. Bei der Destabilisierung des Bodens spielen aber zwei andere Faktoren eine wesentlichere Rolle.
Zum einen kommt es durch erhöhte Niederschlagsneigungen vermehrt zu einem Aufschwimmen von Erdschichten und vermehrt zu Erdrutschen unterhalb der Permafrostgrenze, zum anderen verlagert sich die Permafrostgrenze in höhere Bergregionen.
Ehemalige durch den Dauerfrost stabilisierte Gebiete werden nun dem Wechsel von gefrierendem und wiederauftauendem Eis ausgesetzt und dadurch destabilisiert, zum einen weil Eis als Kitt entfällt, zum anderen weil durch die Anomalie des Wassers bei Gefrieren der Fels zertrieben wird.
In Gefahr sind zahlreiche Dörfer durch Felsstürze, Schutt- und Gerölllawinen, aber auch Straßen und Wanderwege. Mit Hilfe von Schutzdämmen können Täler und Infrastruktur geschützt werden.

#### Rolle für den Wasserhaushalt
Gletscher reduzieren mikroklimatisch durch ihr Reflexionsvermögen die Temperatur. Sie fördern damit den Austritt von Luftfeuchtigkeit durch Schneefall. Für die Wasserbilanz großer Flüsse spielen sie dagegen so gut wie keine Rolle. Gletscher sind zum einen nur Wasserspeicher (es entsteht in ihnen kein Wasser, eher im Gegenteil: sie verdunsten verglichen mit Bächen und Flüssen erhebliche Mengen an Wasser), zum anderen sind die spezifischen Wassermengen (Wasser pro Zeitspanne) trotz ihrer gewaltigen Größe gering, da die Speicherzeiten ebenso gewaltig sind.

#### Verlust der Artenvielfalt
Es wird heute davon ausgegangen, dass die Klimaveränderung bewirkt, dass viele Pflanzenarten in höhere Lagen umsiedeln. Da pro 100 m Höhendifferenz ein Temperaturunterschied von 0,6 K besteht und die Temperatur in den Alpen in den letzten hundert Jahren um durchschnittlich 1,5 K zugenommen hat, müsste rein rechnerisch deswegen eine Höhenverlagerung um rund 20 bis 25 m pro Jahrzehnt nachweisbar sein. Nach Untersuchungen im Jahre 1994 liegt diese aber bei rund 4 m pro Jahrzehnt, neuere Untersuchungen von 2005 sprechen dagegen von 28±14 m pro Jahrzehnt.
Unberücksichtigt bleibt bei dieser Rechnung, dass hochalpine Pflanzen sich an eine Vielzahl von Bedingungen angepasst haben, von denen die Temperatur zwar eine offensichtliche, aber nur eine von vielen Bedingungen ist. Ebenso zählen UV-Einstrahlung, Wind, Wassermangel, Bodenbeschaffenheit, Nahrungs- und Lichtkonkurrenten. Insbesondere die Konkurrenzsituation spielt eine große Rolle: Die hochalpinen Pflanzen wachsen in den meisten Fällen nicht deswegen in diesen unwirtlichen Regionen, weil sie mit besseren Bedingungen nicht zurechtkämen, sondern weil Gebiete mit besseren Bedingungen schon von anderen Pflanzen besetzt sind. Solange diese Konkurrenten nicht nachrücken, werden die hochalpinen Gewächse ihre Standorte nicht freiwillig verlassen. Langfristig wird es aber zu einem Nachrücken kommen, dieser Vorgang ist aber zum Teil an sehr langsame Prozesse (z. B. Bodenbildungsprozesse) gebunden, so dass er erst nach Jahrhunderten und teilweise Jahrtausenden abgeschlossen sein wird.
Heute leben deswegen mehr Arten in höheren Lagen, als dies noch vor 100 Jahren der Fall war. Diesem 'Aufrücken' ist aber mit der reinen Gipfelhöhe eine Grenze gesetzt. Im Moment sind aber keine Hinweise gegeben, dass die vorhandenen Pflanzen von den 'Aufrückern' verdrängt werden, da sie als Pioniere bei den starken Erosionen der Berggipfel eine solide ökologische Nische besetzen.
Einige Wissenschaftler schätzen dennoch, dass ein Viertel der 400 endemischen Pflanzenarten vom Aussterben bedroht sind, weil es letztendlich zu einer Verdrängung in den Lebensräumen kommen wird. Die Temperaturproblematik ist allerdings nur eine, Erosion durch Tourismus und Bautätigkeiten eine weitere.

## Biogeografie
Die Alpen sind ein interzonales Gebirge, sie liegen zwischen dem Zonobiom VI (Winterkalte Gebirge mit laubwerfenden Wäldern) im Norden und dem Zonobiom IV (mediterranes Zonobiom) im Süden. Daher unterscheiden sich die Nord- und Südseite recht stark. Hinzu kommt die stark kontinental geprägte Vegetation der inneralpinen Täler.
In den Alpen reicht die colline Höhenstufe bis etwa 400 m, die submontane Stufe von 400 bis 700 m. Neben der Exposition und der Höhenlage spielt auch die Bodenbeschaffenheit eine entscheidende Rolle für die Ausprägung der Vegetation. Hier sind vor allem verschiedene Kalk- und Silikatstandorte zu nennen. Hinzu kommen Faktoren wie die Dauer der Schneebedeckung und die Wasserversorgung.
In der Systematik der Biogeographischen Regionen der Europäischen Union (92/43/EEC) stellt die Alpine Region eine eigenständige Einheit dar.

### Flora

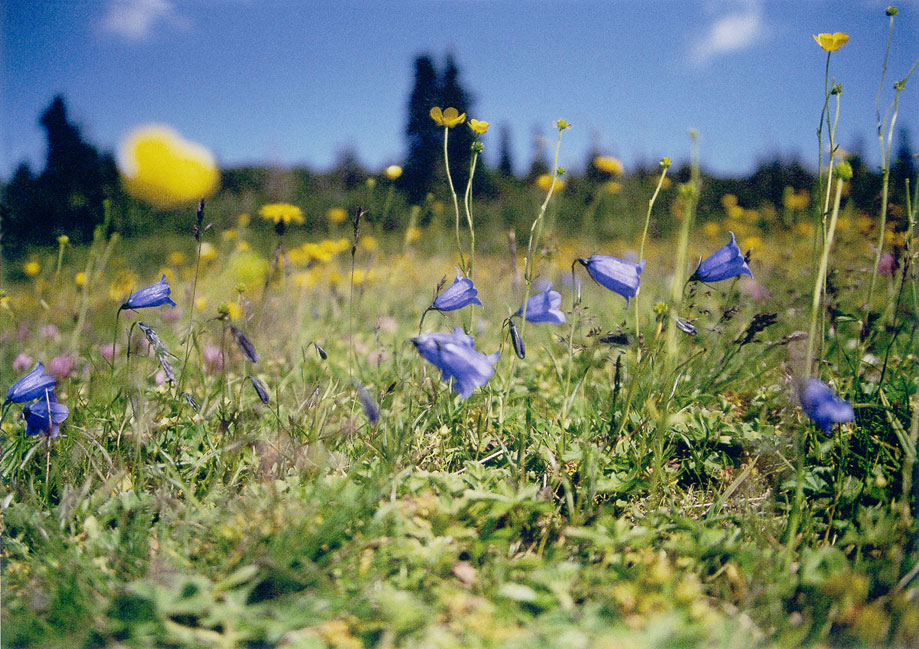
Glockenblumen und Hahnenfuß

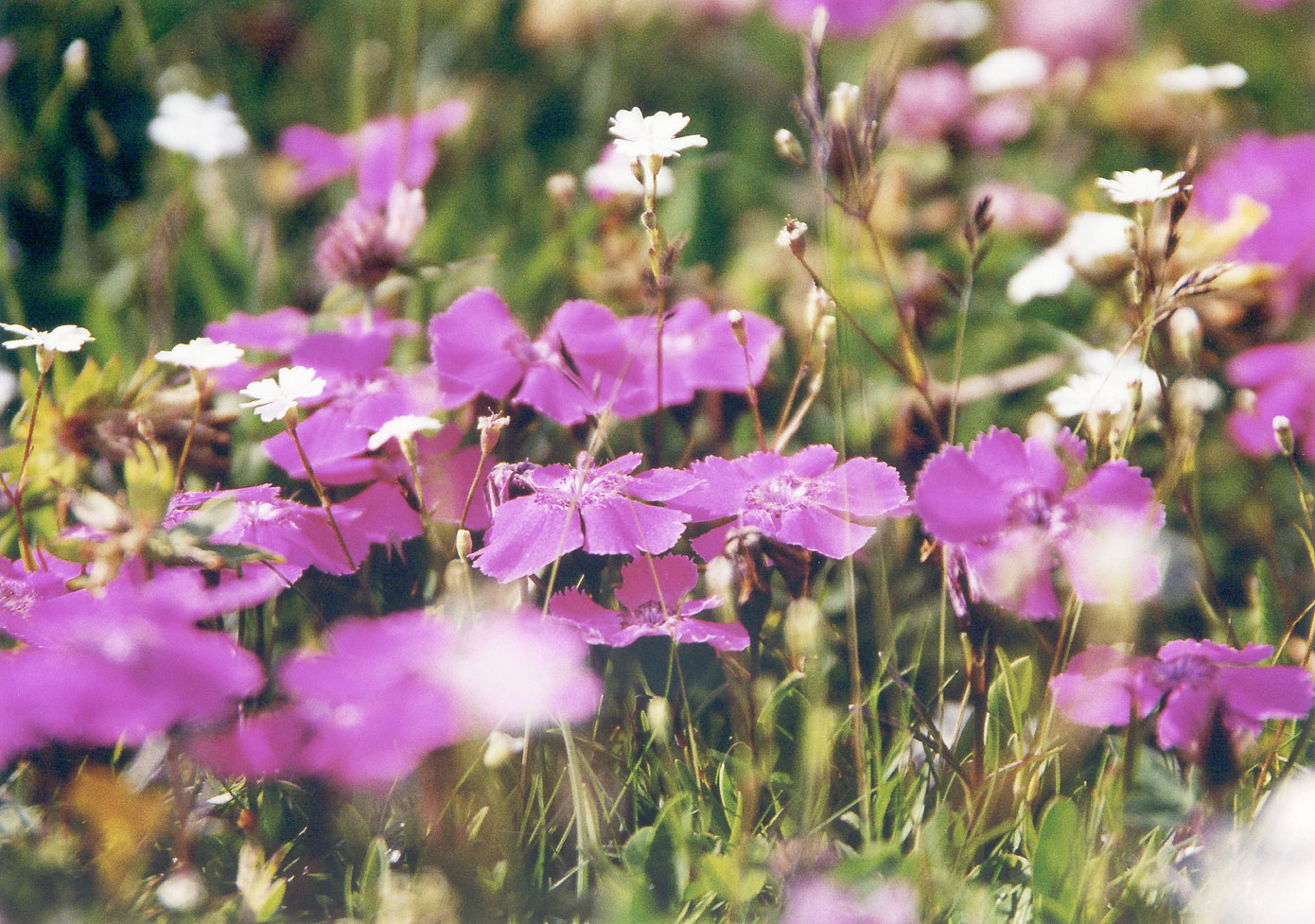
Alpennelke (Dianthus alpinus)

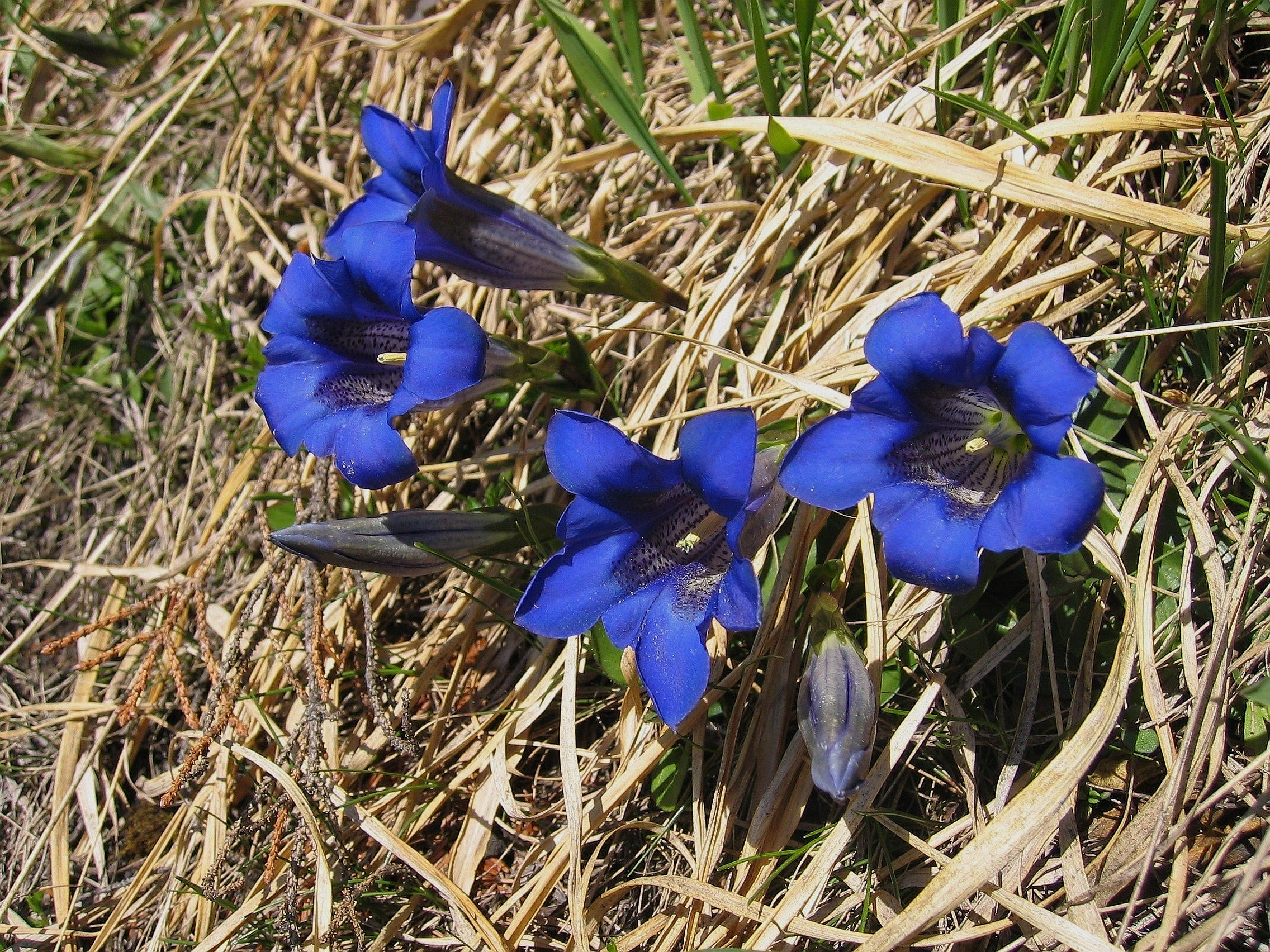
Clusius-Enzian

In den Alpen haben etwa 650 Blütenpflanzenarten ihren Verbreitungsschwerpunkt, insgesamt kommen im Alpenraum rund 4500 Arten vor.
Die Alpenflora enthält viele arktisch-alpine Elemente, etwa den Rispen-Steinbrech Saxifraga paniculata. Sie sind Relikte der ausgehenden letzten Kaltzeit, als in Mitteleuropa Tundren herrschten. Es bestehen auch Verbindungen zu den nordasiatischen Gebirgen (beispielsweise Gentiana verna). Die Alpenflora enthält – bedingt durch die Vergletscherung – relativ wenige endemische Arten, lediglich in den eisfrei gebliebenen Südalpen sind Endemiten häufiger.
Auffallend ist in den Alpen der Unterschied in der Artenzusammensetzung zwischen Kalkalpen und den silikatischen Gesteinen. Darauf hat bereits Franz Unger 1836 hingewiesen. Ursache ist neben dem unterschiedlichen Bodenchemismus die Tatsache, dass Kalkböden wärmer und trockener sind. Vielfach sind Gattungen durch nahe verwandte Arten vertreten (ökologische Vikarianz). Als Beispiel seien neben den bereits erwähnten Rhododendren erwähnt (Kalk – Silikat): die Farne Asplenium ruta-muraria und A. septentrionale; die Polsterpflanzen Sedum album und S. annuum; die Polster-Segge (Carex firma) und die Krumm-Segge (C. curvula).
Die Vegetation ist somit abhängig von den jeweils vorherrschenden Gesteinen, die verschiedenen Einheiten tragen eine jeweils typische regionale Vegetation. In den Ostalpen sind die Nordalpen vorwiegend von Fichtenmischwäldern bedeckt; in den Zentralalpen finden sich ausgedehnte Bergmatten, Lärchen- und Fichtenwälder.
Typischerweise mit den Alpen identifizierte Pflanzenarten sind oft Arten mit auffälligen Blüten wie dort vorkommende Rhododendren (Rhododendron hirsutum und Rhododendron ferrugineum) und blaue Enzian-Arten (Gentiana spp.). Bekannt und symbolträchtig ist auch das Alpen-Edelweiß (Leontopodium nivale).

#### Montane Stufe
In der montanen Waldstufe ergibt sich folgende Stufenfolge der dominierenden Baumarten:
- Helvetische Höhenstufenfolge: Im gemäßigt mitteleuropäischen Klima am Nordrand ist die Reihenfolge von unten nach oben: Eiche – Rotbuche – Fichte.
- Penninische Höhenstufenfolge: In den kontinental trockenen Innentälern der Zentralalpen ist die Reihenfolge Kiefer – Fichte – Arve/Lärche. Hier liegt die Waldgrenze 400 bis 600 m höher als am Alpenrand.
- Insubrische Höhenstufenfolge: Am submediterranen Südrand ist die Abfolge immergrüne Stein-Eiche – Kastanie/Flaum-Eiche – Stiel-Eiche – Rotbuche.

Die obere Waldgrenze ist heute weitgehend vom Menschen bestimmt und variiert stark (1400 bis 2000 m). Die seit Jahrhunderten bestehende Almwirtschaft hat die Waldgrenze nach unten gedrückt.
Für die montane Waldstufe sind außerdem folgende Bezeichnungen eingeführt:
- unterster bewaldeter Teil (J. G. Sulzer 1745)
- Waldgebirge (Albrecht Penck 1896)
- Voralpen (Johann Gottfried Ebel 1808)

#### Subalpine Stufe

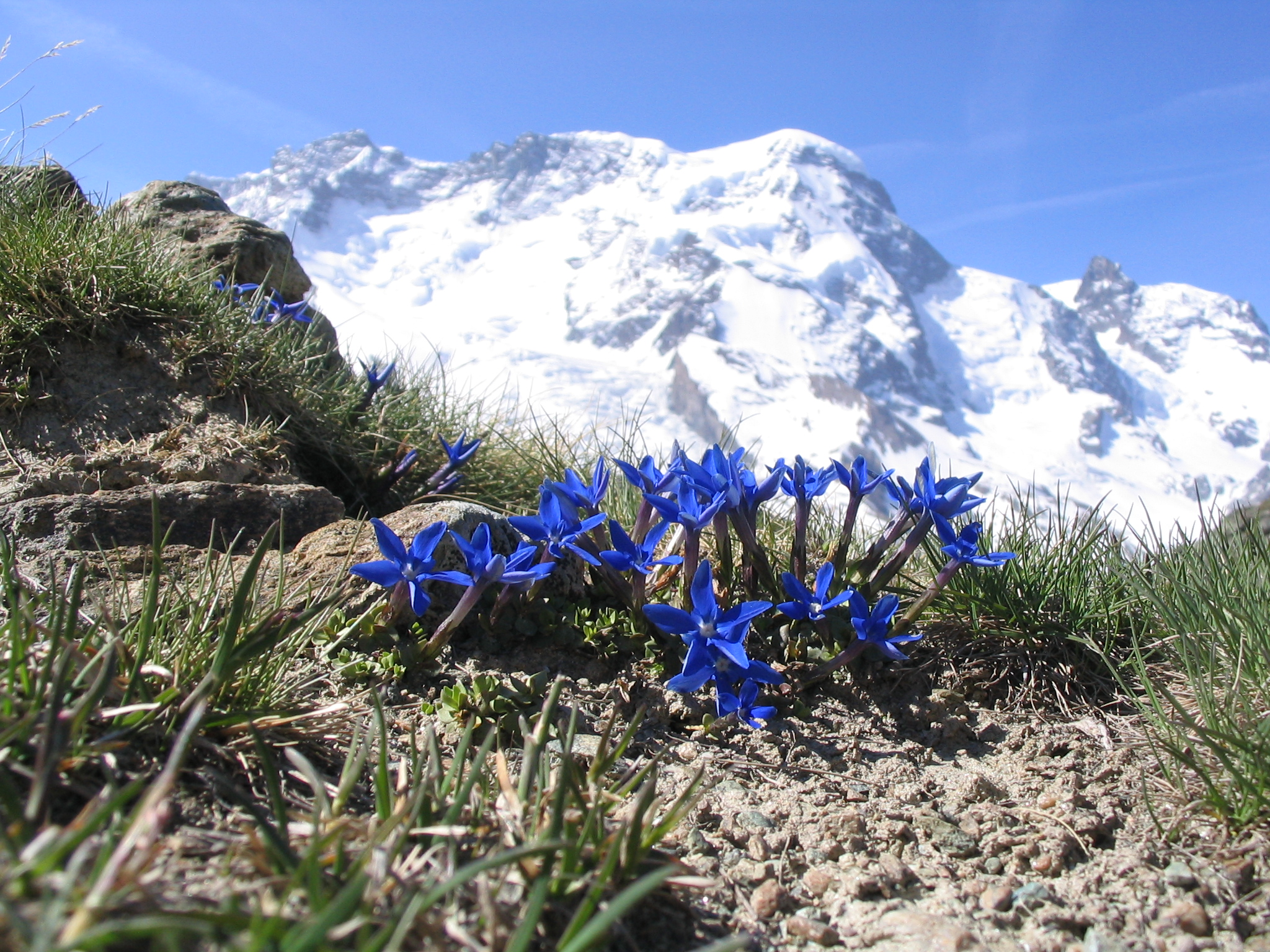
Enzian mit Breithorn (4164 m)

Die subalpine Stufe (bis etwa 1900–2200 m) bildet den Übergang (Ökoton) von der Waldstufe zur baumlosen alpinen Stufe. Sie ist durch eine Strauchstufe gekennzeichnet. An trockenen Standorten, wie sie auf Karbonatgestein aber auch auf Silikat-Blockwerk vorherrschen, ist dies die Latschen-Kiefer (Pinus mugo), auf lehmigen Böden, die in Silikatgebieten großflächig auftreten, die Grün-Erle. Beide werden hier bis etwa mannshoch. In Lawinenrinnen steigen beide Arten auch wesentlich tiefer, da sie aufgrund ihrer Biegsamkeit den Schneedruck überstehen. Die hochsubalpine Stufe wird vom Zwergwacholder und den beiden Rhododendren (Almrausch) gebildet: Rhododendron hirsutum (auf Kalk) und Rh. ferrugineum (kalkarme Böden).
Weitere eingeführte Begriffe:
- Viehalpen (J. J. Wagner 1680)
- Alpen (J. G. Sulzer 1745)
- Kuhalpen (Karl Albrecht Kasthofer[17] 1818)
- Mattengebirge (Penck 1896)

#### Alpine Stufe
Die alpine Stufe (bis etwa 2500–3000 m), nach J. J. Wagner Hochalpen, ist eine Bergtundra, die durch verschiedene Rasen gebildet wird, welche den Boden noch weitgehend geschlossen bedecken. Bestimmend für die Vegetation ist besonders die „Aperzeit“, also die Zeit ohne Schneebedeckung. Weitere Faktoren sind die Windexponiertheit (besonders die dadurch bedingte Schneefreiheit im Winter), sowie der Gesteinsuntergrund. Bedingt durch diese Faktoren und das unruhige Relief ergibt sich ein sehr kleinräumiges Vegetations-Mosaik.

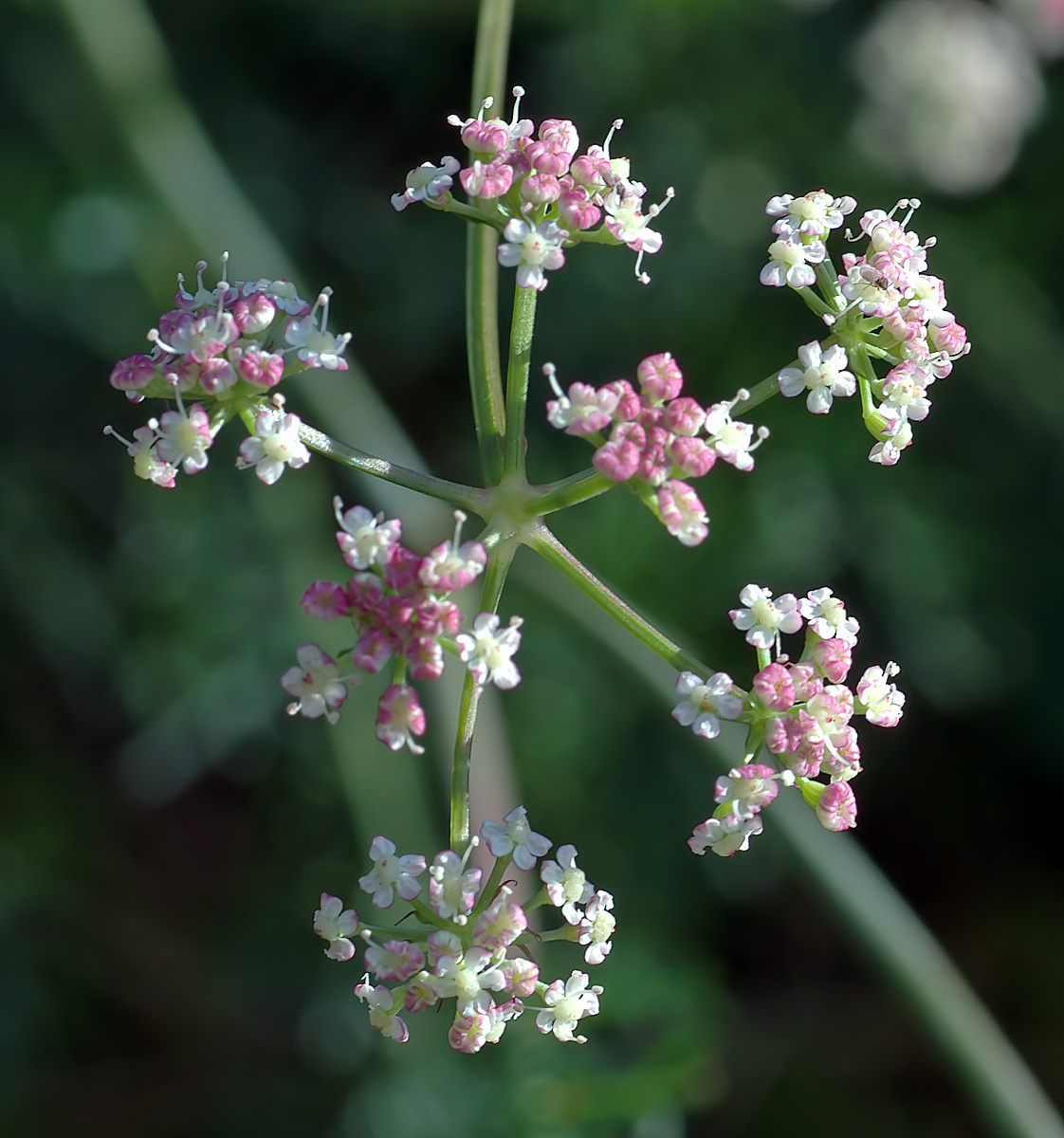
Nahaufnahme eines Blütenstands des Alpen-Mutterwurz

Die wichtigsten Rasengesellschaften sind in den Kalkalpen auf tiefgründigem Boden der Rostseggenrasen (Caricetum ferrugineae), auf flachgründigerem das Seslerio-Caricetum sempervirentis und auf Kalkfelsen das Caricetum firmae. Auf saurem Gestein ist der Krummseggenrasen (Caricetum curvulae) dominierend, auf überweideten Rasen der Borstgrasweide (Nardetum). Besonders die Kalkrasen zeichnen sich durch ihren Blumenreichtum aus.
Die Auswirkung der Aperzeit ist besonders deutlich in den Schneetälchen. Diese liegen meist am Fuß von Nordhängen der Silikatalpen in der oberen alpinen Stufe. Hier sammelt sich im Winter viel Schnee an, der im Sommer spät bis gar nicht abtaut, wodurch um den Schneerest verschiedene Zonen entstehen. Bei einer Aperzeit von über drei Monaten wächst der normale Krummseggenrasen, mit kürzerer Aperzeit wird die Kraut-Weide häufiger, die bald dominiert und das Salicetum herbaceae bildet. Charakteristische Arten sind Alpen-Mutterwurz und Alpenglöckchen. Bei einer durchschnittlichen Aperzeit von unter zwei Monaten dominieren Moose, vor allem Polytrichum sexangulare.
Im Bereich von Almhütten bilden sich Lägerfluren. Auf den vom Vieh gedüngten und verdichteten – und dadurch feuchten – Stellen wachsen nährstoffliebende Hochstauden.
Charakteristisch ist die Gesellschaft an den Windkanten mit der dominierenden Gamsheide (Loiseleuria procumbens).

#### Nivale Stufe

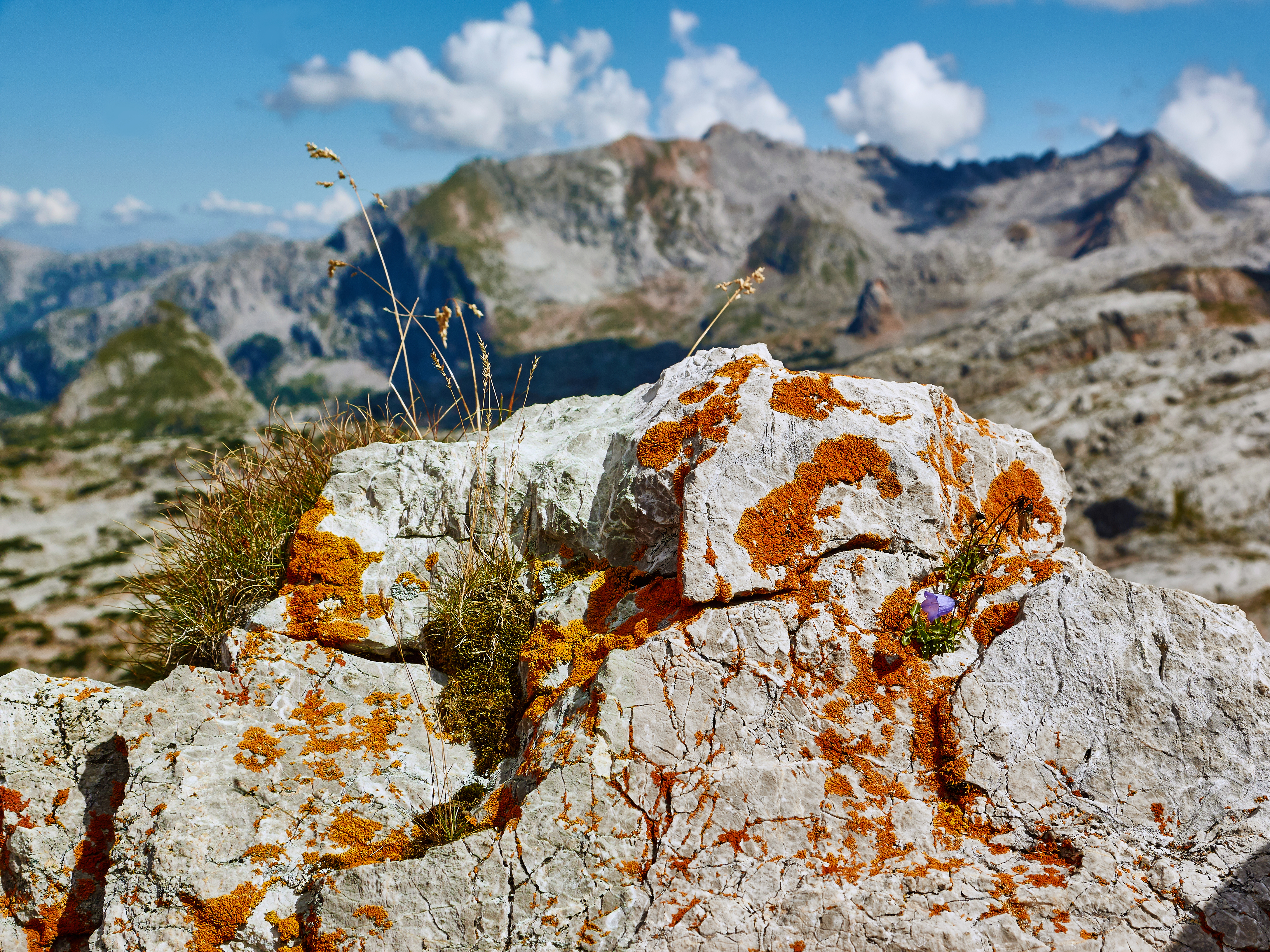
Flechten an der Weißbachlscharte, 2259 m, im Steinernen Meer

Die nivale Stufe (bzw. Region nach Oswald Heer 1838), nach Penk (1896) auch Schnee und Eisgebirge befindet sich über der klimatischen Schneegrenze. Pflanzen gedeihen nur dort, wo der Schnee nicht liegenbleibt oder im Sommer frühzeitig schmilzt. Eine Vegetationsdecke ist nur sehr kleinflächig ausgebildet, oft wachsen Pflanzen vereinzelt. Rund 150 Blütenpflanzen-Arten steigen über 3000 m, zudem viele Flechten. Zu den am höchsten steigenden Blütenpflanzen gehört der Gletscher-Hahnenfuß, den Höhenrekord hält jedoch der Steinbrech Saxifraga biflora mit 4450 m am Dom de Mischabel im Wallis.
Die Firnflächen der Gletscher werden unter anderem von Chlamydomonas nivalis, einer Grünalge, besiedelt, die den „roten Schnee“ oder Blutschnee verursacht.

### Fauna

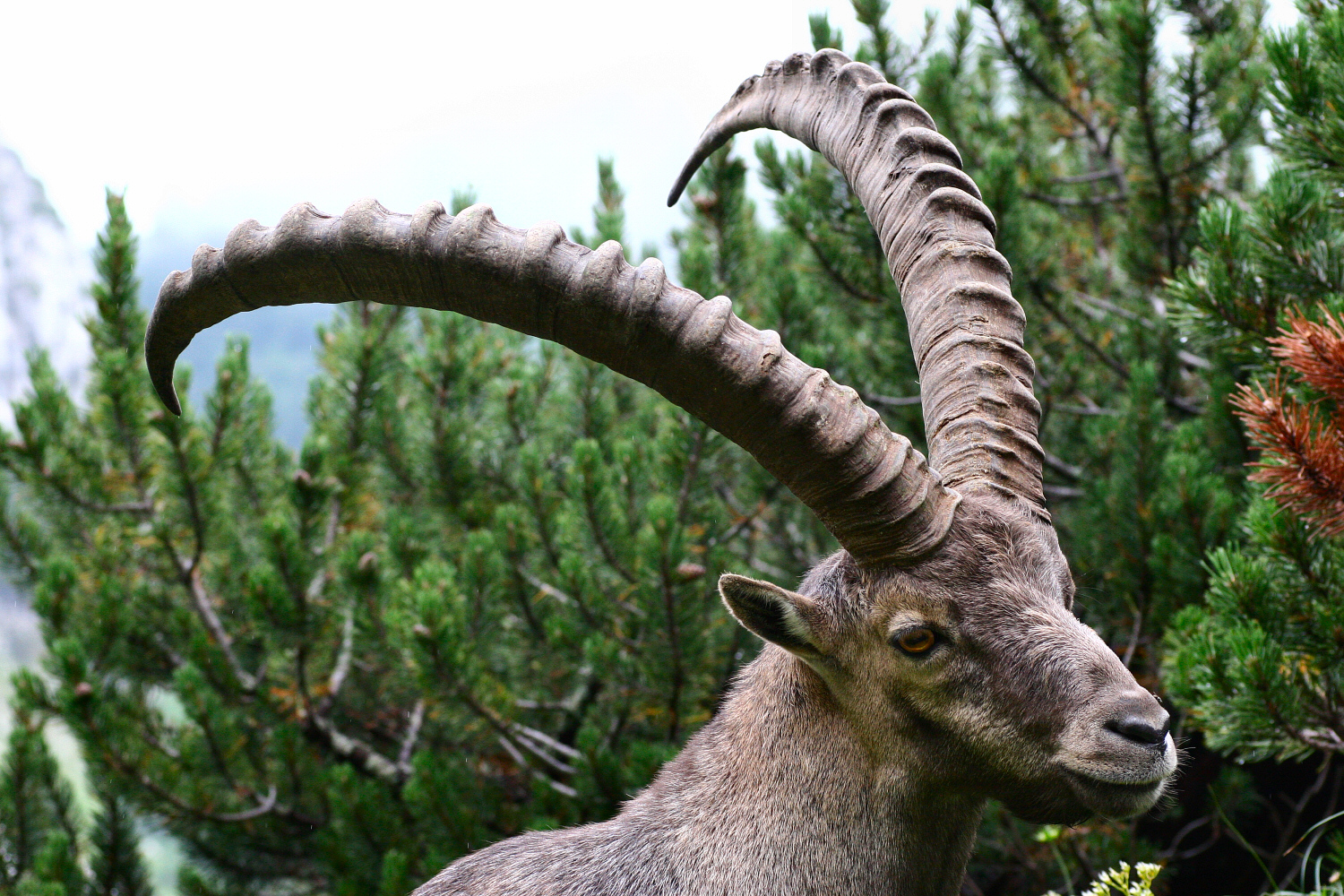
Alpensteinbock

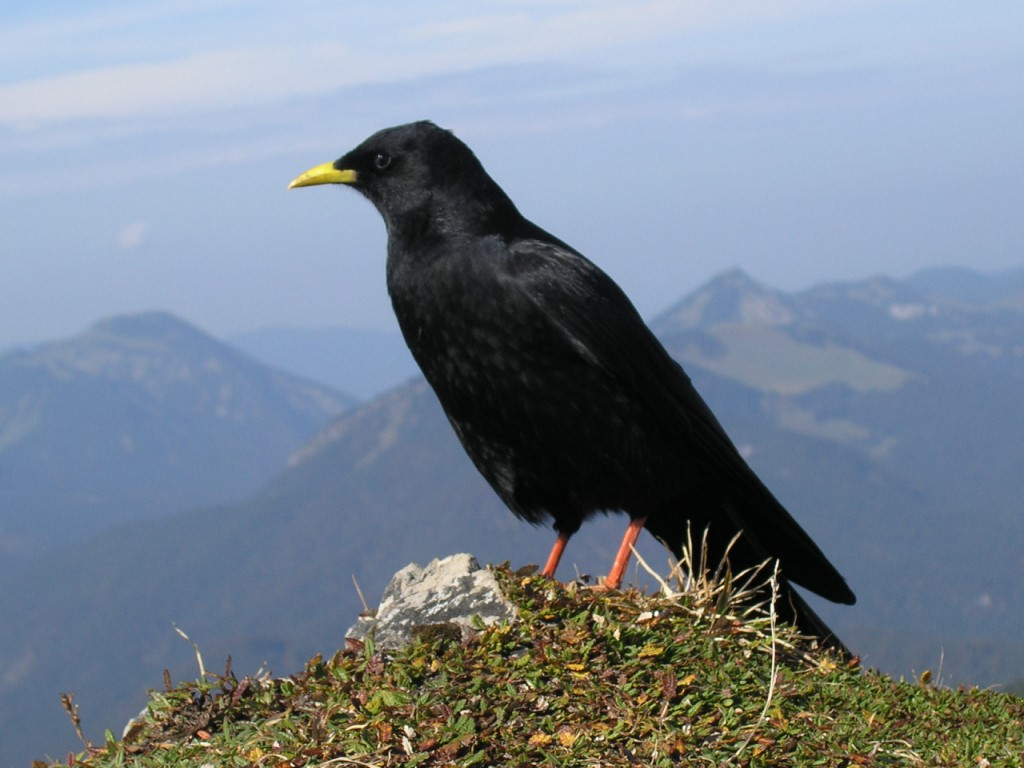
Alpendohle

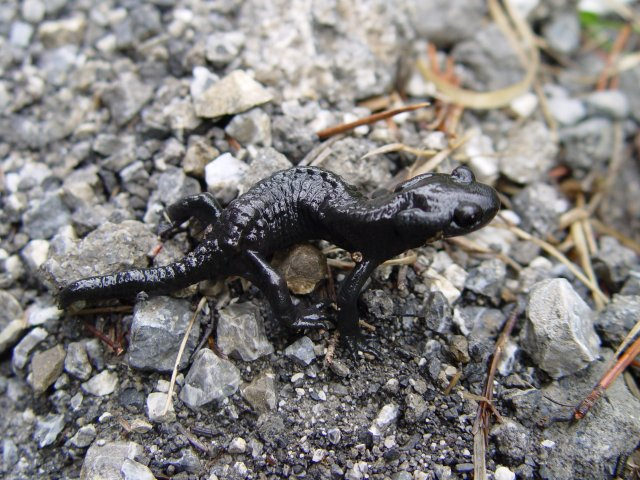
Alpensalamander

In den unteren Lagen entspricht die Tierwelt der Alpen der des umgebenden Flachlandes. In den Nadelwäldern finden sich etliche Arten des borealen Nadelwaldes. Sie sind an feucht-kühle Bedingungen gebunden, haben Europa nacheiszeitlich von Osten wiederbesiedelt und kommen heute in Mitteleuropa nur in den Hochlagen vor. Nur an wenigen in den pleistozänen Eiszeiten unvergletschert gebliebenen, räumlich isolierten Refugien konnten einige präglaziale Faunenelemente überdauern, beispielsweise bestimmte Schnecken und Käfer.
Viele charakteristische Alpentiere leben oberhalb der Baumgrenze, im Oreal. Bei einigen Arten ist dies wahrscheinlich als Ausweichen vor dem Menschen zu interpretieren. Viele sind verwandt mit Arten der Tundra und kommen dort ebenfalls vor. Ebenso bestehen enge Beziehungen zu anderen Hochgebirgen. Bei der Hochgebirgsfauna Europas handelt es sich oft um Überbleibsel (Reliktpopulationen) von eiszeitlicher Tierwelt, die postglazial in den tiefer liegenden Landschaften wieder verschwunden ist – ein Vorgang, der als Arealdisjunktion bezeichnet wird. Nach ihrem Ursprung werden arkto-alpine Verbreitungstypen (Herkunft aus Tundren) und boreo-alpine Verbreitungstypen (Herkunft aus der Taiga) unterschieden.
Typische Arten der Säugetiere sind unter anderen Gämse, Alpensteinbock, Murmeltier und Schneemaus, unter den Vögeln sind Alpendohle, Kolkrabe, Ringdrossel, Schneefink, Steinadler, Tannenhäher und Alpenschneehuhn zu nennen. In den slowenischen Alpen und im Naturpark Adamello im Trentino, Italien, gibt es noch heute Braunbären. Seit den 1990er Jahren gibt es durch Zuwanderung aus Slowenien und gezielte Auswilderungen wieder eine kleine Population dieser Raubtiere in den österreichischen Alpen. Die meisten davon leben im Gebiet des Naturparks Ötscher-Tormäuer. Wölfe wurden in den Alpen um 1900 ausgerottet, kehrten jedoch um 1990 von den Apenninen her kommend wieder zurück. Heute leben etwa 100 Wölfe in den italienischen und französischen Westalpen. Der Steinadler ist zwar in der nördlichen Hemisphäre weit verbreitet, in Mitteleuropa ist er jedoch auf die Alpen und Karpaten beschränkt. Mehrere Großtiere wurden vom Menschen ausgerottet, darunter Luchs, Bart- und Gänsegeier, die sich durch Schutzmaßnahmen und Auswilderungsprojekte inzwischen wieder zu etablieren beginnen. Bei einigen Wirbeltieren ist ein saisonbezogener Dimorphismus zu beobachten: Ein dunkles Sommerhaar- oder -federkleid wird im Winter durch eine weiße Tarntracht ersetzt (vergleiche: Schneehase, Alpenschneehuhn).
Unter den Amphibien hat der schwarz gefärbte Alpensalamander eine spezielle Anpassung an die alpinen Lebensräume entwickelt. Als einziger mitteleuropäischer Lurch ist der Alpensalamander lebendgebärend. Die Entwicklung der Larven im Uterus des Weibchens dauert je nach Höhenstufe zwei bis drei Jahre. Damit ist die Art unabhängig von Oberflächengewässern, in denen die Larven anderer Amphibienarten ihre Entwicklung vollenden. Der Alpensalamander kommt in Höhen von bis zu 2800 Metern (Österreich) vor.
Auch die Reptilienarten Waldeidechse und Kreuzotter – beide sind in den Alpen montan bis alpin verbreitet – haben sich mit der Umstellung von Eiablage auf das Lebendgebären an widrige äußere Bedingungen, hier insbesondere niedrige Temperaturen, angepasst. In der Schweiz wird die Aspisviper, eine weitere ovovivipare Schlangenart, bis in Höhen von 3000 Metern angetroffen. In den südlichen Kalkalpen sind auch die Sandviper, auch Europäische Hornotter genannt, und der Bergskorpion anzutreffen.
Unter den typischen Insekten der Alpen fallen beispielsweise „pelzige“ Vertreter der Hummeln auf (Alpenhummel, Bombus alpinus), während unter den Schmetterlingen besonders dunkle Formen zu finden sind, beispielsweise der Eismohrenfalter (Erebia pluto). Allerdings kommen auch helle Arten wie der Helle Alpenbläuling (Plebejus orbitulus) und der Alpenapollo (Parnassius phoebus) noch in Höhenlagen von 3000 Metern vor. Vermutlich aufgrund des zahlenmäßigen Zurücktretens von Fluginsekten sowie wegen der Windexposition sind dagegen Radnetzspinnen in höheren Regionen offenbar nicht vertreten.
Zu den wenigen Tieren der Nivalzone gehören der behaarte, schwarz gefärbte Gletscherfloh (Isotoma saltans), ein Ur-Insekt aus der Klasse der Springschwänze und der Gletscherflinkläufer (Trechus glacialis), eine Spezies der Laufkäfer.

## Der Alpenraum im Europa der Regionen

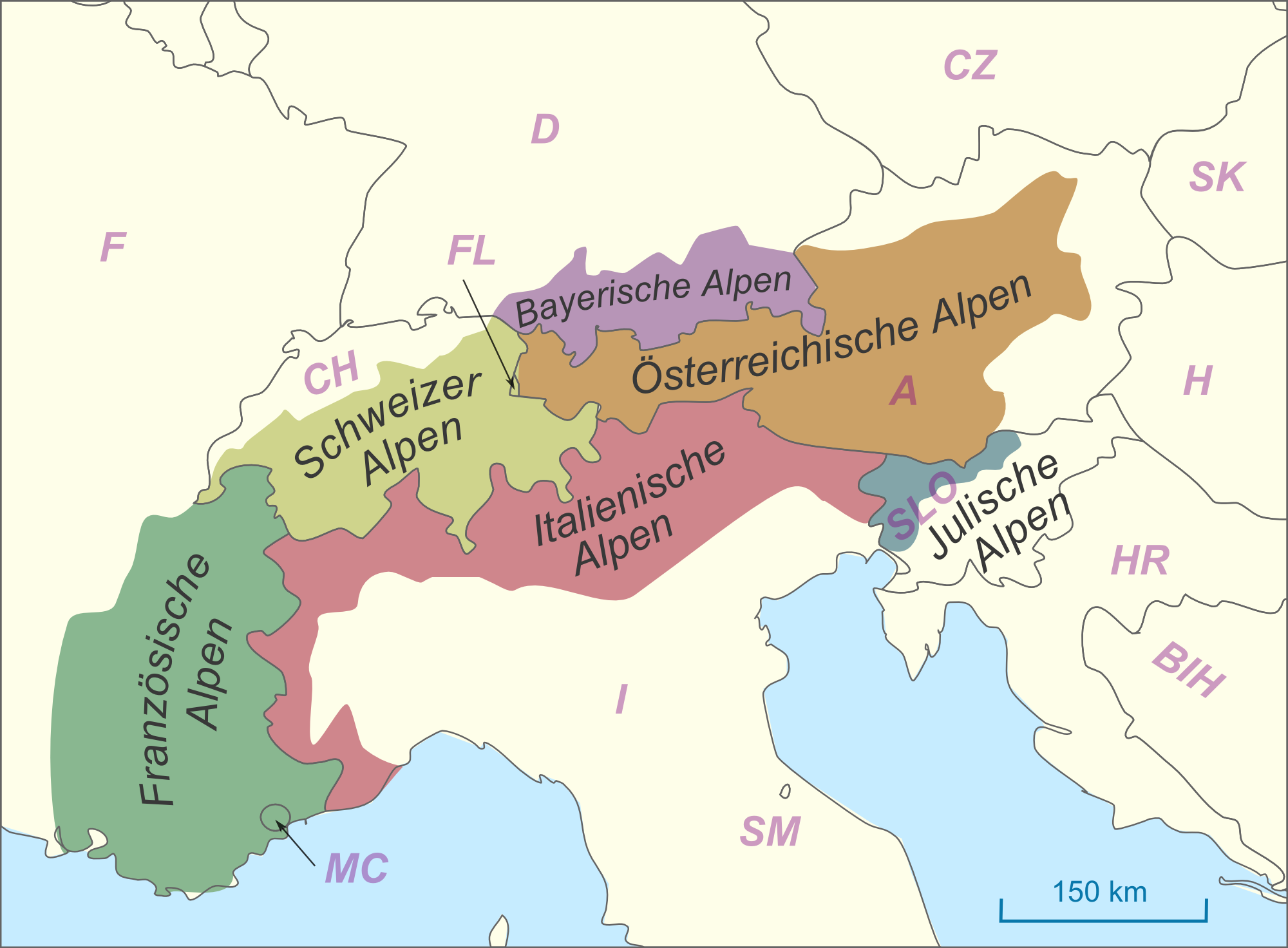
Alpenregionen nach Staaten

Alpenländer und Alpenanrainerstaaten sind Österreich, Italien, Frankreich, Schweiz, Deutschland, Slowenien, Liechtenstein und Monaco (geordnet nach ihrem Anteil an der Gesamtfläche der Alpen).
Vor dem Hintergrund des europäischen Binnenmarkts wurde seit etwa 1970 die grenzüberschreitende Zusammenarbeit im Alpenraum intensiviert. 1972 wurde die Arbeitsgemeinschaft Alpenländer (Arge Alp) gegründet. 1991 wurde schließlich die Alpenkonvention unterzeichnet, ein internationales Übereinkommen zum Schutz der Alpen. Auf dieses Ziel hatte die bereits 1952 gegründete Internationale Alpenschutzkommission (CIPRA) lange hingearbeitet.
Im modernen regionalbezogenen europäischen Raumentwicklungskonzepts (EUREK) eines Europa der Regionen wird auf den Alpenraum als länderübergreifende wirtschaftliche und kulturelle Einheit wieder vermehrtes Gewicht gelegt. So bilden die Alpen – mit den umliegenden Alpenvorländern und angrenzenden Regionen – eine der INTERREG-Gebiete des Europäischen Fonds für regionale Entwicklung, der die Attraktivität und Wettbewerbsfähigkeit der gesamten Region mit seinem Alpenraumprogramm zu steigern versucht.

## Besiedlung und Verkehr

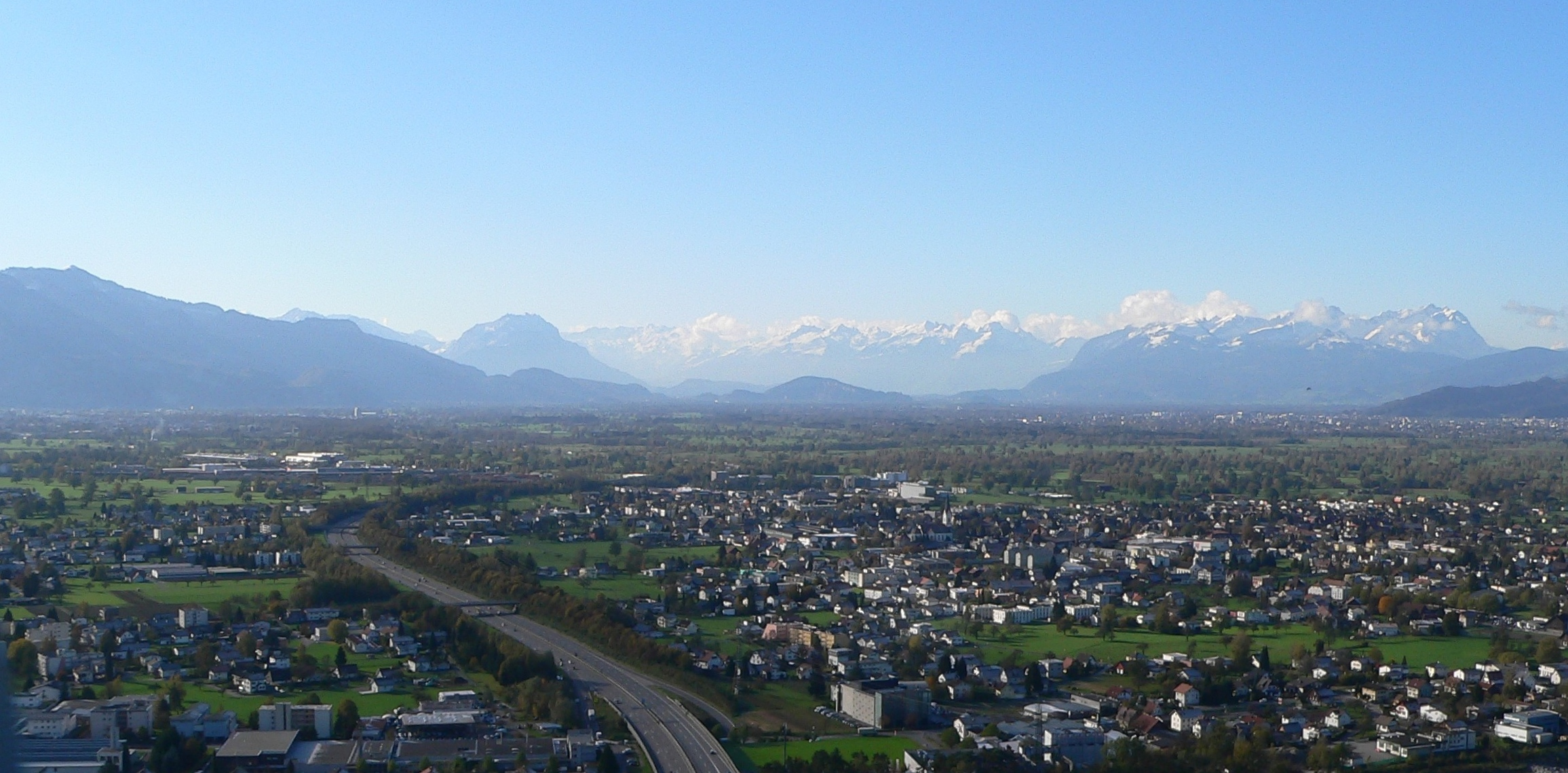
Alpenrheintal vom Gebhardsberg aus nach Süden. Im Vordergrund die A14 sowie Lauterach. Im zentralen Hintergrund die Glarner Alpen.

### Siedlungsräume
Besiedelt und wirtschaftlich erschlossen sind in den Alpen hauptsächlich die großen Alpentäler, insbesondere an den Achsen, die sich für den Durchzugsverkehr eignen, sowie in den sich zu Becken öffnenden Regionen. Daneben sind auch die Bergbauregionen erschlossen, und seit Beginn des 20. Jahrhunderts rein touristische Zentren (Kurzentren, Alpinzentren). Hauptsiedlungsraum sind aber trotzdem die Alpenrandlagen, und der Gutteil der großen Alpenstädte liegt an den Austritten der Flüsse in die Vorländer.
Während sich Handel, Gewerbe und Industrie in diesen Hauptsiedlungsräumen konzentrieren, ist der landwirtschaftliche Siedlungsraum weitläufig und dünn, und über 40 % der Alpenfläche sind überhaupt nicht ständig oder gar nicht bewohnt, sondern dienen als Sömmerungsgebiet (Alpen/Almen der Viehzucht), sind rein forstwirtschaftliche Region oder gänzlich unnutzbar.

### Stadtflucht und Landflucht
Im Spannungsfeld zwischen den begrenzten Wirtschafts- und Siedlungsräumen ist das Phänomen der Stadtflucht zu sehen, das seit dem 16. Jahrhundert zu einer zunehmenden Entvölkerung der Alpen führte, und der späteren Bergflucht durch inneralpine Abwanderung in die Zentren. Der Trend ist erst im späten 20. Jahrhundert, und auch nur in gewissen Regionen gestoppt worden. Heute leben in den Alpen etwa 13,6 Millionen Menschen, 1950 waren es etwa 10,8 Millionen im selben Raum, 1870 7,8 Millionen, diese Zunahme liegt aber unter der Durchschnittszunahme der gesamten Alpenstaaten. Nur Österreich, Deutschland und Slowenien konnten ihren Bevölkerungsstand vermehren (mit einem extremen Fokus auf Bayern einschließlich der österreichischen Grenzgebiete), in der Schweiz und Frankreich ist er langfristig etwa stabil, wobei aber knapp 90 % aller Alpengemeinden Frankreichs einen Bevölkerungsschwund verzeichnen (Bergflucht), Italien hat aber knapp ein Viertel seiner Alpenbevölkerung in andere Regionen verloren (Stadtflucht, Extremgebiete: Friaul, Piemonteser Alpen).
Zur Siedlungsgeschichte der Alpen gehören auch Lawinenkatastrophen (z. B. 1954 in Vorarlberg) sowie verheerende Murgänge und Überschwemmungen.

### Städte
Inneralpine Städte stehen generell in einem engen Zusammenhang mit ihrer Lage an Knotenpunkten von Verkehrssträngen, die sie mit sehr dynamischen voralpinen Ballungsräumen verbinden. Die größte Stadt innerhalb der Alpen ist das französische Grenoble, gefolgt von Innsbruck in Österreich sowie von Trient und Bozen in Italien. In der Schweiz liegen Chur, Thun und Lugano in den Alpen. Weitere Alpenstädte in Österreich sind Klagenfurt und Villach, sowie im Rheintal Bregenz, Dornbirn und Feldkirch. Ferner zu nennen ist Vaduz, die Hauptstadt Liechtensteins. Die höchste Stadt der Alpen (und Europas) ist das schweizerische Davos.
In direkter Alpenrandlage ist Wien die weitaus größte Stadt, gefolgt von Genf (Schweiz) und Nizza (Frankreich). Weitere wichtige Städte sind – von Ost nach West – Maribor (Slowenien), Graz (Österreich), Ljubljana (Slowenien), Udine (Italien), Salzburg (Österreich), Vicenza (Italien), Verona (Italien), Brescia (Italien), Bergamo (Italien), St. Gallen (Schweiz), Lecco (Italien), Como (Italien), Varese (Italien), Luzern (Schweiz), Savona (Italien), Biella (Italien), San Remo (Italien), Cuneo (Italien), Bern (Schweiz) und Monaco.

### Transitverkehr

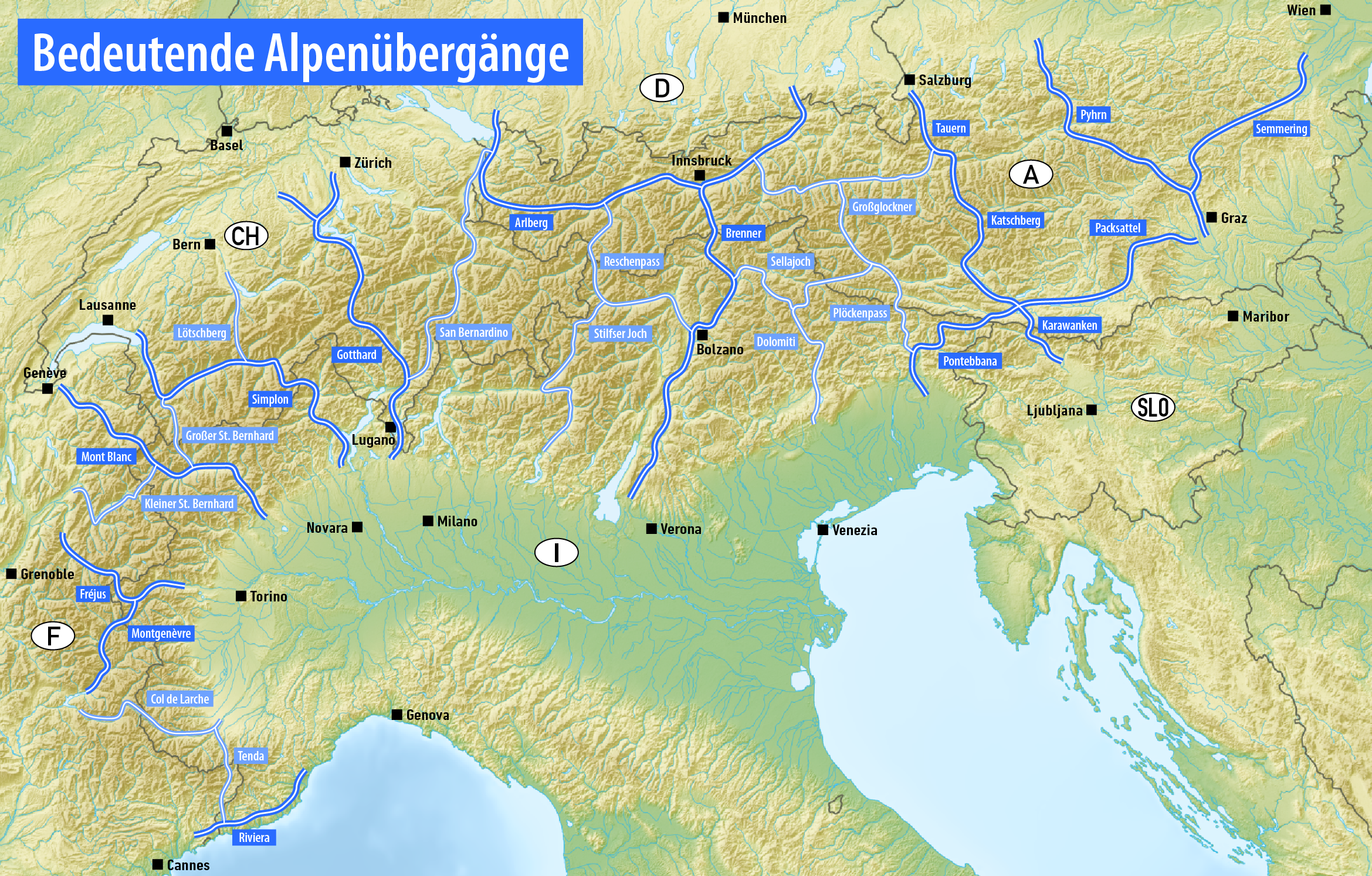
Hauptpässe des Alpentransits

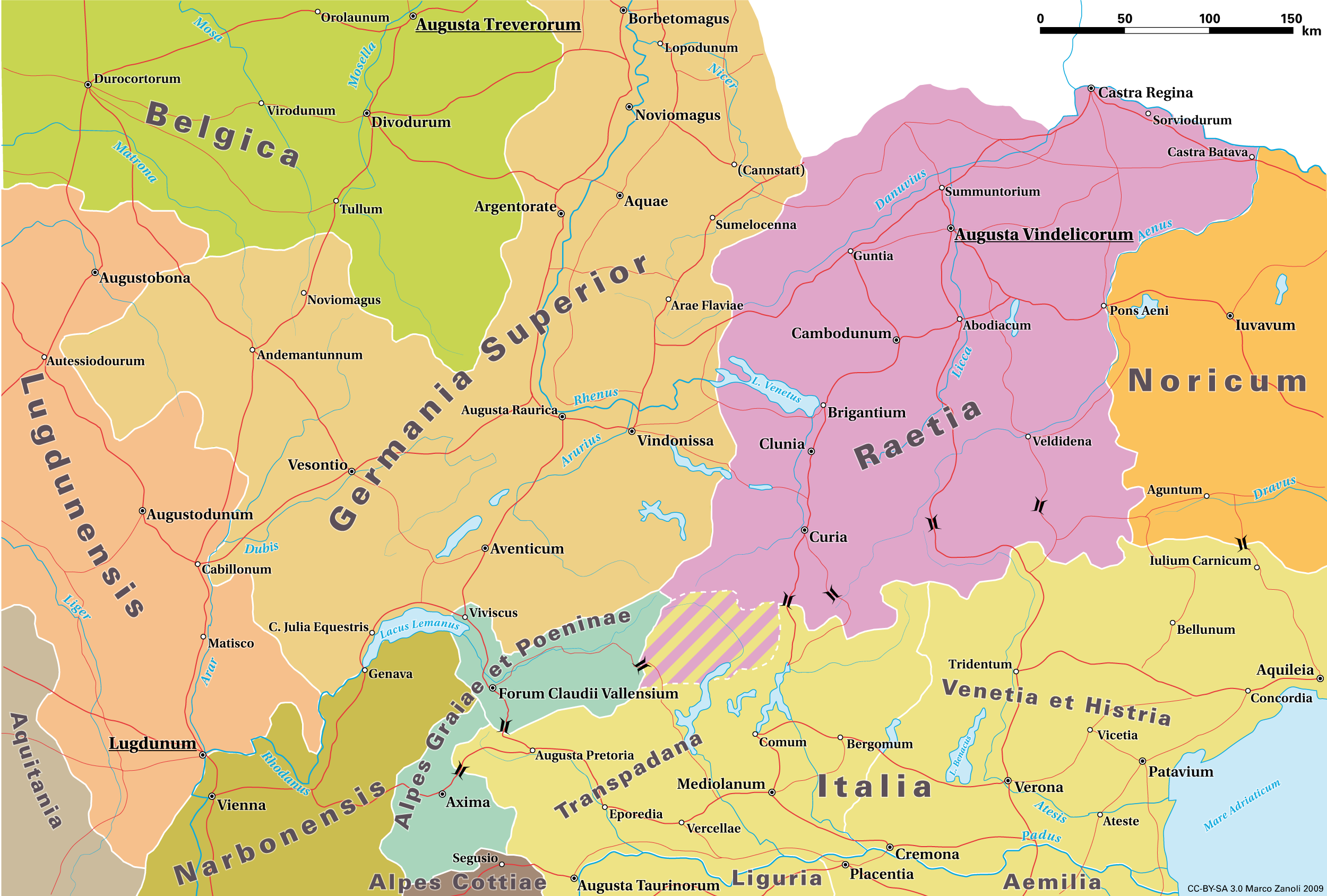
Die römischen Provinzen und das Straßennetz 150 – 200 n. Chr.

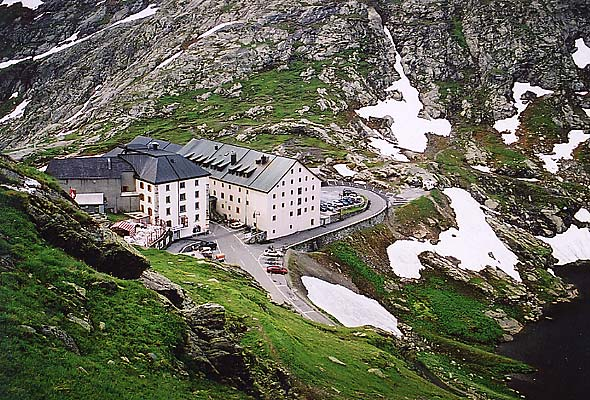
Hospiz auf dem Grossen St. Bernhard

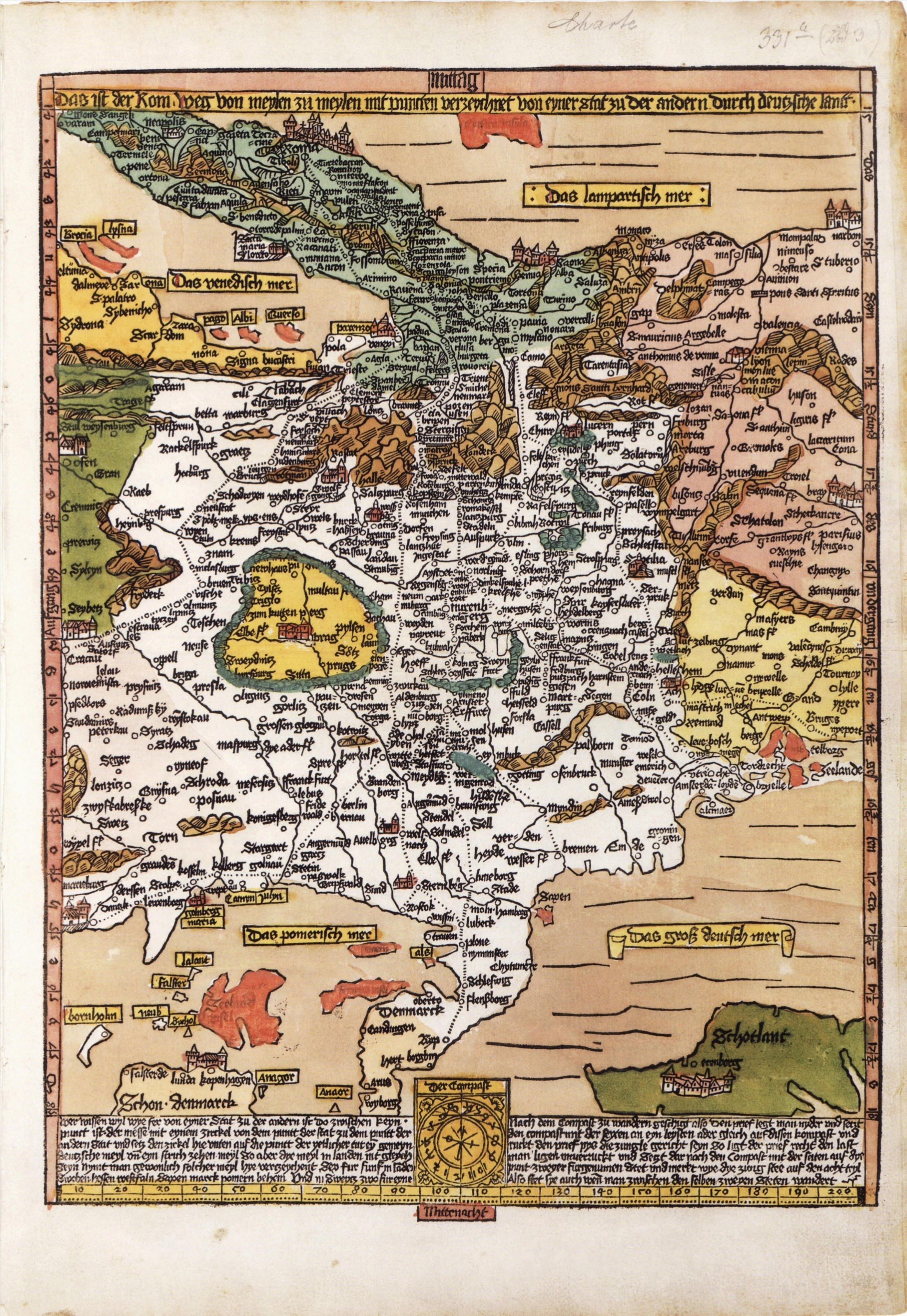
Pilgerwege durch die Alpen auf der Romweg-Karte des Erhard Etzlaub aus dem Jahr 1500

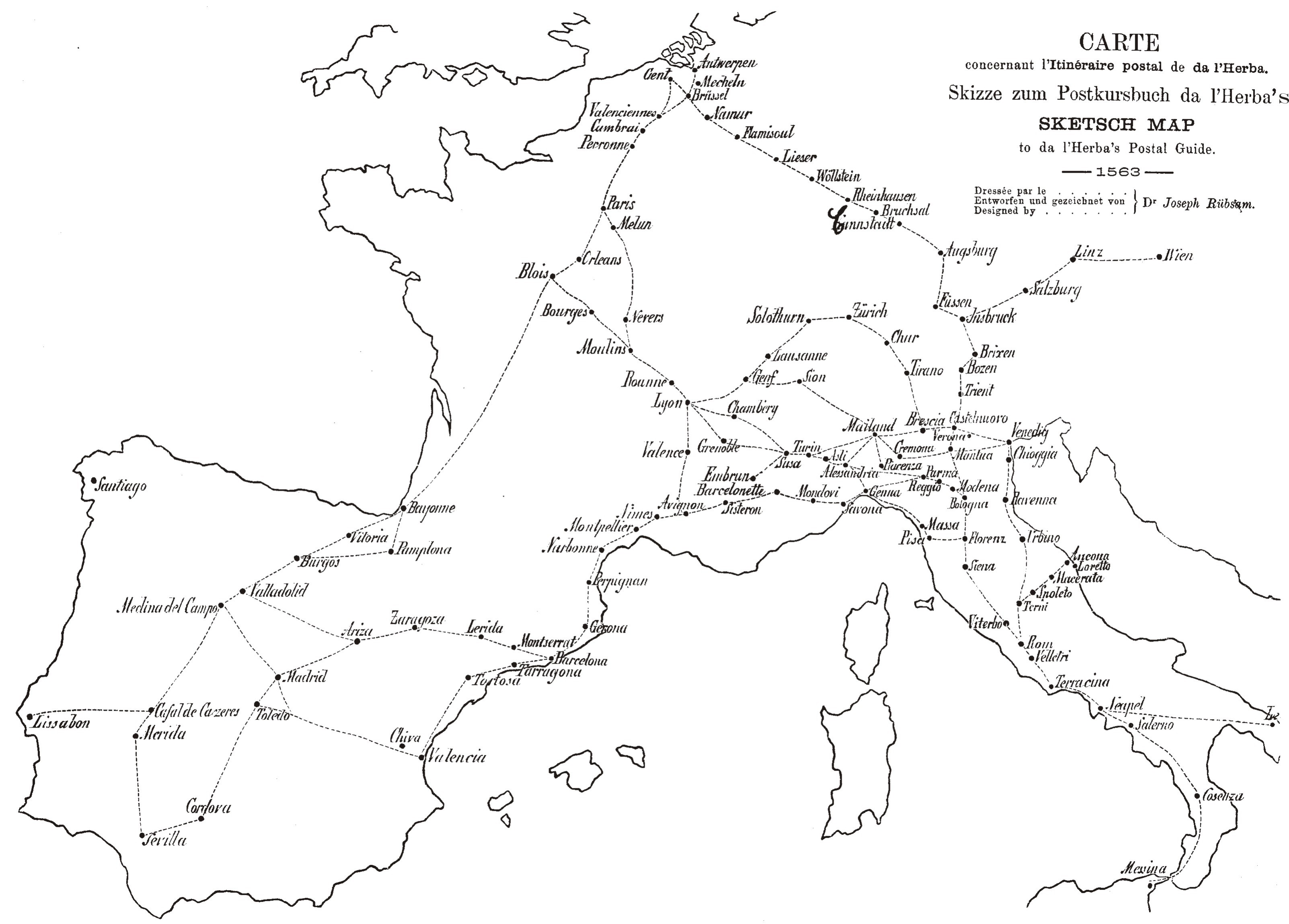
Postkurse im Jahr 1563

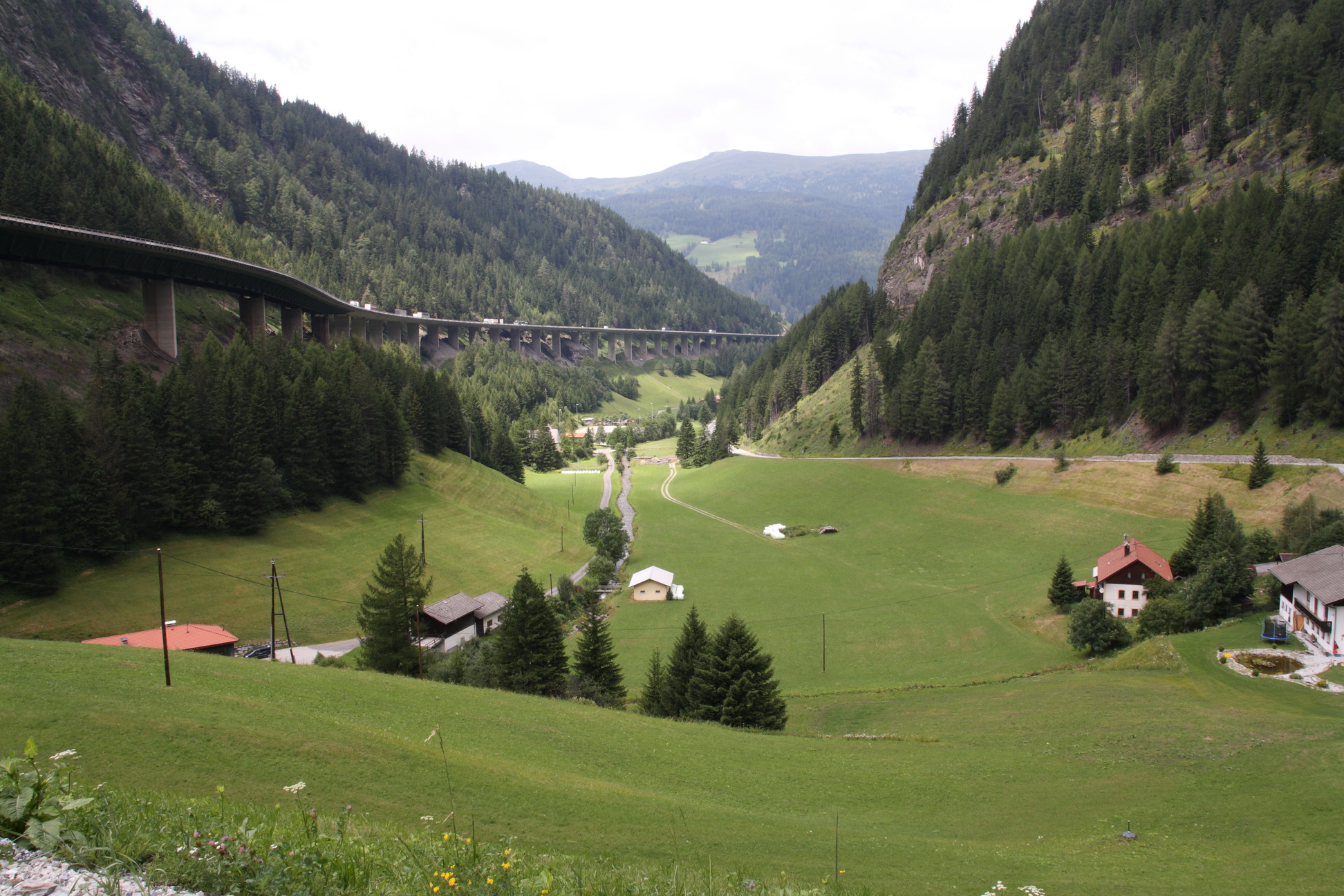
Brennerautobahn bei Gries

Die Alpen sind ein vor allem ökonomisch wichtiger Transitraum und zugleich ein natürliches Hindernis für den Verkehr zwischen Nord- und Südeuropa. Sie können nur auf bestimmten Routen über Gebirgspässe oder Tunnel durchquert werden. Problematisch ist insbesondere, dass durch häufige Inversionswetterlagen sowie die Erhebungen der Alpen der Luftaustausch unter erschwerten Bedingungen stattfindet. Damit verweilen Schadstoffe überdurchschnittlich lang in der alpinen Talatmosphäre.
Besondere Bedeutung erlangten diejenigen Pässe, die über den Alpenhauptkamm direkt von Norden nach Süden oder umgekehrt in gut erschlossene Täler führen und somit eine zweite Passüberquerung ersparen oder die Routen, die wenig durch Hochwasser und Lawinen beeinträchtigt werden. Übergänge wie der Col de Montgenèvre und der Grosse Sankt Bernhard in den westlichen sowie der Septimer und Julierpass in den Zentralalpen wurden bereits von den Römern zu Verkehrswegen ausgebaut, ebenso der Reschenpass und Brenner im Osten. Andere legendäre Strecken wie der Weg Hannibals mit seinem Heer und Kriegselefanten – vermutlich über den Col de Clapier – entwickelten sich nicht zu Hauptverkehrswegen. Am Ende der Antike verzeichnen Itinerarium Antonini und Tabula Peutingeriana sieben Überquerungen des Alpenhauptkamms. Im Mittelalter wurden mit Zugangswegen wie der Schöllenenschlucht und der Viamala (1473) auch der St. Gotthard und der Splügenpass sowie der San Bernardino gangbar gemacht und stärker genutzt, während Septimer- und Lukmanierpass an Bedeutung verloren. Bereits um 1430 wurden über 90 Prozent des Fernhandelsverkehrs zwischen Augsburg und Venedig – 6500 Frachtwagen pro Jahr – über den Brenner abgewickelt. Der 1480 erfolgte Ausbau des Kunterswegs zur Fahrstraße im Eisacktal zwischen Bozen und Klausen sowie der Kesselbergstraße oberhalb von Kochel am See 1495 machte den Brenner endgültig zum wichtigsten Übergang der Ostalpen.
Eine Auswahl der wichtigsten alpenquerenden Verbindungen (Alpentransversalen, von West nach Ost, der Hauptpass kursiv):
- Marseille – Nizza – Tendapass – Cuneo – Turin
- Avignon – Sisteron – Barcelonnette – Col de Larche/Colle della Maddalena – Cuneo – Mondovì – Genua
- Nîmes – Tarascon – Apt – Sisteron – Briançon – Col de Montgenèvre – Susa – Turin (Via Domitia)
- Vienne – Chambéry – Albertville – Bourg-Saint-Maurice – Kleiner Sankt Bernhard – Aostatal – Mailand (Alpis Graia)
- Lyon – Chambéry – Mont Cenis oder Fréjus – Susa – Turin
- Dijon – Genf – Chamonix – Mont Blanc – Aosta – Turin
- Besançon – Lausanne – Martigny – Grosser St. Bernhard – Aostatal – Vercelli – Pavia – Piacenza – Parma (Alpis Pœnina)
- Dijon – Lausanne – Brig – Simplon – Domodossola – Mailand
- Karlsruhe – Freiburg im Breisgau – Basel – Bern – Lötschberg – Brig – Simplon – Domodossola – Mailand
- Stuttgart – Zürich – Luzern – Göschenen – Sankt Gotthard – Airolo – Bellinzona – Mailand
- Ulm – Memmingen – Bregenz – Chur – San Bernardino – Bellinzona – Mailand
- Augsburg – Füssen – Reutte – Fernpass – Imst – Landeck – Reschenpass – Meran – Bozen – Verona (Via Claudia Augusta)
- Augsburg – Landsberg am Lech – (oder: München –) Garmisch-Partenkirchen – Mittenwald – Seefelder Sattel – Innsbruck – Brenner – Bozen – Verona (Via Raetia)
- München – Rosenheim–Kufstein – Innsbruck – Brenner – Bozen – Verona
- München – Rosenheim – Bad Reichenhall – Salzburg – Radstädter Tauernpass – Spittal – Villach – Udine – Portogruaro – Mestre oder Spittal – Villach – Udine – Triest
- Wels – Pyhrnpass – Liezen – Graz – Maribor – Ljubljana – Triest
- Wien – Wiener Neustadt – Semmering – Bruck an der Mur – Graz – Maribor – Ljubljana – Triest

Die wichtigen inneralpinen Transitrouten, die auch die Verbindung zwischen den Alpenquerungen herstellen, im Besonderen die Längstalfurchen, sind:
- Nizza – Digne-les-Bains – Gap – Grenoble – Chambéry – Genf
- Genf/Lausanne – Brig – Furkapass – Oberalppass – Chur – Bludenz – Arlberg – Innsbruck – Zell am See – Bischofshofen – Liezen – Semmering – Wiener Neustadt – Wien
- Como – Sondrio – Stilfser Joch oder Tonalepass – Bozen – Lienz – Villach – Klagenfurt – Packsattel – Graz

#### Industrialisierung und Eisenbahn
Das Transitnetz durch die Alpen entwickelte sich im Laufe der Zeit immer schneller: von schmalen Wegen für bepackte Maultiere und Pferde über frühe Passstraßen des 19. Jahrhunderts zu den mehrspurigen Autobahnen und Eisenbahnlinien des 19. und 20. Jahrhunderts. Die Eisenbahn hat im 19. Jahrhundert mit Pionierleistungen wie der Semmeringbahn als erste normalspurige Gebirgsbahn Europas oder der Gotthardbahn das Zeitalter des modernen Transitverkehrs eingeläutet. In der neueren Zeit werden verschiedene Eisenbahntransversalen durch die Alpen neu gebaut:
- in der Schweiz sind dies die unter Neue Eisenbahn-Alpentransversale (NEAT) zusammengefasste Lötschbergachse und Gotthardachse
- in Österreich die Neue Alpenbahnen, Brenner- und Tauernbahn, künftig auch der Brennerbasistunnel
- in Frankreich und Italien die neue Strecke durch den Mont Cenis

Verkehrsprojekte in den Alpen sind wegen Naturgefahren und der Topografie stets mit hohen Kosten und Gefahren verbunden, was sich auch am aktuellen Bau der NEAT, neu als AlpTransit bezeichnet, in der Schweiz zeigt. Die zunehmende Umweltbelastung durch den motorisierten Transitverkehr hat häufig zu Protesten der betroffenen Bevölkerung geführt, wie zum Beispiel Straßenblockaden in Tirol, Savoyen, Piemont sowie zur Alpen-Initiative in der Schweiz. Derzeit wird die möglicherweise alpenweite Einführung einer Alpentransitbörse diskutiert.
Siehe auch:
- Liste von Alpentunneln
- Liste der Alpenpässe
- Alpenüberquerung

### Frühere Passstaaten
Bäuerliche Zusammenschlüsse zur gemeinsamen Nutzung von Ressourcen führten im Spätmittelalter zur Herausbildung von politischen Gebilden, die man Passstaaten nennt, weil sie sich über beide Seiten des Alpenkammes erstreckten. Neben dem Bund von Briançon gehören die Alte Eidgenossenschaft, die Drei Bünde, die Grafschaft Tirol und das Erzbistum Salzburg dazu. Damit sollte alpines Freiheitsdenken analog den städtischen Freiheiten der Reichsstädte eingefordert werden. Diese Passstaaten kontrollierten durch ihre strategische Position den Transitverkehr und verlangten von Durchreisenden Zölle.
Spätestens die Nationalstaaten des 19. Jahrhunderts trachteten jedoch danach, den aus ihrer Sicht peripheren alpinen Raum einzubinden, so dass beispielsweise Tirol zwischen Österreich und Italien geteilt werden musste. Die Schweiz ist der einzige der alpinen Passstaaten, der bis heute überlebt hat. Der Staatenbund der Eidgenossenschaft wurde 1848 durch die Gründung des Bundesstaates in einen modernen Nationalstaat überführt.

## Kulturgeschichte

### Berglandwirtschaft

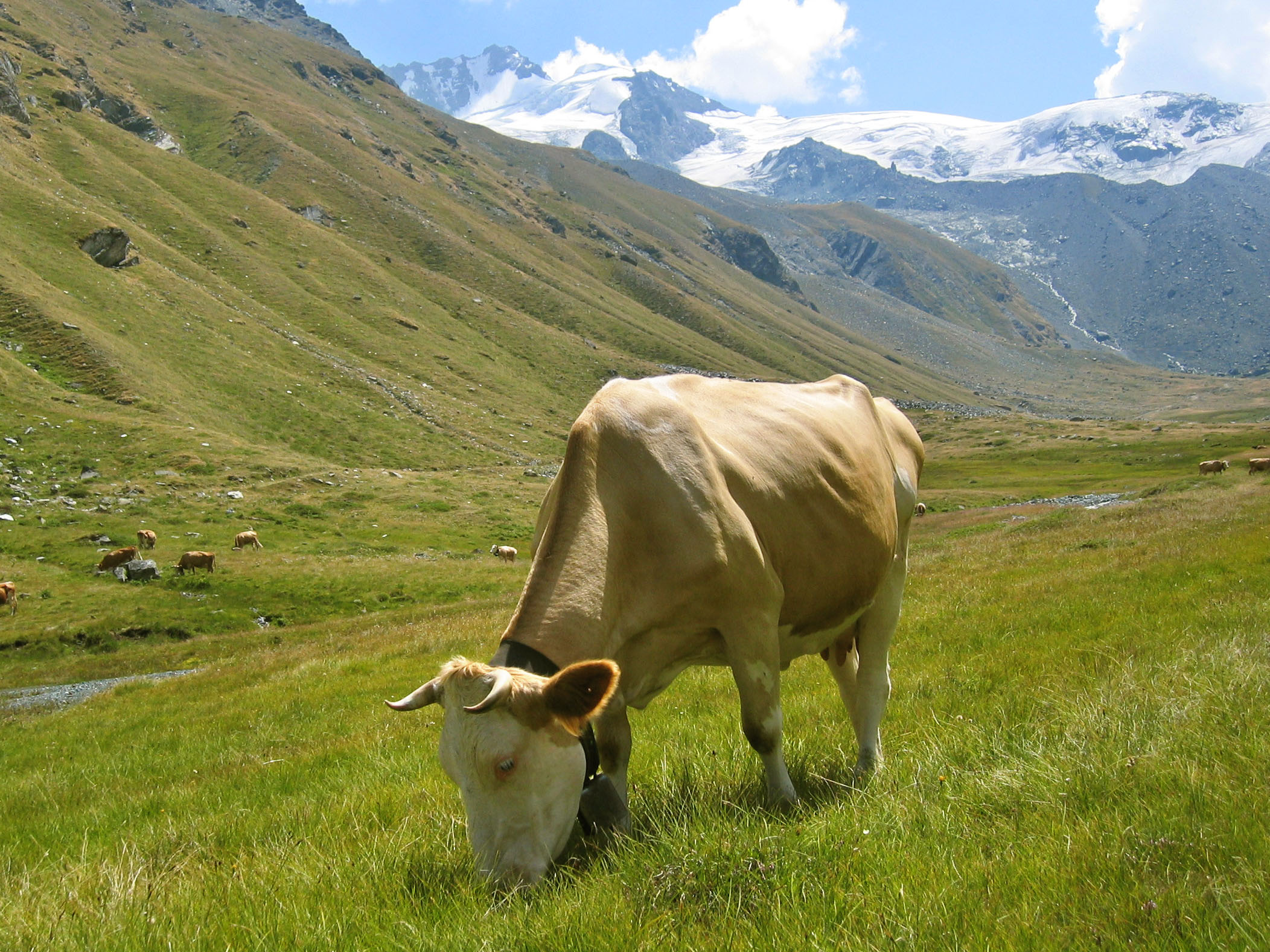
Bergweide mit alpentypischem Fleckvieh

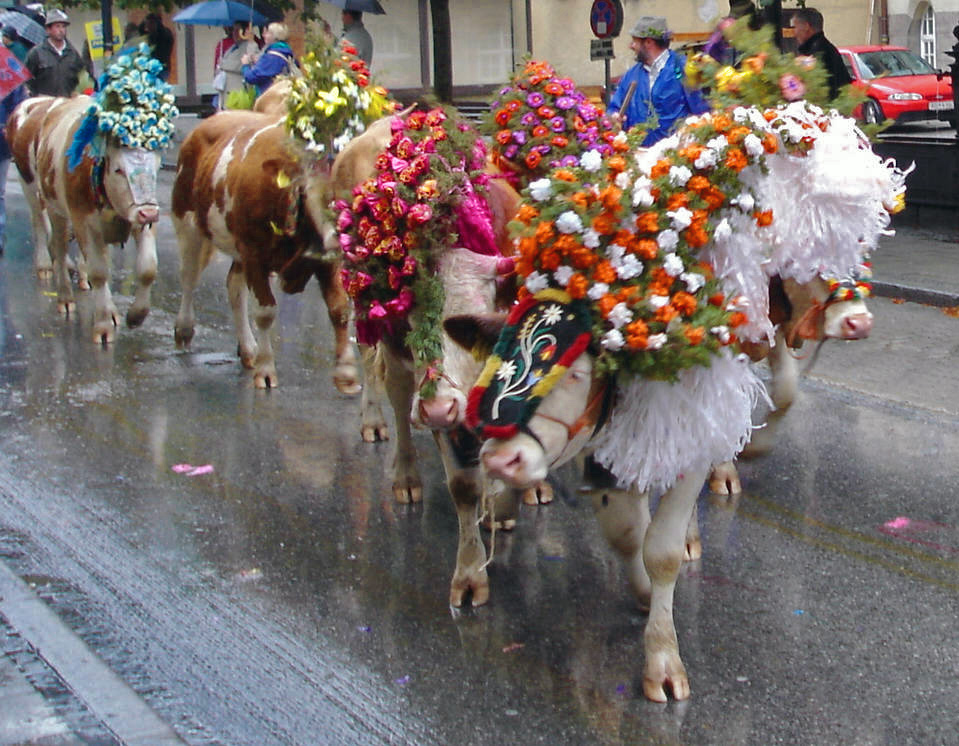
Almabtrieb in Kufstein

In den Alpen verdrängte die neolithische Landwirtschaft um etwa 4500 v. Chr. die Jäger und Sammler der Mittelsteinzeit. Dichte Waldbedeckung erschwerte anfangs die Nutzung großer Weidegebiete, allmählich entwickelte sich jedoch die Transhumanz im Alpenraum, bei der die Tiere den Sommer in der Höhe und den Winter im Tal verbringen. Etwa gleichzeitig kam die alpine Autarkiewirtschaft mit Ackerbau und Viehzucht in bereits gerodetem Gelände hinzu, welche ganzjährige Besiedlung ermöglichte.
Diese Autarkiewirtschaft entwickelte sich nördlich und südlich der Alpen unterschiedlich: Während im germanischen Raum die Viehzucht klar dominierte, war der Ackerbau im romanischen Raum gleich stark vertreten. Dies führte zu unterschiedlichen Ernährungsweisen und regionalen Küchen sowie Unterschieden in der Familien- und Siedlungsstruktur.
Zwischen 1600 und 1850 entstand besonders im nördlichen Alpenraum eine selbstständige Bergbauernkultur, die sich etwa im Bau prächtiger Bauernhäuser aus Holz manifestierte und bei der die nachhaltige Naturnutzung als Schutz vor Naturgefahren im Vordergrund stand.
Im 19. Jahrhundert erreichte die Industrialisierung den Alpenraum. Es war weniger die Industrie als die Dienstleistungsgesellschaft des 20. Jahrhunderts, welche als Tourismus Geld in die Alpentäler brachte und die herausragende Stellung der Berglandwirtschaft beendete. Viele überflüssig gewordene landwirtschaftliche Arbeitskräfte wanderten daraufhin aus. Unter steigendem ökonomischem Druck schwindet seit der zweiten Hälfte des 20. Jahrhunderts die Vielfalt der Land- und Forstwirtschaft in den Alpen, welche wegen der Maschinisierung zwar leichter zu betreiben ist, sich jedoch nicht mehr lohnt.

### Kultur- und Sprachgruppen
Im frühen Mittelalter entwickelten sich die Alpen zur Sprach- und Kulturgrenze zwischen germanischen im Norden und romanischen Sprachgruppen im Süden und Westen, unter Berücksichtigung der südslawischen Slowenen am östlichen Alpenrand. Von der Vielfalt an Dialekten, die die ursprüngliche Abgeschiedenheit der Täler mit sich brachte, bleibt heute immer weniger übrig. Trotz der Konkurrenz durch die deutsche und die italienische Sprache konnten die alpinen Kleinsprachen Rätoromanisch, Ladinisch und Friaulisch überleben. Ein interessantes Phänomen in sprachgeschichtlicher Hinsicht stellt die Ausbreitung des alemannischen Walser-Dialekts vom Oberwallis bis an die Grenze Tirols dar, die durch die Inbesitznahme und Bewirtschaftung hoch gelegener Weidegründe zwischen dem 13. und 14. Jahrhundert erfolgte.

### Brauchtum

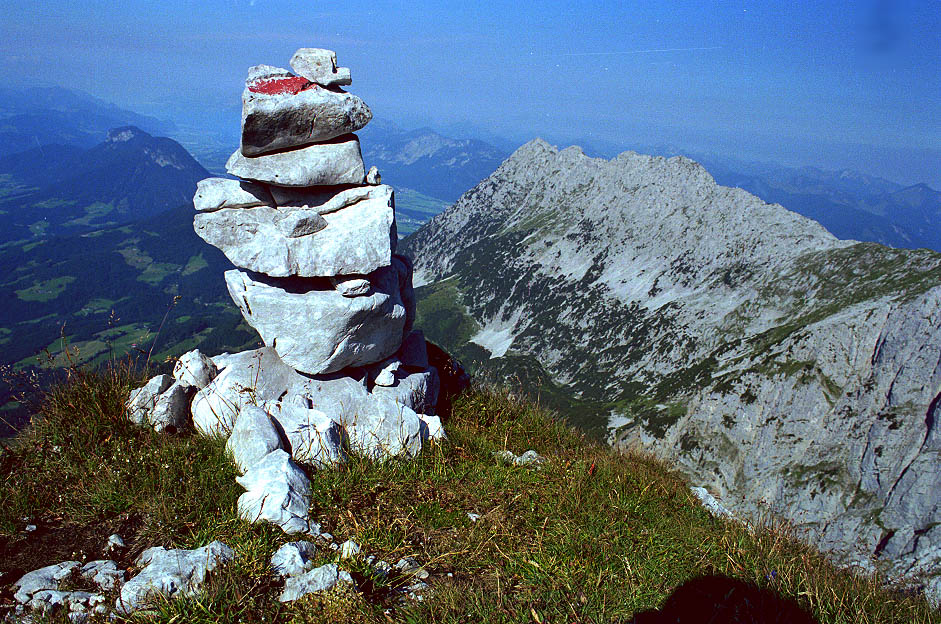
Steinmandl im Wilder-Kaiser-Gebiet in den österreichischen Alpen

Festlichkeiten und Bräuche im Alpenraum sind tief verwurzelt in Geschichte und Religion. Sie entstanden oft in Verbindung mit überlieferten Dichtungen, Sagen oder Erzählungen, die sich häufig mit Göttern und Dämonen befassten. Die Menschen wollten die Urgewalten der Natur beschwören und sich vor Naturgefahren schützen. Als das Christentum im Frühmittelalter in das Alpengebiet vordrang, vermischten sich heidnische Bräuche mit christlichen Feiern. Die verbreiteten Steinsetzungen (Steinmännchen) scheinen sowohl praktischen als auch kultischen Hintergrund zu haben. Das bäuerliche Element spielte im alpinen Brauchtum und der alpinen Volksmusik stets eine herausragende Rolle (siehe auch: Alpsegen, Almabtrieb, Jodeln, Alpenländische Volksmusik).

### Alpenmythos
Die Rezeption des Alpenraumes schwankt – wie bei allen Landschaften der Extreme – in der Moderne zwischen zwei engverwobenen Polen, dem Mythos der Naturgewalt und der Reinheit der Natur. Was vorher für eine unwirtliche, von grobschlächtigen Bauern und gefährlichen Drachen bewohnte Wildnis gehalten wurde, begannen Maler, Reisende und Literaten als „Traumlandschaft“ zu schildern.

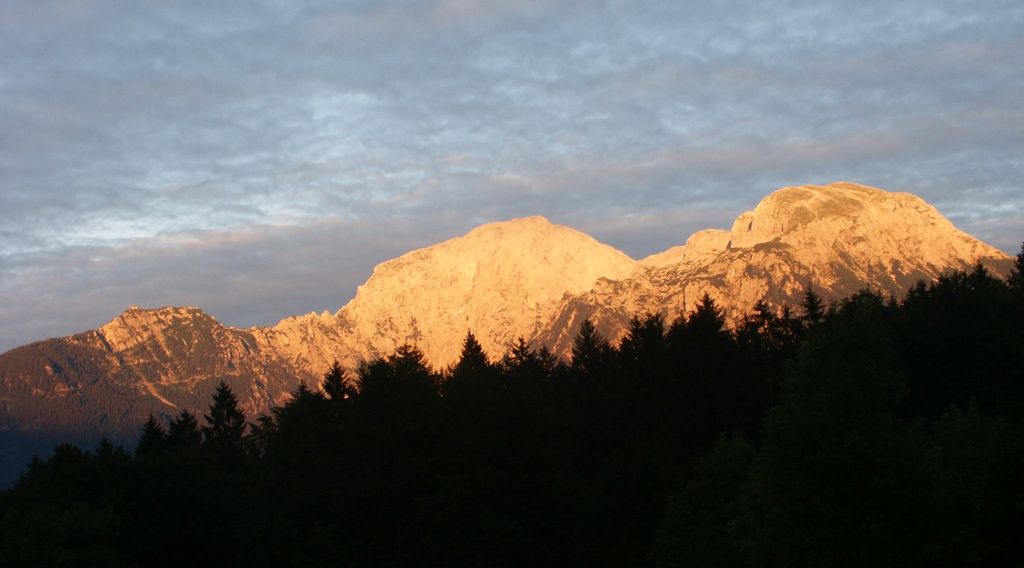
Alpenglühen bei Sonnenuntergang am Kehlstein, Hohen Göll und Hohem Brett

Ein bekannter Genfer Naturforscher, Horace-Bénédict de Saussure, verwob im späten 18. Jahrhundert in seinen Reisebeschreibungen wissenschaftliche Erkundung und ästhetisches Empfinden. Mit den Alpenreisen seines Zeitgenossen Goethe wurde das Gebirge auch im Norddeutschen erstmals als Phänomen wahrgenommen. E. T. Compton, der Alpenmaler, erfindet Ende des 19. Jahrhunderts die Bergmalerei als Sujet, die das Gebirge nicht zur Kulisse verwendet, sondern den Berg als „Persönlichkeit“ darzustellen versucht. Als Symbol der Mystifizierung der Alpen in ihrer „Reinheit und Erhabenheit“ von der Romantik bis ins 21. Jahrhundert wird das Alpenglühen – der Widerschein von Morgen- und Abendröte – in Bild und Literatur vielfach dargestellt.
Der Bergtourismus einer zunehmend bürgerlichen Gesellschaft des 19. Jahrhunderts stellt die Alpen auch als Herausforderung an das Individuum dar, und der „Sieg am Berg“ wird zur Inszenierung, an der der Mensch sich bewähren kann, und Gott näher kommt. Das Gipfelkreuz symbolisiert dieses Spannungsfeld zwischen Ehrfurcht und Siegeswille. Darin ändert sich auch die Rezeption des Alpenbewohners, für den das zum täglichen Brot gehört. Gerade die früher als „Alpendemokratie“ verklärte Schweiz und das „freie Land Tirol“ zehren noch heute vom Alpenmythos der frühen Romantik, auch wenn etwa Max Frisch oder Paul Flora in ihren Werken dagegen ankämpften. In Frankreich und Italien fehlt aber die kulturelle Eigenständigkeit, hier bleiben die Alpenprovinzen bis heute in kultureller Randlage. Das moderne Slowenien in seiner Ablösung vom Balkan greift diese Mythen aber auf und integriert die Alpen in seine Identität als „Land der Vielfalt“.

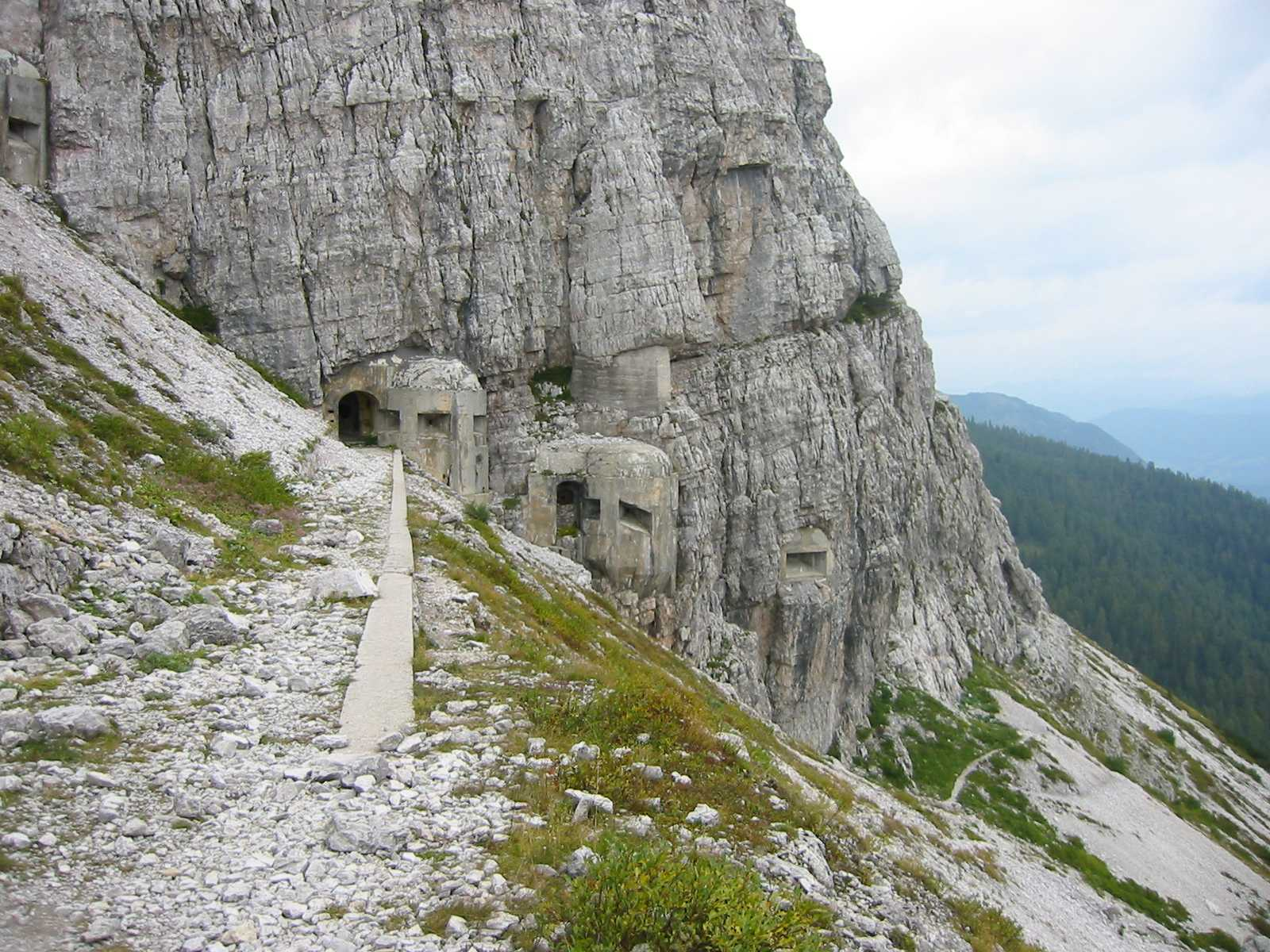
Militärische Anlagen des Vallo Alpino in der Nähe des Kreuzbergpasses

Der Erste Weltkrieg macht weite Bereiche der Ostalpen zur Alpenfront, aber die Verheerungen des Zweiten Weltkrieges lassen den Alpenraum relativ geschont. Sowohl durch die mythische Verklärung des Alpenbewohners als Kämpfer gegen Natur und Feind der Kriegs- und Zwischenkriegsjahrzehnte, von „Berge in Flammen“ über den „Bau der Glocknerstraße“ bis zur „Alpenfestung“, wie auch die in den Nachkriegsjahren im Vergleich zum restlichen Europa relativ intakte Wirtschaftslage lassen den Alpenraum vom ärmlichen und rückständigen „Entwicklungsraum“ der Aufklärung zum Inbegriff der „heilen Welt“ werden (dargestellt etwa im Heimatfilm).
Dieser Mythenkomplex hält ungebrochen bis heute an. Die Berge als Verkehrshindernis sind wohlerschlossen, als Kulturraum in ein gemeinsames Europa eingebunden, als Tourismusdestination frei verfügbar, und die Umweltschutzbewegung entdeckt den Alpenraum als „schützenswertes Allgemeingut“. Als neue Komponente tritt aber ein Überlegenheitsgefühl des modernen Menschen hinzu, in dem die spezifischen Unbilden einer montanen Umwelt als zu reparierendes Hindernis im reibungslosen Funktionieren von Zivilisation beurteilt wird.

### Tourismus

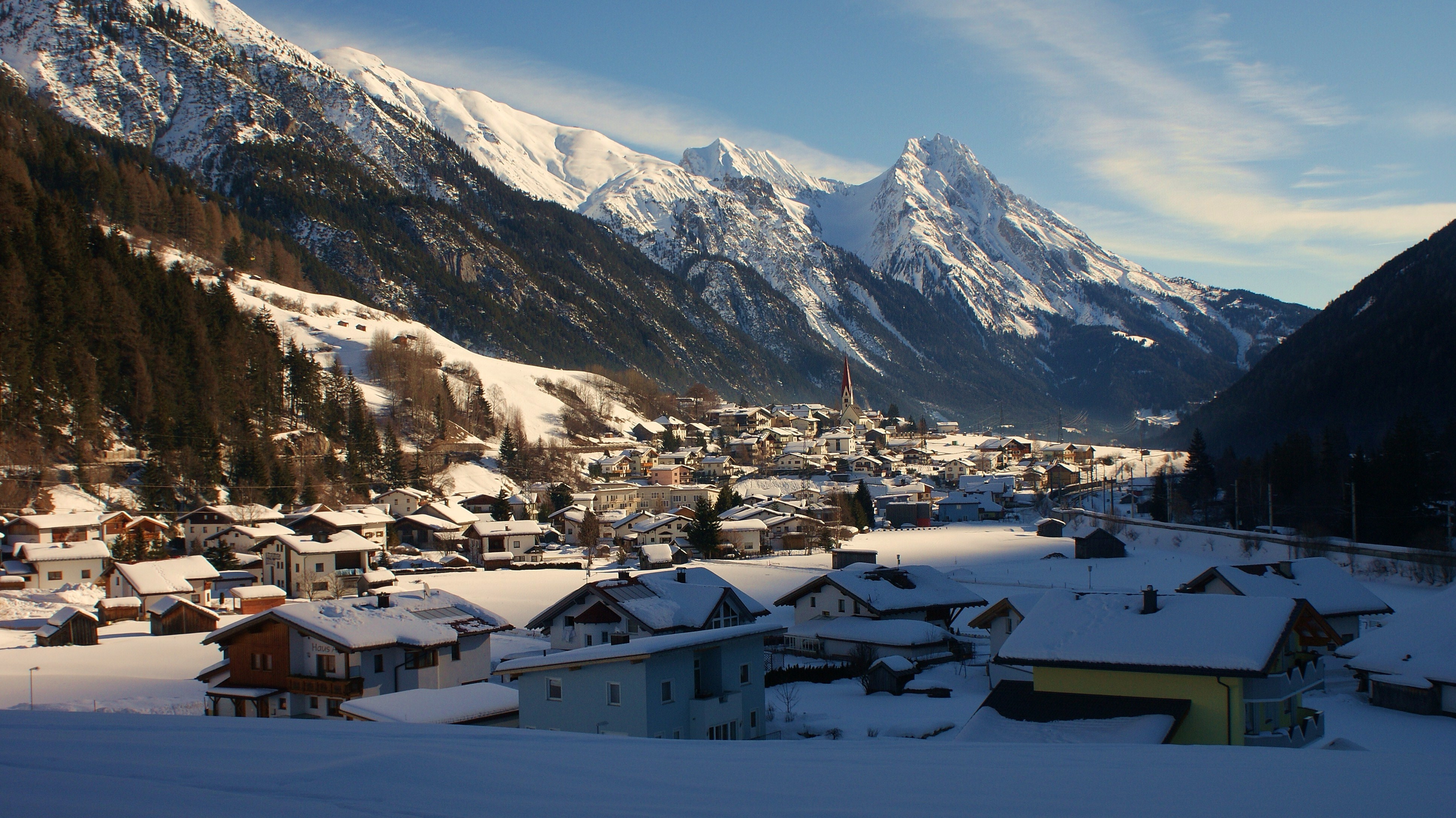
Pettneu am Arlberg

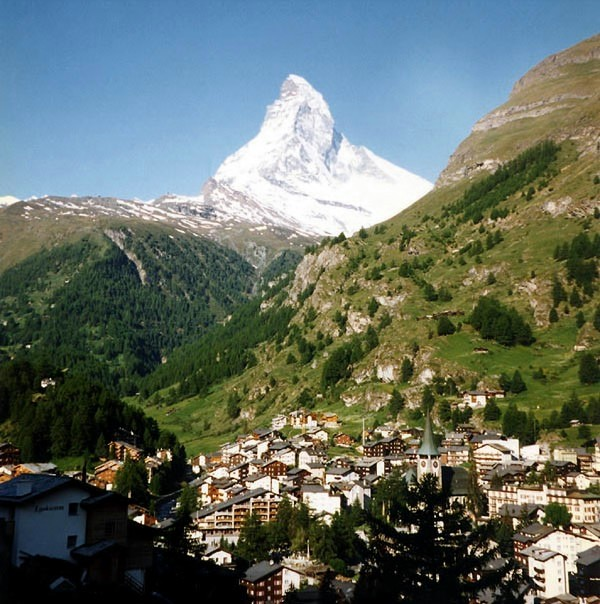
Zermatt am Matterhorn

Die Alpen sind sehr intensiv touristisch erschlossen. Bereits im 19. Jahrhundert prägten die Engländer den Begriff von den Alpen als „playground of Europe“. Die landschaftliche Vielfalt, kulturelle Sehenswürdigkeiten sowie die besonderen klimatischen Verhältnisse bieten beinahe optimale Voraussetzungen für die touristische Nutzung der Alpen, da eine denkbar große Anzahl an touristischen Zielgruppen (beispielsweise Erholungssuchende, Aktivurlauber, Kurtouristen, Kulturbegeisterte etc.) mit entsprechenden Angeboten bedient werden kann.
Im Sommertourismus finden sich die diversen Spielarten des aktiven und passiven Erholungstourismus (Wandern, Badeurlaub an den randalpinen Seen) und vor allem der sportliche Urlaub in Form des Alpinismus. Dieser initiierte die touristische Entwicklung des Alpenraums. Im Wintertourismus sind die Alpen ein weltweit attraktives Ziel für den Wintersport, wobei diesbezüglich der Skisport und seine diversen Ausformungen dominieren. In den letzten Jahrzehnten hat in vielen Teilen der Alpen der Tourismus im Winter dem klassischen Sommertourismus den Rang abgelaufen.
| Rang | Land        | Wanderwege (Länge Streckennetz in km) | Anzahl Berghütten | Anzahl Übernachtungsangebote | Anzahl Campingplätze | Alpenanteil in % |
| ---- | ----------- | ------------------------------------- | ----------------- | ---------------------------- | -------------------- | ---------------- |
| 1    | Italien     | 60.000                                | 253               | 20.327                       | 740                  | 27,3 %           |
| 2    | Österreich  | 50.000                                | 997               | 16.438                       | 452                  | 28,7 %           |
| 3    | Schweiz     | 22.000                                | 287               | 09.322                       | 300                  | 13,2 %           |
| 4    | Frankreich  | 46.000                                | 159               | 17.311                       | 718                  | 21,4 %           |
| 5    | Deutschland | 05.000                                | 213               | 02.916                       | 047                  | 05,8 %           |

#### Tourismusgeschichte
Erste am Vergnügen beziehungsweise an Ruhm ausgerichtete Ereignisse finden in den Alpen schon Ende des 18. Jahrhunderts mit frühen Erstbesteigungen statt, die noch im Sinne eines den Landesherren verherrlichenden Absolutismus stehen. Für die einheimische bäuerische Bevölkerung endete das Interesse an den Bergen bis dahin bei den Vegetationsgrenzen.
Insbesondere englische Touristen haben danach im und vor allem gegen Ende des 19. Jahrhunderts den Alpentourismus als Individualtourismus entscheidend geprägt. Bereits im 19. Jahrhundert wurden vom Engländer Thomas Cook organisierte Massenreisen von England in die Alpen durchgeführt.
Während der ersten Jahre betraf dies die Sommersaison, doch schon 1864 wurde im Kulm-Hotel im bündnerischen St. Moritz eine winterliche Öffnung gewagt und damit der Wintertourismus „erfunden“.
Die Belle Epoque erschließt die Alpen als Erholungsraum auch für die gehobenen Schichten des Landes, und etabliert den Begriff der Sommerfrische in den Alpen. Seit der damaligen Blütezeit der Hotels und Villen in den Kurorten hat sich der alpine Tourismus auch auf den Winter auszubreiten begonnen. In den traditionellen Kurorten blieb jedoch die Sommersaison noch bis in die 1970er-Jahre die Hauptsaison.
Die Nachkriegsjahrzehnte machen die Alpen zum Ziel einer urbanen Gesellschaft, erst als Erholungsraum der Strapazen einer wirtschaftlichen Zerrüttung, dann als Freizeitkulisse, als Statussymbol gehobenen Lebensstandards. Seit ungefähr 1965 konnte sich auch aufgrund besserer Verkehrsinfrastruktur der Massentourismus entwickeln. Der Wintersporttourismus mit seinen Bergbahnen und Liftanlagen bekam für die Alpenbewohner eine zunehmende Bedeutung bis hin zu reinen Retortenstädten in den Französischen Alpen.
Wanderurlaub wurde nach der Jahrtausendwende eindeutig wieder beliebter und gilt als Musterbeispiel für ökologisch verträglichen Tourismus (sanfter Tourismus); insbesondere, wenn er in abgelegene, von Abwanderung bedrohte Talregionen führt und dazu beiträgt, der einheimischen Bevölkerung eine Einkommensquelle zu sichern. Solchem Tourismus dienen verschiedene Weitwanderwege, zum Beispiel die Kulturwege Schweiz, oder gar Fernwanderwege wie der alle acht Alpenländer durchquerende Fernwanderweg Via Alpina. Der Weg wurde aus diesem Grund 2005 aus Anlass der Förderung von nachhaltiger Entwicklung als ein offizielles Umsetzungsprojekt der Alpenkonvention anerkannt. Der italienische Weg Grande Traversata delle Alpi beschränkt sich im Gegensatz zu seinem Titel auf die Region Piemont. In der „Modellregion Göschenen“ wurden in der Schweiz Konzepte für schwach erschlossene Gebiete entwickelt.
Siehe auch:
- Alpiner Verein
- Alpines Museum der Schweiz
- Alpines Museum (München)
- Bündner Naturmuseum

#### Nutzen und Gefahren

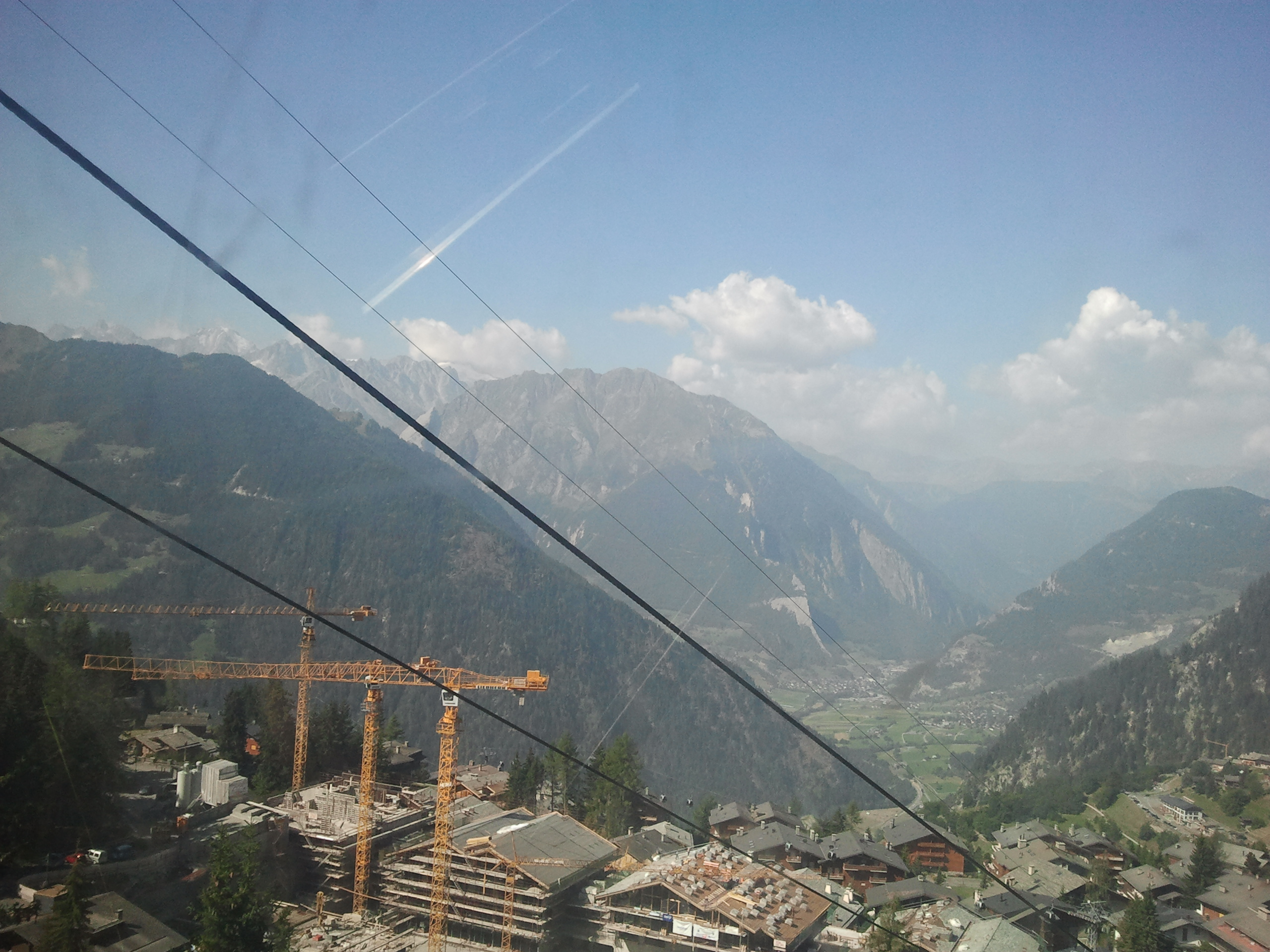
Verbier – Les quatre vallées – Ausbau von 2012

Für viele Alpengemeinden ist der Tourismus die einzige Einnahmequelle geworden. Durch den Massentourismus werden Arbeitsplätze geschaffen und regionale Einkommen generiert, wodurch die Gefahr einer Abwanderung verringert werden kann. Allerdings ist der Tourismus in den Alpen oft nur punktuell auf bestimmte Dörfer, Städte und Skiressorts konzentriert. In den flächig größeren Gebieten ohne Massentourismus kommt es erst recht zur Abwanderung. Tatsächlich findet sich oft ein Nebeneinander von touristisch intensiv erschlossenen Gebieten und touristischem Niemandsland. Dies trifft vor allem auf das italienische Alpengebiet zu und wird als Phänomen der Bergflucht zusammengefasst.
Die Menschen in den Alpen sind vom Massentourismus stark abhängig, es entstehen touristische Monostrukturen. Dem Massentourismus werden sämtliche Lebensbereiche unterworfen. Regionale Eigenheiten oder Besonderheiten verkommen unter Umständen zu einem bloßen Klischee. Zudem sind die Arbeitsbedingungen im Tourismus oft wenig attraktiv (ungeregelte Arbeitszeiten, geringe Löhne, viele Saisonarbeitsplätze). Menschen, die sich diesen Arbeitsbedingungen nicht unterwerfen wollen, sind mangels alternativer Beschäftigungsmöglichkeiten erst recht zum Abwandern (oder zum Auspendeln) gezwungen.
Umweltschützer ganz Europas und auch viele Einheimische bemängeln immer öfter die Schäden, die der Massentourismus in den Alpen hervorruft und weisen immer häufiger auf die Grenzen der touristischen Nutzung der Alpen hin. So werden immer mehr Verkehrswege durch die Alpen gebaut und Dorfstrukturen zugunsten der fortschreitenden Verstädterung zerstört (Beispiel: Garmisch-Partenkirchen). Hinzu kommt es auch zu ökologischen Problemen wie Müll- und Abwasserbelastung, Verkehrsproblematik und zu „optischer Umweltverschmutzung“ durch technische Infrastrukturen wie beispielsweise Seilbahnen. Der weitere Ausbau der touristischen Infrastrukturen stößt bereits in vielen Alpentälern an seine Grenzen, vor allem, da durch Naturgefahren (beispielsweise Lawinen, Muren) das Flächenangebot begrenzt ist. Einige tragische Unglücke wie beispielsweise im tirolerischen Galtür im Februar 1999 haben diese Problematik aufgezeigt. Um den Urlaubern entgegenzukommen, werden Hotels häufig unmittelbar vor die Skipisten gebaut. Löst sich an den Hängen einer Skipiste eine Lawine, trifft diese die Hotels besonders hart, da die Lawinen durch das Fehlen von Hindernissen ungebremst sind.

#### Kulturgeographische Entwicklung
Mit der Industrialisierung und Modernisierung verschwinden die Alpen als ein Raum mit spezifischen Wirtschafts-, Kultur- und Umweltformen. Die Orte werden ubiquitärer, die Landschafts-, Siedlungs-, Wirtschafts- oder Kulturformen haben zunehmend weniger mit den Alpen zu tun. Zwar haben die Alpen den Rückstand bei Industrialisierung und Modernisierung aufgeholt und sind damit nicht mehr wie früher noch eine benachteiligte Großregion in Europa. Aber der Charakter der Alpen geht als solcher verloren, indem sich die wirtschaftliche Nutzung auf kleine Gunstflächen konzentriert und gleichzeitig alle anderen Flächen entwertet, was zum Rückzug des Menschen aus der Fläche führt. Das führt dazu, dass die Alpenstädte von räumlich kompakten Kernstädten zu Stadtregionen wachsen, oder zu Vorstädten im Einzugsbereich der Metropolen Wien, München, Zürich, Genf, Lyon, Marseille, Nizza, Turin, Mailand und Ljubljana werden. Neben dieser Entwicklung hin zur Peripherie haben viele Regionen und Gemeinden einen starken Bevölkerungsrückgang erfahren, der teils zur völligen Entsiedlung geführt hat.

### Allgemein
- Werner Bätzing: Die Alpen – Geschichte und Zukunft einer europäischen Kulturlandschaft. 4. Auflage. C. H. Beck, München 2015, ISBN 978-3-406-67339-9.
- Werner Bätzing: Die Alpen. Das Verschwinden einer Kulturlandschaft. wbgTHEISS Darmstadt 2018, ISBN 978-3-8062-3779-5.
- Werner Bätzing: Zwischen Wildnis und Freizeitpark. Eine Streitschrift zur Zukunft der Alpen. Rotpunktverlag, Zürich 2015, ISBN 978-3-85869-648-9.
- Bernhard Edmaier, Angelika Jung-Hüttl: Kunstwerk Alpen. Bergverlag Rother, Unterhaching 2012, ISBN 978-3-7633-7060-3.
- Hansjörg Küster: Die Alpen. Geschichte einer Landschaft. C.H. Beck, München 2020, ISBN 978-3-406-74828-8.
- Jon Mathieu: Die Alpen. Raum – Kultur – Geschichte. Reclam, Stuttgart 2015, ISBN 978-3-15-011029-4.
- Joseph Partsch: Alpes. In: Paulys Realencyclopädie der classischen Altertumswissenschaft (RE). Band I,2, Stuttgart 1894, Sp. 1599–1612.
- Ulrike Tappeiner, Axel Borsdorf & Erich Tasser (eds.): Alpenatlas, Atlas des Alpes, Atlante della Alpi, Atlas Alp, Mapping the Alps. Springer Spektrum, Heidelberg 2008, ISBN 978-3-8274-2004-6.
- Heinz Veit: Die Alpen – Geoökologie und Landschaftsentwicklung. 2. Auflage. UTB Ulmer, Stuttgart 2002.
- Katharina Winckler: Die Alpen im Frühmittelalter. Geschichte eines Raumes in den Jahren 500 bis 800, Böhlau, Wien/Köln/Weimar 2012. (online, PDF)

### Schwerpunktthemen
- Jakob Anderhandt: Die Alpen West-Ost. Verlagshaus Monsenstein und Vannerdat, Münster 2008, ISBN 978-3-86582-662-6 (Fernwanderführer).
- Norman Backhaus, Claude Reichler, Matthias Stremlow: Alpenlandschaften – Von der Vorstellung zur Handlung. Thematische Synthese zum Forschungsschwerpunkt I „Prozesse der Wahrnehmung“ des Nationalen Forschungsprogramms „Landschaften und Lebensräume der Alpen“. (= Synthesebericht NFP 48, Schweizerischer Nationalfonds). vdf-Verlag, Zürich 2007, ISBN 978-3-7281-3119-5.
- Andrea Bonoldi, Hannes Obermair: Verkehr und Infrastruktur – Trasporti e infrastrutture (= Geschichte und Region/Storia e regione 25/2). StudienVerlag, 2017, ISSN 1121-0303.
- Axel Borsdorf (Hrsg.): Forschen im Gebirge. Christoph Stadel zum 75. Geburtstag. Verlag der Österreichischen Akademie der Wissenschaften, Wien 2013 (= IGF-Forschungsberichte, Bd. 5), ISBN 978-3-7001-7461-5.
- Patrick Brauns: Die Berge rufen. Alpen Sprachen Mythen. Verlag Huber, Frauenfeld 2002. (Bergnamen und Sprachen im Alpenraum)
- Werner Gamerith, Paul Messerli, Peter Meusburger und Heinz Wanner (Hrsg.): Alpenwelt – Gebirgswelten. Inseln, Brücken, Grenzen. Tagungsbericht und wissenschaftliche Abhandlungen. Deutsche Gesellschaft für Geographie, Heidelberg und Bern 2004, ISBN 3-9808754-1-5.
- Thomas Grüner: Alpentiere. Rother Naturführer, München 2016, ISBN 978-3-7633-6100-7.
- Wolfgang Kauer: Felsbilder der Alpen. Motive im internationalen Vergleich. Verlag A. Pustet, Salzburg 2019, ISBN 978-3-7025-0932-3.
- Wolfgang Kauer: Kult- und Schalensteine. Zeugen der Vorgeschichte in den Alpen und im Granit-Hochland. Verlag Bibliothek der Provinz: Weitra 2021, ISBN 978-3-99126-042-4.
- Lars Keller: Die Alpen im politischen Spiel. Deutscher Alpenverein e. V. München 1998, ISBN 3-928777-62-9.
- Martina Kopf: Alpinismus – Andinismus. Gebirgslandschaften in europäischer und lateinamerikanischer Literatur. Stuttgart: Metzler, 2016, ISBN 978-3-476-05594-1
- Burkhart Lauterbach: Der Berg ruft – Alpentourismus und Kulturtransfer seit dem 18. Jahrhundert. In:   Geschichte Online. hrsg. vom Institut für Europäische Geschichte (Mainz), 2010. Zugriff am 14. Juni 2012.
- Kurt Luger und Franz Rest (Hrsg.): Alpenreisen. Erlebnis, Raumtransformationen, Imagination. StudienVerlag Innsbruck, Wien, Bozen 2017 (= Tourismus: transkulturell & transdisziplinär, Bd. 11), ISBN 978-3-7065-5652-1.
- Reinhold Messner: Rettet die Berge. München und Salzburg: Benevento-Verlag, München, Salzburg 2019, ISBN 978-3-7109-0071-6.
- Uwe A. Oster: Wege über die Alpen. Von der Frühzeit bis heute. Darmstadt 2006, ISBN 3-89678-269-X. (Verkehrsgeographie und Kulturgeschichte)
- Claude Reichler: Entdeckung einer Landschaft. Reisende, Schriftsteller, Künstler und ihre Alpen. Rotpunkt-Verlag, Zürich 2005. (Die Rezeption der Alpen in der Kunst)
- Matthias Schickhofer: Schwarzbuch Alpen. Warum wir unsere Berge retten müssen. Brandstätter-Verlag, Wien 2017, ISBN 978-3-7106-0165-1
- Manfred Spöttl: Tatort Alpen. Karl Partsch – der sanfte Rebell. 2. Auflage. ECHO-Verlag Göttingen, ISBN 3-9801216-9-0.
- Matthias Stremlow: Die Alpen aus der Untersicht. Von der Verheissung der nahen Fremde zur Sportarena. Haupt-Verlag, Bern, 1998, ISBN 3-258-05848-2. (Alpenmythos und Tourismus)
- Roland Walter: Geologie von Mitteleuropa. Begründet von Paul Dorn. 6. Auflage. Schweizerbart, Stuttgart 1998, ISBN 3-510-65167-7.
- siehe auch Literatur der Hauptartikel: Alpenflora
- Die Alpen – Natur- und Kulturraum im Blickpunkt Europas. Schwerpunkt in der Zeitschrift Geowissenschaften. Heft 5/6, 12. Jahrgang, 1994. 10 Artikel, Auswahl:
  - Helmut Heuberger: Die Stellung der Alpen in der Eiszeitforschung. doi:10.2312/geowissenschaften.1994.12.144
  - Klaus Aerni: Historische Verkehrswege in den Schweizer Alpen. doi:10.2312/geowissenschaften.1994.12.159
  - Helmuth Barnick: Der Tourismus in den Alpen. doi:10.2312/geowissenschaften.1994.12.170

### Ältere Literatur
- Albrecht von Haller: Die Alpen. Gedicht von 1729 – über die Alpen und ihre Bewohner.
- Eugen von Hartwig: Briefe aus und über Tirol geschrieben in den Jahren 1843 bis 1845. Duncker & Humblot, Berlin 1846. Google Books, online
- Fritz Machatschek: Die Alpen. 3. Auflage. Verlag Quelle & Meyer, Leipzig 1929.

## Medien
- Messners Alpen (2006–2007), TV-Dokumentation über den alpinen Lebensraum in drei Teilen (3 × 52 Min.). Erstausstrahlung: 30. und 31. Dezember 2007 und 1. Januar 2008. Buch: Herbert Habersack, Hartmut Schwenk. Regie: Herbert Habersack. Schwenk Film, SWR/ARD, France 5, S4C, WEGA Film.[32]
- Die Alpen – das hohe Herz Europas. Komplett-Media (Januar 2015), ISBN 978-3-8312-8158-9, © Eine Produktion der Vidicom Media GmbH, Peter Bardehle in Zusammenarbeit mit ARTE, SWR, BR, ZDF, NDR. Gefördert durch den FFF Bayern, Cine Styria, Cine Tirol, Land Salzburg, BLS Südtirol Alto Adige
- Mit offenen Karten: Die Alpen – Ein europäisches Gebirge in der Arte-Mediathek (13 Min.), abrufbar bis 10. März 2028